# ゲッティンゲン

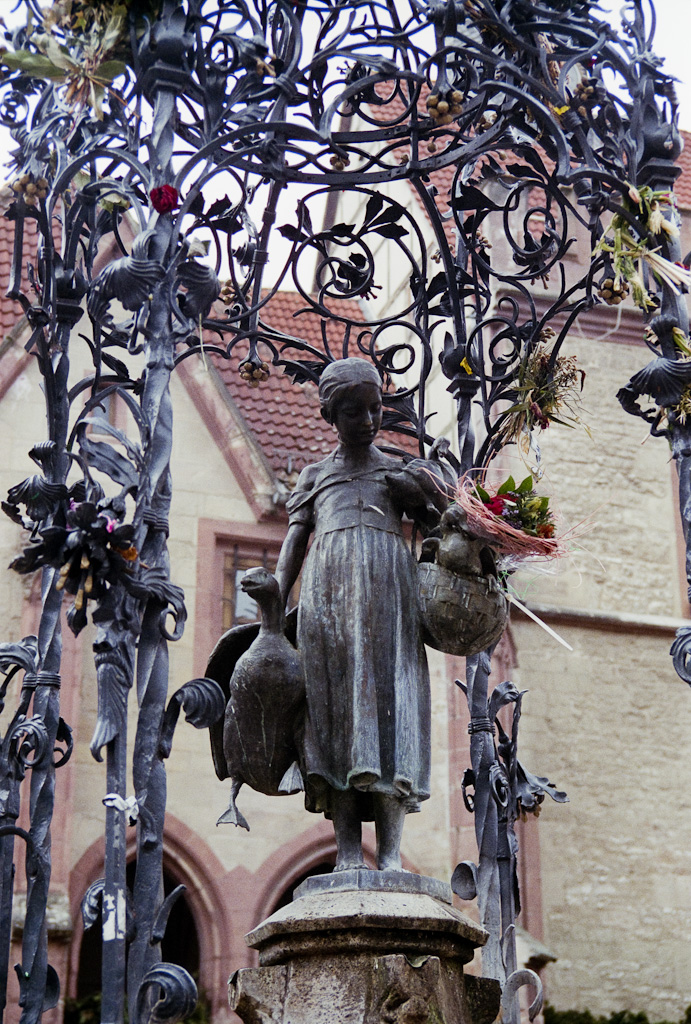
この街の象徴的建造物「ガチョウ番の娘リーゼルの泉」

ゲッティンゲン（ドイツ語: Göttingen, ドイツ語発音: [ˈgœtɪŋən] ( 音声ファイル)、低地ドイツ語: Chöttingen）は、ドイツ連邦共和国ニーダーザクセン州ゲッティンゲン郡に属す都市である。同州南部に位置する大学都市であり、教育・研究で強く特徴付けられる。都市名はゲッチンゲンとも表記される。
ゲッティンゲンは、ハノーファー、ブラウンシュヴァイク、オスナブリュック、オルデンブルクに次ぐニーダーザクセン州で5番目に大きな都市であり、上級中心都市の機能を担っている。この街はゲッティンゲン郡の郡庁所在都市であり、同郡最大の都市である。1964年にニーダーザクセン州州議会で可決されたゲッティンゲン法により、それまでの郡独立市からゲッティンゲン郡に編入された。この都市はこれ以後も、特に定めない限り、郡独立市と同等の扱いを受けることになっている。
ゲッティンゲンは1965年に人口10万人を超え、これにより大都市となった。最寄りの大都市には、カッセル（約38km南西）、ヒルデスハイム（約70km北）、ブラウンシュヴァイク（約92km北東）、エアフルト（約98km南東）、ハノーファー（約105km北）、パーダーボルン（約120km西南西）がある。ゲッティンゲンはハノーファー＝ブラウンシュヴァイク＝ゲッティンゲン＝ヴォルフスブルク大都市圏の南端にあたる。

## 地理
ゲッティンゲンは、ライネ＝イルメ低地がゲッティンゲンの森に接する境界に位置している。ライネ川が南北に流れ、北部のヴェーンデ市区をヴェーンデ川が、北東部市区をルター川が、西部市区をグローネ川が流れている。さらに数km北はネルテンの森につながっている。ゲッティンゲンの南の市境には、ライネ川から水を引いているゲッティンガー・キースゼー（湖）がある。
ゲッティンゲンの市域は海抜138mから427.5mに位置している。中心部は、クレーパーベルク（322m）やハインベルク（315m）の西側にあたる。ゲッティンゲンの森の東端にあたるマッケンレーダー・シュピッツェがゲッティンゲンで最も高い山である。ライネ川の西側の市域内に同名の街区を有するハーゲンベルク（小ハーゲンとも呼ばれる。174m）があり、約2km南に緩やかなエーゲルスベルクの丘陵がある。西の市境は、クヌトベルク（363m）及びクーベルク（288m）の高さに及ぶ。
ゲッティンゲン市街は、ゾリング山地（約60km北東）、カウフンゲンの森（約27km南南西）、ドランスフェルトの市の森（13km南西）、ブラムヴァルト（19km西）に囲まれ、ゲッティンゲンの森のすぐ西側にある（距離はゲッティンゲン＝インネンシュタット、つまり中心街から各山地の中心部までの直線距離である）。

### 気候

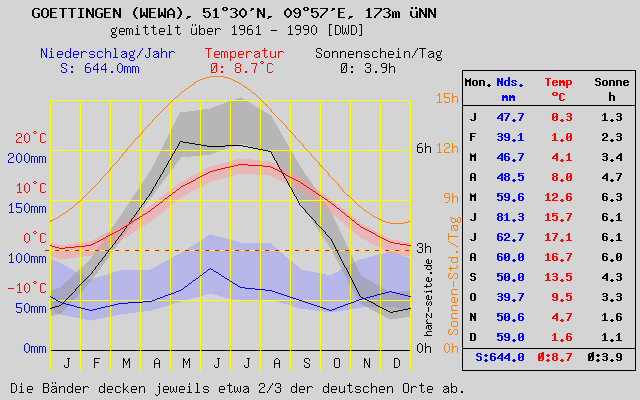
ゲッティンゲンの降水量、気温、日照時間グラフ

ゲッティンゲン市は、温帯の海洋性気候と大陸性気候との間の移行地域にあたる。年間平均気温は8.7℃、年間降水量は644mmである。最も暖かい月は、平均気温17.1℃の7月及び16.7℃の8月で、最も寒い月は、0.3℃の1月及び1.0℃の2月である。最も降水量が多いのは6月で平均81mm、最も少ないのは2月で39mmである。5月の日平均日照時間は6.3時間で、最も長い。

### 市の構成

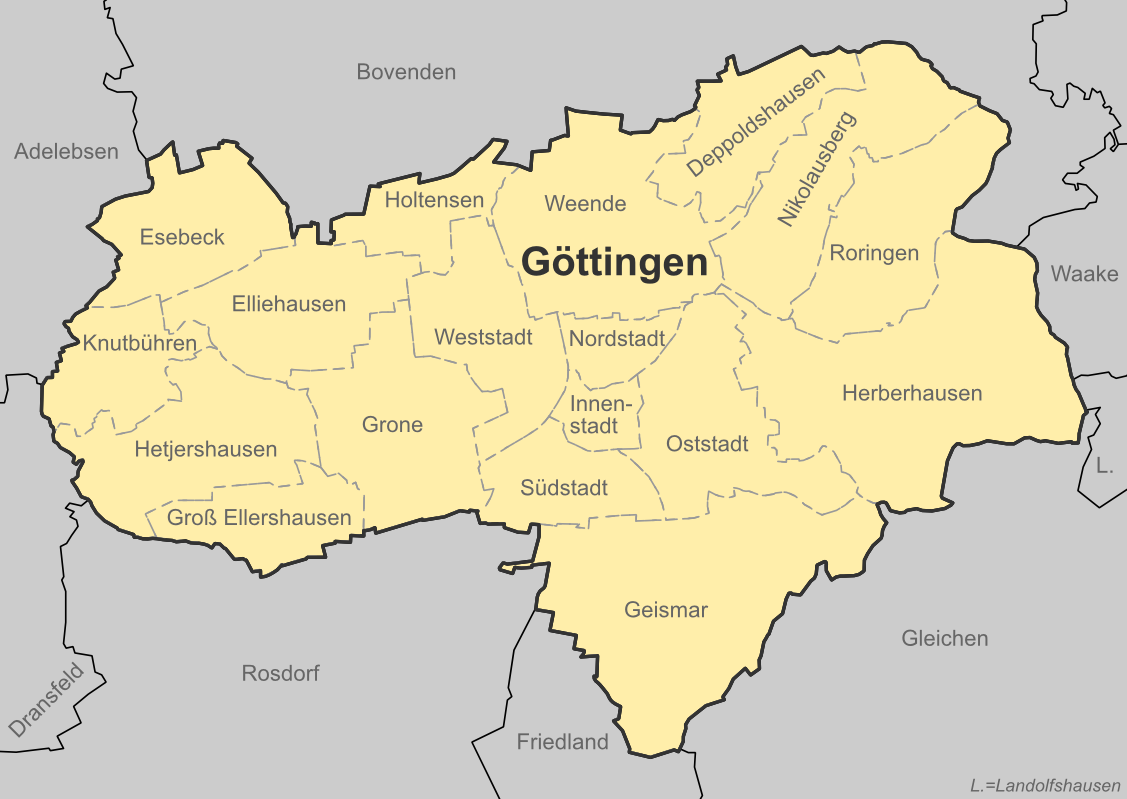
ゲッティンゲン市の構成

ゲッティンゲンの市域は18の管区および市区に分けられる。いくつかの市区は単独で、あるいは隣接する市区と共同でニーダーザクセン市町村法の「オルトシャフト」を形成している。各オルトシャフトは住民による選挙で、その人口に応じて9人から13人の地区議会議員を選出する。その議長が地区長に就任する。地区議会は、各地区で懸案となっている事項を聞き取るのに重要である。しかし、最終的な処理の決定はゲッティンゲン市議会の責務である。

### 隣接する市町村
以下の市町村がゲッティンゲン市と境を接する。すべての市町村がゲッティンゲン郡に属している。北から時計回りに列記する。フレッケン・ボーヴェンデン、ヴァーケ（ザムトゲマインデ・ラードルフスハウゼン）、グライヒェン、フリートラント、ロスドルフ、ドランスフェルト市（ザムトゲマインデ・ドランスフェルト）、フレッケン・アーデレプゼンである。

## 歴史

### 先史時代
ゲッティンゲンの市域には新石器時代の初めから定住が行われていた。線帯文土器文化の数多くの出土品がこれを示している。発掘場所の一つが、現在のグローネのショッピングセンター「カウフ・パルク」の近くであり、1990年代に市の考古学者により広範囲の発掘が行われた。さらに青銅器時代や鉄器時代の定住地跡も発見されている。

### グーティンギ村落
ゲッティンゲンは、考古学上7世紀までには形成されていたと証明される村落に起源を持つ。この村は、953年にGutingi（グーティンギ）という名前で、神聖ローマ皇帝オットー1世の史料に記録されている。それは皇帝が、当時のグーティンギ周辺の所領をマクデブルクの聖モリッツ修道院に寄贈する証文である。この村落は、ライネ川の谷の東端、現在の聖アルバン教会周辺にあった。この教会は遅くとも11世紀の初めには聖アルバヌスに献堂されたゲッティンゲンで最も古い教会である。現在の建物は14世紀から15世紀に建設されたものである。この古い村付近での最新の考古学調査結果は、手工業が行われ、広範囲の貿易関係が築かれていた事を示している。この村を小さな川、ゴーテ川（Gote）が流れており、村の名前はこの川の名前から採られたものである（接尾語の"-ing"は、「…の近くに住む者」を意味する）。

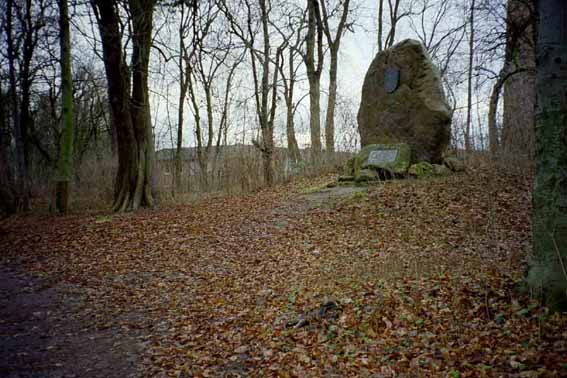
グローナ城趾の記念碑

### グローナ城
中世初期のグーティンギ村の運命に関しては考古学的出土品から推測するだけでよく分かっていないが、村の2km北西に造られたグローナ城（現代ドイツ語ではグローネ）とともに歴史の表舞台にはっきりと現れてきた。915年に新しく建設された城砦（Burg）として記録されたこの城は後に王の居城（Pfalz）に拡大された。ライネ川の対岸越しのハーゲンベルクの南の張り出し部に位置する城館には、941年から1025年の間にリウドルフィング家の中レベルの居館として、証明されているものだけで合計18回、王や皇帝が滞在した。特にハインリヒ2世とその妻のクニグンデにとってグローネはお気に入りの居館であった。1024年の夏に重い病のためにこの館に入ったハインリヒ2世は、同年7月13日にここで亡くなった。
その後、この城は王の居館としての機能を喪失し、13世紀にグローネ家の城砦に改築された。1323年から1329年の間にこの城はゲッティンゲンの市民によって破壊された。その城趾は、オットー3世公とゲッティンゲン市とのフェーデのために、1387年にオットーによって完全に平地にならされた。

### 市の創設
村の西の街道沿いのライネ川を渡る徒渉地に、時代とともにやがて商人町が形成された。その町の名前はずっと存続し、後に都市権を得るに至った。
都市にその名前を与えた古い村は、新しい都市の実質的な出発点ではなかった。それどころか、この集落は最初の市壁の外側にあった。どのような状況で本来のゲッティンゲン市が成立したのか完全に解明されていない。ザクセン公兼バイエルン公ハインリヒ獅子公が市の創設を主導したとされているが、獅子公の治世が1150年から1180年/1200年頃とされる創設時期と一致している。
1201年から1208年まで、獅子公の次男の神聖ローマ皇帝オットー4世の兄ライン宮中伯ハインリヒ5世が市の領主として記録されている。この頃にはすでにゲッティンゲンはヴェルフ家の所有権や領主権から保護されていた。さらには、やはりこの頃までに「ゲッティンゲン市民」という記述が初めてなされており、ゲッティンゲンが既に「都市」の流儀で組織されていたことを推測させる。しかしゲッティンゲンは帝国都市ではなく、ヴェルフ家のブラウンシュヴァイク＝リューネブルク公の支配下にあった。君主の代官は城砦内に居館を有していた。城砦自体は1250年以前に造営された都市防御施設の北東角に位置していた。現在もブルク通り（城砦通り）という名前にその記憶を留めている。
だが、君主は市に対してある程度の自由を与え、妥協しなければならなかった。ゲッティンゲンはその歴史の初期に、ヴェルフ家と南ニーダーザクセン地域の敵対者たちとの戦いに巻き込まれた。13世紀に入って最初の10年間の対立はゲッティンゲン城に対する政治的関心を呼び起こし、この政治的・軍事的状況を上手く利用して要求をつきつけた。オットー1世は、伯父にあたるオットー4世やライン宮中伯ハインリヒ5世の時代からゲッティンゲンが有していた権利を1232年の史料で確認している。これにより貿易は容易となり、街に住む商人は保護され、ゲッティンゲンの自治権を画策した。また、オットー1世は市を他人の手に渡さないことも約束した。このことは、遅くともこの時期までには市民によって構成された市参事会が存在し、自治にとっての実用的な手段となっていたことを示している。市参事会員は、1247年に初めてその名前が記録されている。

### 改造と拡張
都市防衛施設によって護られていた地域には最初、市場、現在の旧市庁舎、聖ヨハニス教会および聖ヤコービ教会の2つの主要教会と小教会である聖ニコライ教会、さらに重要な交通路であるヴェーンデ通り、グローナー通り、ローテ通りが含まれていた。防衛施設の外、ガイスマーラー門の前には聖アルバーニ教会を含む、「ガイスマーラー・アルテス・ドルフ」（直訳すると、ガイスマーラーの古い村）と呼ばれる古い村落があった。この村は中世盛期にはヴェルフ家の支配域の一部に過ぎず、このため都市特権の適用外とされ、市壁による防衛の埒外に置かれた。

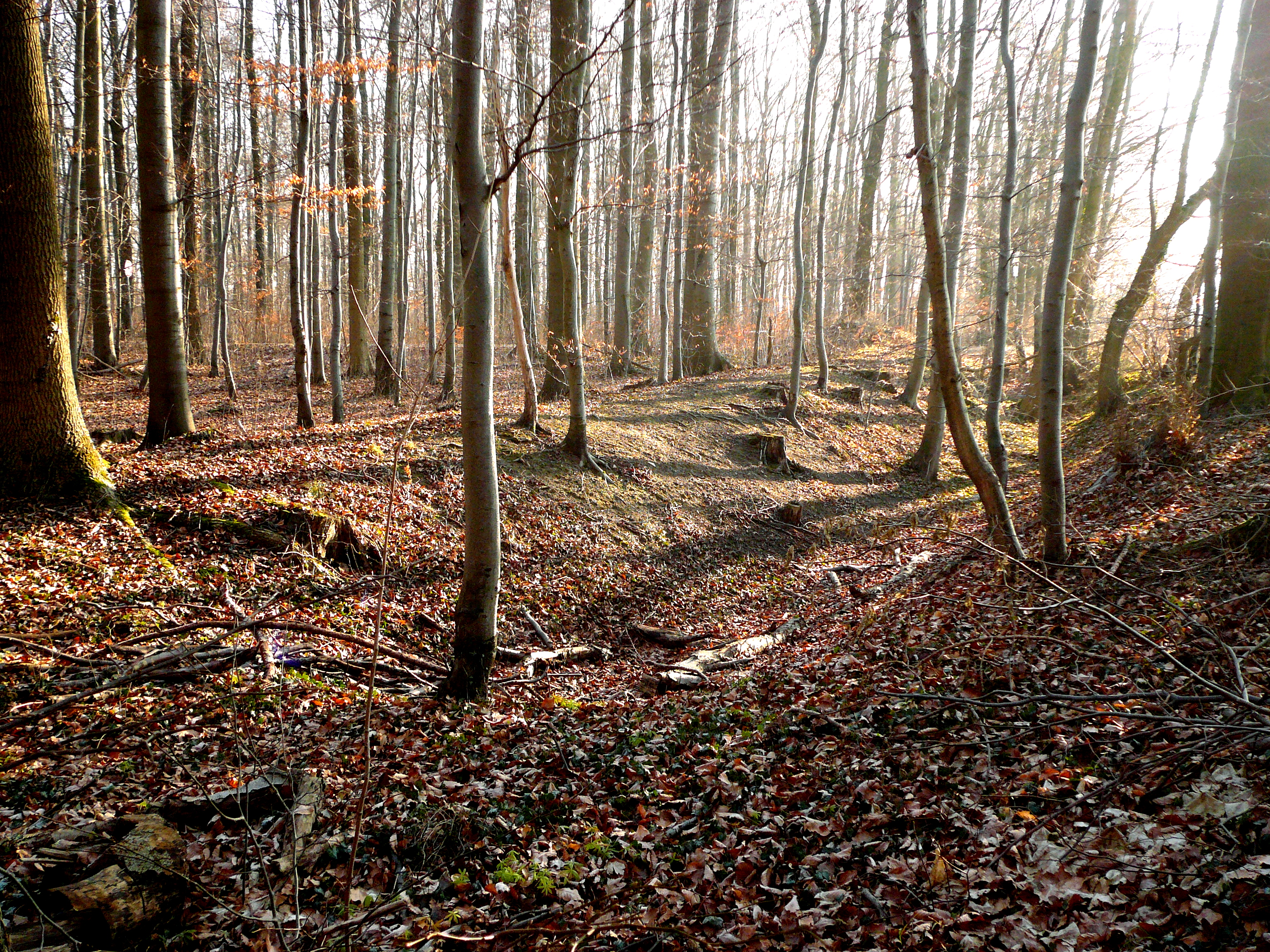
ゲッティンゲンの防塁跡

市は、初め土塁によっても護られていたが、遅くとも13世紀末までには土塁の上に壁が築かれた。この古い防衛施設は現在、トゥルム通りのマウアートゥルム（直訳すると、壁の塔）と壁の一部が遺されている。当時の防御範囲は最大600m×600mで、広さ約25haであった。これはハノーファーよりも小さいものの、近隣のヴェルフ家の都市であるノルトハイム、ドゥーダーシュタット、ミュンデンよりも大規模であった。土塁の建設に対する許可は1362年にブラウンシュヴァイク＝ゲッティンゲン公エルンスト1世によって与えられたが、建設には最終的に200年以上かかった。
人々は、領主から命じられた出城の施設を建設し、不可欠な修理を行い、さらには改良を加えた。こうして建設期間は合計400年に及んだ。土塁をあるべき状態にするには膨大な金と労力が必要だった。初めは生け垣のある低い盛り土と一重の堀が築かれた。これは後に板塀と低い壁で囲まれた塁壁で強化された。防塁の最終形態は、堅牢な防壁と塁壁、連なった池を組み合わせた広い堀、防塁の外側に設けられた少なくとも30基の塔、一連の堡塁と外部砦を備えていた。4つの主要な門は、古い市壁の門とそれぞれ組み合わされており、「外門」と呼ばれていた。
市壁の南をゴーテ川が流れ、この頃には運河でライネ川と結ばれていた。「ライネ運河」と呼ばれたこのライネ川の分流は、現在では街沿いにより多くの水が流れている。
ヴェルフ家の分割相続に伴って、アルブレヒト2世（肥満公）が1286年に南ニーダーザクセン地方の領主権を獲得した。彼はゲッティンゲンを宮廷所在地に選び、旧市街北部にある城、Ballerhus（Bahrhus ともいう）に入城した。1300年までに、市壁の西側、ライネ運河の対岸のノイシュタットに、両側に建物のある長さ800mの町並みが造られた。アルブレヒト2世は急速に発展するこの街に経済と政治との新たなバランスを創造し、自らの権力を強化しようと意図したのである。しかしアルブレヒト2世は発展するゲッティンゲンが西に向かって拡大することを阻止できず、むしろゲッティンゲン参事会がノイシュタット発展のあらゆる機会を摘み取った。この試みが失敗に終わった後の1319年にゲッティンゲン市参事会はわずか300マルクでこの不愉快な競合相手の土地を買い占めた。ノイシュタットの南に最初はノイシュタット教区教会として聖マリエン教会が建造された。この教会は1318年に隣接する農場ごとドイツ騎士団に移譲された。
13世紀後半に旧市街の周辺に2つの修道院が設立された。旧市街東部、現在のヴィルヘルム広場の場所にまずフランシスコ会修道院が設けられた。構成の市史編纂者フランシスクス・ルーベクスの主張によると、フランシスコ会は1268年からこの地にあった。清貧と謙譲をモットーとするフランシスコ会修道士は靴を履いておらず、人々は彼らを「Barfüßer」（裸足の人）と呼んだ。この呼び名は修道院への通りに名残を留めており、現在でもこの通りは「Barfüßerstraße」（バルフューサー通り）と名付けられている。1294年にアルブレヒト2世はドミニコ会修道士に、ノイシュタットの対岸、ライネ運河沿いのパーペンディークに修道院を設立することを許した。その修道院教会は1331年に献堂されたパウリーナ教会として利用されている。
13世紀後半にはユダヤ人もこの街に住んでいた。1289年3月1日にブラウンシュヴァイク＝リューネブルク公はゲッティンゲン市参事会に対して、ユダヤ人を市内に住まわせる許可を与えた。ユダヤ人は主に現在のユーデン通りの聖ヤコービ教会付近に住んでいた。ゲッティンゲンにおいてもユダヤ人の歴史は中世からすでに大きな苦難に満ちていた。1369年または1370年にオットー1世がユダヤ人に対する裁判権を市に譲渡して以降、この街でも流血の迫害や追放が繰り返された。1460年から1599年までの100年間、ゲッティンゲンにはユダヤ人は住んでいなかった。
14世紀から15世紀は、ゲッティンゲンにとって経済上の全盛期であった。建築物もその証拠となっている。14世紀前半にゴシック様式のホール式教会として聖ヨハニス教会の新築が開始された。1330年から聖ニコライ教会もゴシック建築に建て替えられた。聖ヨハニス教会の工事完了後、14世紀後半には聖ヤコービ教会の新築工事も始まった。1366年には現在の市庁舎旧館の主要部分も建設された。ただし、現在見られる建物の姿は15世紀中頃の基本特性を留めている。
1360年頃に市の環状防壁が新たに造り直された。この時ノイシュタットやアルテ・ドルフも防壁内に取り込まれた。こうした建設工事に伴って、4つの市門はさらに外側に移され、市域面積は約 75 ha にまで拡大した。

### 発展と自立
1318年のアルブレヒト2世の死後、ゲッティンゲンはオットー1世（寛大公、1344年没）を経てエルンスト1世（1367年没）が継いだ。彼に統治されたゲッティンゲン侯領はブラウンシュヴァイク＝リューネブルク公領の部分領邦であったが、ゲッティンゲン侯領はヴェルフ家の領邦の中で経済的に最も貧しかった。
エルンスト1世の後継者オットー1世（ブラウンシュヴァイク侯として1世、ブラウンシュヴァイク＝リューネブルク公としては3世、1394年没）の下でゲッティンゲンは自立した都市としての立場を強固にすることに成功した。"Quade"（乱暴者）とも呼ばれるオットー1世の憎悪は都市に向けられていた。隆盛を誇るその力は彼にとって目の上のたんこぶであったのだ。このため彼の統治は絶え間ないフェーデと外交上の衝突の連続であった。ゲッティンゲン市は、最初は激しい圧迫を受けたものの、最終的にはこれを回避することに成功し、統治権をさらに強化してゲッティンゲンの自立を勝ち得た。市門の前にあったリューネブルク公のライネベルク裁判所はゲッティンゲン市の干渉化に置かれ、1375年にはオットー1世によって市に抵当として入れられた。
両者の確執は1387年4月の戦いがピークであった。ゲッティンゲン市は市壁内にあったリューネブルク公の城を攻略し、オットー1世は報復に周辺の村を荒廃させた。7月に市民らは傭兵隊長モリッツ・フォン・ウスラーの指揮下、ロスドルフとグローネとの間で野戦におよび、リューネブルク公軍に勝利したのである。この結果、オットー1世は1387年8月にゲッティンゲンの所領と周辺地域の自由特権を認めざるを得なくなった。1387年はゲッティンゲンの歴史において重要な中間点となったのである。オットー1世の死後、後継者であるオットー2世（隻眼公）の下でゲッティンゲンは自立性をさらに拡大した。オットー2世の死によってブラウンシュヴァイク＝ゲッティンゲン家が断絶した。公的な遺産問題と生前の1435年に退位したため、領主の権力はますます不安定なものとなっていた。
その後15世紀の終わりまで、ヴェルフ家の領主権の有り様はその影響力の低下を特徴とする。ゲッティンゲンは自由帝国都市ではなくブラウンシュヴァイクの支配下にずっと留まっていたのだが、重要な自治権を勝ち取ることができ、時には帝国都市として文献に記録されたり、特別に重要な帝国議会に招かれたりした。
オットー2世の死後、何度もの宮廷分割や領主変更の末、エーリヒ1世がカレンベルク＝ゲッティンゲン侯領として統合して統治することになった。市は初め、新しい領主に対して忠誠を誓うことを拒否した。これに対してエーリヒ1世は、1504年に皇帝マクシミリアン1世を介してゲッティンゲンに対する帝国アハト刑を実現させたのである。絶え間ない緊張関係は市の経済的衰退をもたらし、1512年に市はついにエーリヒ1世に対する忠誠を誓った。その後まもなくエーリヒ1世と市との関係は独特の穏やかさが特徴となった。さらにその後エーリヒ1世は市に資金を頼らざるを得ない関係に陥った。
中世後期におけるゲッティンゲンの政治的・一般的飛躍の基盤は、向上を続ける市の経済的地位にあった。それは特に、古くから重要な南北を結ぶ通商路であるライネ川沿いの平地という交通の便がよい立地条件によってもたらされたものであった。この条件が地元の経済因子である織物生産を助長した。ゲッティンゲンのギルドの内部サークルに属したライネ織り（亜麻布）の他、ノイシュタットには毛織物産業もあった。加工用の羊毛は市の周辺から持ち込まれた。そこには、一時は最大3000頭の羊と1500頭におよぶ子羊がいた。毛織物はオランダへ、あるいはリューベックを経由して各地に輸出された。1475年から新たに専門家が募集され、この地場織物産業は盛んになっていった。このいわゆる「ノイエン・ヴォレンヴェーバー」（新毛織職人）は新しい、それ以前には使われなかった技術をゲッティンゲンにもたらし、その後三世代にわたって輸出を主体とした織布工の都市としての地位を固めた。しかし16世紀末になると安価なイギリス製毛織物に対抗できなくなり、ゲッティンゲンの毛織物産業は衰退していった。
リューベックとフランクフルト・アム・マインとを結ぶ重要な交易路沿いの交通の便がよい立地条件からゲッティンゲン商人も利益を上げていた。ゲッティンゲンの市場は領域を超えて重要であった。1年に何度も開かれる市場のために多くの外国人貿易商がゲッティンゲンを訪れた。ゲッティンゲン市場に商品を供給する広域商人や地域を越えた企業体で通過貿易を営む貿易商は、ゲッティンゲンにも多くの財産を所有していた。
ゲッティンゲンはハンザ同盟にも参加していた。この街は1351年に初めハンザ会議に出席した。しかしハンザ同盟との関係は大きな距離を保っていた。内陸都市であるゲッティンゲンは、ハンザ同盟の機能的な経済網は利用したいのだが、同盟共同体の政治に関わるつもりはなかったのである。ハンザ同盟の正式な会員となったのは1426年になってからで、1572年には最終的に退会している。

### 宗教改革と三十年戦争

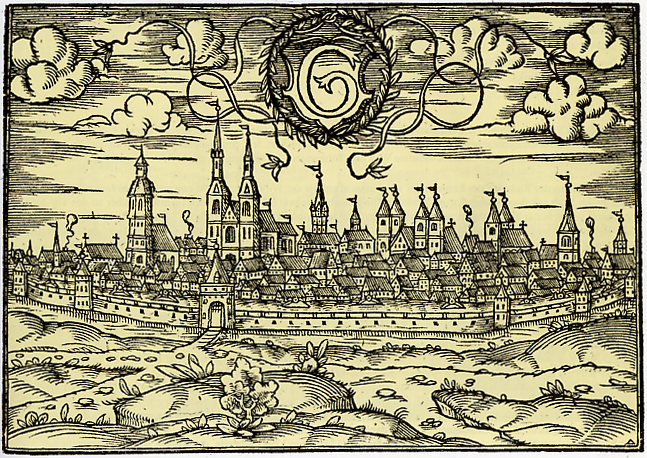
1585の木版画に描かれたゲッティンゲン西面の眺望

16世紀にゲッティンゲンでは、最終的には対立関係を作り出すことになる経済上の問題が生じ始めていた。1514年に市参事会が財政改革のために新税を公布したため、手工業者のギルトと事実上商人層で形成されていた市参事会との間で公然とした対立が起きた。1514年3月6日にギルトは市庁舎を占拠し、市参事を捕縛し、最終的には彼らを責任ある立場から追放した。市参事はエーリヒ1世に地位回復の援助を乞い、対立はくすぶり続け、ゲッティンゲンにおける宗教改革受容の温床となった。
1517年のマルティン・ルターによる95ヶ条の論題と1521年のヴォルムス帝国議会の結果、宗教改革は徐々にドイツでの、特に大都市を中心とするより広い地域に受容されていったが、ゲッティンゲンを初めは素通りしていった。1524年から1525年のドイツ農民戦争がドイツ全土を荒廃させたが、ゲッティンゲンは平穏なままであった。
95ヶ条の論題から12年後の1529年になって初めてゲッティンゲンに宗教改革が流布した。きっかけは、中世色の強いバルトロメウス・パレードであった。中世の大都市ではこうしたパレードは珍しいものであった。ゲッティンゲンではこの頃まで、古い教会活動は議論の余地のないものであった。変革は、「新毛織職人」やその個人的なサークルから起こった。彼らは、1475年以降にゲッティンゲンに定住した人々であり、その意味では古くからの住民に比べて新しい思想に対して進歩的なグループを形成していた。「新毛織職人」はバルトロメウス・パレードに対する対抗デモを行った。グローナー通りでルターのコラール『主よ深きふちの底より』でパレードを迎え撃ち、さらに詩篇や風刺歌を歌った。「新毛織職人」はこれにより宗教的視点を超え、市の統治システムに疑問を呈したのであった。
事態は、それまでの遅れを取り戻すような驚くべき改革の加速度で進展していった。かつてロストックのドミニコ会修道士であったフリードリヒ・ヒューフェンタールがこの街のプロテスタントの説教師となった。これはさらに大きな影響を及ぼした。マルクト広場で公然と説教が行われ、市参事会との反対討論の後、1529年10月24日にパウリーネ会修道士の意に反してパウリーネ教会で、ゲッティンゲン初のプロテスタントの通常ミサが挙行された。ゲッティンゲン市の参事会は市の教区教会に強制力を持っていなかった。その強制力はエーリヒ1世が有していたのである。エーリヒ1世はカトリックを支持しており、支配下にある教区教会へのプロテスタント説教師の立ち入りを許さなかった。エーリヒ1世は1525年に既に北ドイツの反プロテスタント領邦によるデッサウ同盟に加盟しており、自らのカレンベルク＝ゲッティンゲン侯領内の大都市における宗教改革の受容を通して、鋭敏にも都市と領主との関係を不快な思いで見ていたのである。
その後、ゲッティンゲン市民が1529年11月18日の会談で教会改革と政治改革を一体化すると、エーリヒ1世はこれに対して素早く厳しい対処を行った。彼は堅い型式の挑戦状を市に返したのである。この街の宗教改革運動のあり方に疑問を抱いたヒューフェンタールはこの街を去っていった。しかし、それはゲッティンゲンにおける宗教改革の終焉を意味するものではなく、ゲッティンゲン市民は穏健派の説教師ハインリヒ・ヴィンケルをブラウンシュヴァイクからこの街に招いた。この頃、ヨハン・ブルンスもゲッティンゲンの教会政治の首脳の一人となった。彼は既に以前からグローネの牧師として、初期にこの地域でルター派の説教を行った一人で、後に市の弁護士となった。その後市参事会はルター派の説教を受け容れていない教区教会を閉鎖し、1530年の棕櫚の主日に新たに作成したゲッティンゲン教会法を発表した。これはゲッティンゲンの宗教改革の完了を宣言するものであった。この教会法はその上、マルティン・ルターが訂正し、認可を与えたもので、1531年にヴィッテンベルクの印刷所で宗教改革を賞賛する序文をつけて出版された。

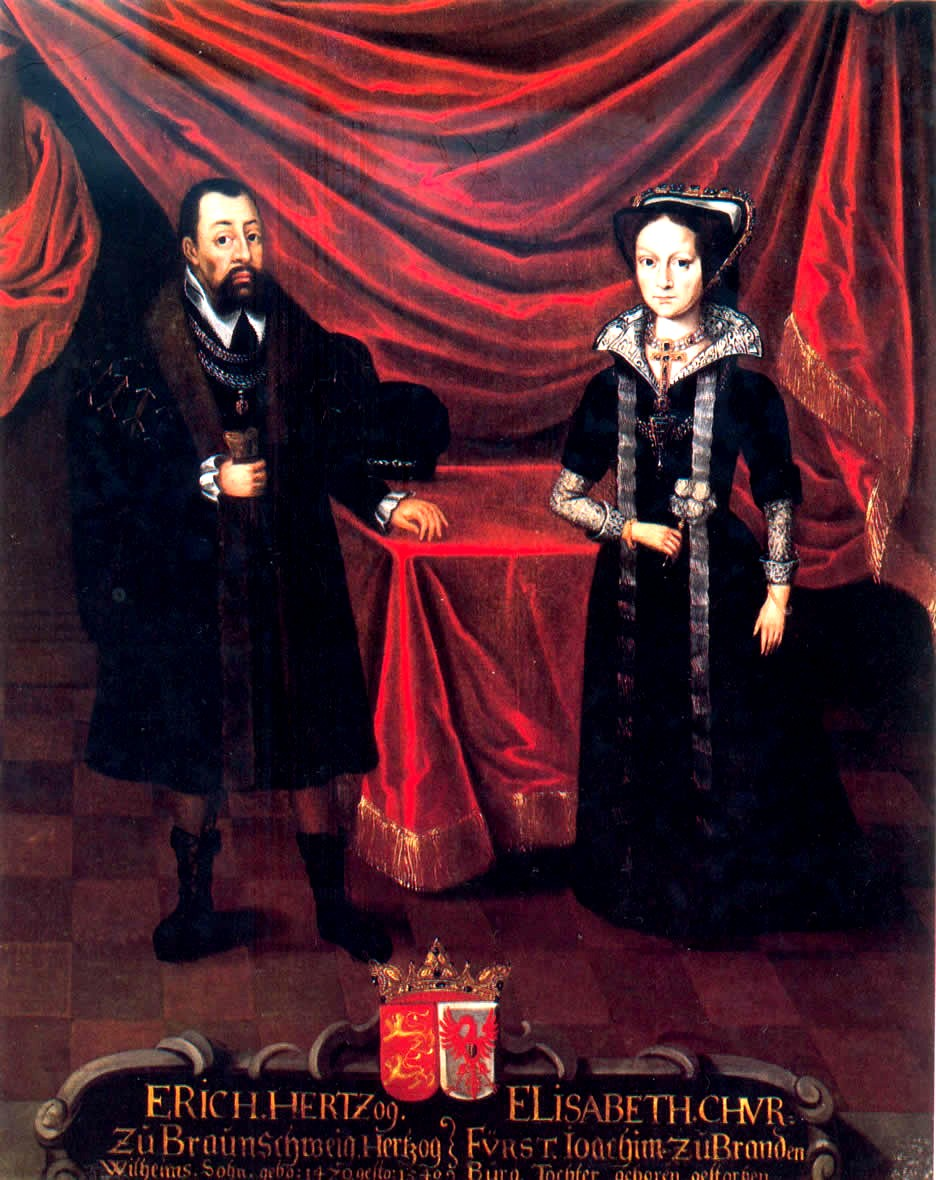
エーリヒ1世とその2人目の妻エリーザベト（1530年頃）

新教会法による宗教改革の完了後、状況はさらに緊迫した。エーリヒ1世はモーリンゲンの領邦会議で、市に対してカトリックの教会を回復させる要求に対する等族の支持を取りつけた。一方、ゲッティンゲンは、帝国の政治へと歩を進め、1531年5月31日にプロテスタントの帝国都市がその信仰を護るために結成したシュマルカルデン同盟に加盟した。
1533年4月に市はエーリヒ1世と話し合い、対立点を協定に列記した。これはエーリヒ1世の妻エリーザベト・フォン・ブランデンブルクが1538年に公然とプロテスタントに転向したことと無関係ではない。1540年のエーリヒ1世の死後、彼女は息子エーリヒ2世の後見人として統治し、隠居所のミュンデンから、カレンベルク＝ゲッティンゲン侯領内での宗教改革の完遂を要求した。エリーザベトはヘッセン＝ヴィッツェンハウゼンの説教師アントン・コルヴィヌスを自らの侯領の教区監督官とし、カレンベルク教会法を制定させ、1542年にこれを出版した。
1548年のシュマルカルデン戦争でプロテスタントは敗北し、アウクスブルク仮信条協定を受け容れざるを得なかった。帝国の多くの地域と同様にゲッティンゲンもひどく衰退し、この仮協定の受け入れを拒んだ。エーリヒ2世は長い不在の後、自らの公領に戻り、母親にとっては遺憾であったが、1549年にカトリックの信仰を布き、仮協定を施行した。ゲッティンゲンでは、仮協定とエーリヒ2世に抵抗していた教区監督官メルリンを市は罷免せざるを得なかった。この罷免は、教会活動における市の自立性剥奪のためのステップであった。
その後、1555年のアウクスブルクの和議で支配地域の信仰を定める権利は帝国等族が有することとなった。エーリヒ2世は、自らは敬虔なカトリック信者でありながら、1542年の教会法とプロテスタントの教義が流布した侯領では、そのままプロテスタントの信仰を認めた。
1584年のエーリヒ2世の死後後継者がなかったため、ゲッティンゲン侯領はヴォルフェンビュッテル侯ユリウスが相続した。これによりカレンベルク＝ゲッティンゲン侯領は再びブラウンシュヴァイク＝ヴォルフェンビュッテル侯領に併合された。1582年には既に周辺の村を喪失することで公への影響力を失っていたゲッティンゲンは経済的衰退に加えて、1597年、1611年、1626年と繰り返しペストの流行に苛まれた。
1623年にゲッティンゲンは初めて、1618年に始まった三十年戦争に巻き込まれた。ゲッティンゲンは敵対する軍勢に取り囲まれ、君主のフリードリヒ・ウルリヒの要請によって一時的にその駐屯地を引き受けなければならなかった。「ハルバーシュタットの狂信者」と呼ばれた、フリードリヒ・ウルリヒの弟クリスティアンが、ゲッティンゲンもそれに属すニーダーザクセン帝国クライスを戦争に引き込んだのだ。
1625年にゲッティンゲンは領主の許可を得て防衛施設の拡充を開始した。これは必要なことであった。早くも1625年の秋に皇帝軍司令官アルブレヒト・フォン・ヴァレンシュタインがこの街を包囲し、食糧や宿舎の提供を要求したのである。ヴァレンシュタインはやがて引き揚げたが、その際に約1000頭の家畜を戦利品として連れ去り、街はすっかり静かになった。ゲッティンゲンは防衛強化に取り組んだが、近隣のミュンデンで大量虐殺をしでかしたカトリック同盟の司令官ティリー伯が1626年夏に市の目前に迫っていた。ティリー伯は5週間にわたって市を砲撃し、ハルツ山地の山人を使ってライネ川の川筋を替えたため、市は1626年8月3日に市門を開かざるを得なかった。ティリー伯はヴェーンデ通り32番のコマンダンテハウス（司令官の家）を接収した。ルッターの戦いでデンマーク軍に勝利したティリー伯はニーダーザクセンにおける安全を確保したが、引き換えにゲッティンゲンは皇帝軍＝カトリック軍に占領され続けた。
ゲッティンゲンは占領下で大きな被害を受け、耐え難いほどの軍税を課された。住民の多くは他の土地へ逃亡し、400軒近くが空き家となった。6年後の1631年に勢力バランスが変化し、ブライテンフェルトの戦いでスウェーデン軍がティリー伯を破った後、ゲッティンゲンもプロテスタントのヴァイマル公ヴィルヘルムが率いるスウェーデンとヴァイマルの軍勢によって再占領された。ゲッティンゲンは1632年の秋にパッペンハイム軍の攻撃を受けたが、最終的にはプロテスタント側が支配権を握った。しかし市にとって重要な問題は、占領軍が市民の大きな負担になっているという事実が改善されないことであった。
1634年のフリードリヒ・ウルリヒの死により、中ブラウンシュヴァイク家が断絶した。ゲッティンゲンはまたもやヴェルフ家の相続財の一部としてリューネブルク公家の古い支流筋にあたるゲオルクのものとなった。ゲオルクはハノーファーを首都に選んだ。1641年のゲオルクの死後、この街はクリスティアン・ルートヴィヒの下でオクタヴィオ・ピッコロミーニの包囲に耐えなければならなかった。こうしてゲッティンゲンにとっての戦争は終わったが、この街はその後長い間占領軍と戦費の負担を続けなければならなかった。

### 大学都市としての復興

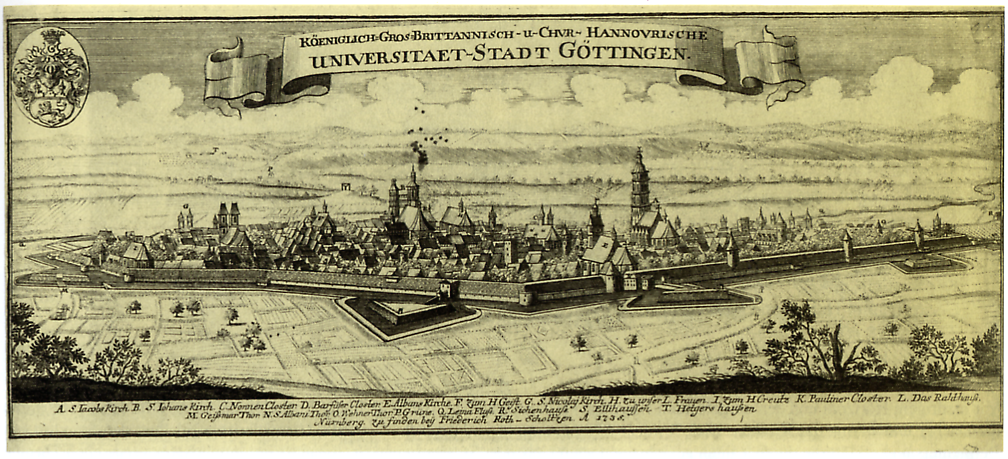
1735年のゲッティンゲン

三十年戦争後も、この街の経済的衰退は続いた。毛織物や亜麻布の輸出はほぼ完全に麻痺状態となった。1400年には6,000人だった人口は、1680年頃には3,000人以下にまで減少した。経済的衰退に加え、政治的凋落も起きていた。市参事会や市民生活におけるギルドの優越性は、領主支配権により霧散した。エルンスト・アウグストは事実上の領主主導政治を1690年に実現した。外交面でも事態は変化していた。ゲッティンゲンを含むブラウンシュヴァイク＝カレンベルク侯領は、エルンスト・アウグストの下で、1692年に神聖ローマ皇帝レオポルト1世によって選帝侯領とされた。さらに1714年からブラウンシュヴァイク＝リューネブルク選帝侯（ハノーファー選帝侯）はグレートブリテン王国と同君連合国となった。エルンスト＝アウグストの息子であるハノーファー選帝侯ゲオルク・ルートヴィヒがジョージ1世としてグレートブリテン王位に就いたのであった。
ブラウンシュヴァイク＝リューネブルク公領は、ドイツ中部の領域上の大国の1つとなったが、公領内に大学を有していなかった。彼は領邦内で必要な神学、法学、医学の教育機関として大学を新設することを決めた。選帝侯領政府はこれをゲッティンゲンに建設すると決定した。ゲッティンゲンには、それ以前から寄宿制教育機関のギムナジウムがあり、これが大学の原型になった。
ハノーファー選帝侯ゲオルク2世アウグスト（イギリス王ジョージ2世）の治世下、1734年に、その名にちなんだゲオルク・アウグスト大学が開設された。1737年に記念式典が挙行された。大学新設後の急速な成功は、特にゲルラハ・アドルフ・フォン・ミュンヒハウゼンを迎えた事による。大学は市に新たな隆盛をもたらし、人口増加を促進し、集中的な建設工事によって街の姿は急速に変貌した。
当時のゲッティンゲン新市民の意気込みは、現在もゲーテアレーのグレッツェルハウスに見ることができる。新しい住居、レストラン、宿屋がオープンした。教授や学生に文化活動を提供するため Universitätsreitstall（大学の乗馬小屋）が造られた。その後ゲッティンゲンはヨーロッパ全土や海外でも学問の街としての名声を獲得した。数多くの有名な学者がゲッティンゲンを訪れ、ここで働いた。大学の高い声望は、特に新設された大学図書館の素晴らしい収蔵ポリシーに拠っていた。さらに1751年にゲッティンゲン王立学問協会（後のゲッティンゲン学問アカデミー）が設立され、学問上の新知見に関する情報紙で、たちまち国政的名声を獲得したゲッティンゲン・ゲレールテ・アンツァイゲン（ゲッティンゲンの研究者報告）が刊行された。
七年戦争では1757年から1762年までゲッティンゲンは新たな占領を受けた。フランス軍がゲッティンゲンに駐屯したのだが、大学での学問活動が途絶えることはなかった。戦後、ゲッティンゲンの防塁は撤去され、遊歩道となった。こうして非武装化された大学都市はすべての学問活動を再開し、全盛期を迎えた。

### ナポレオンから1866年まで
ナポレオン・ボナパルトが引き起こした戦争では、ハノーファー選帝侯領は1803年に戦うことなくフランスに占領された。しかし、ゲッティンゲンは占領やその他の負担を免除された。これには大学の高い名声が影響している。1805年にハノーファー選帝侯領は突然プロイセン領となった。ゲッティンゲンはプロイセン軍によって占領された。
1807年のティルジットの和約以後、ハノーファー選帝侯領は地図から消滅した。ゲッティンゲンは、ナポレオンの弟ジェローム・ボナパルトが治める、カッセルを首都とするヴェストファーレン王国に属すこととなった。ヴェストファーレン公国内では、ゲッティンゲンはライネ県の首邑となった。このため、中央機能を有する官庁や裁判所の所在地となった。知事庁舎はミヒャエリスハウスに置かれた。外国人による支配は、次第に圧迫感のないものになっていった。学生数は初期に減少した後安定しており、ゲッティンゲンは1813年まで続くフランスによる支配に順応していった。ドイツにおけるフランス支配が瓦解した後、旧ハノーファー選帝侯領はハノーファー王国に昇格した。ゲッティンゲンは、1823年から新しく設けられたヒルデスハイム管区に属した。
1807年にカール・フリードリヒ・ガウスが大学天文台の責任者となった。彼は現在では世界で最も尊敬される数学者の一人に数えられている。

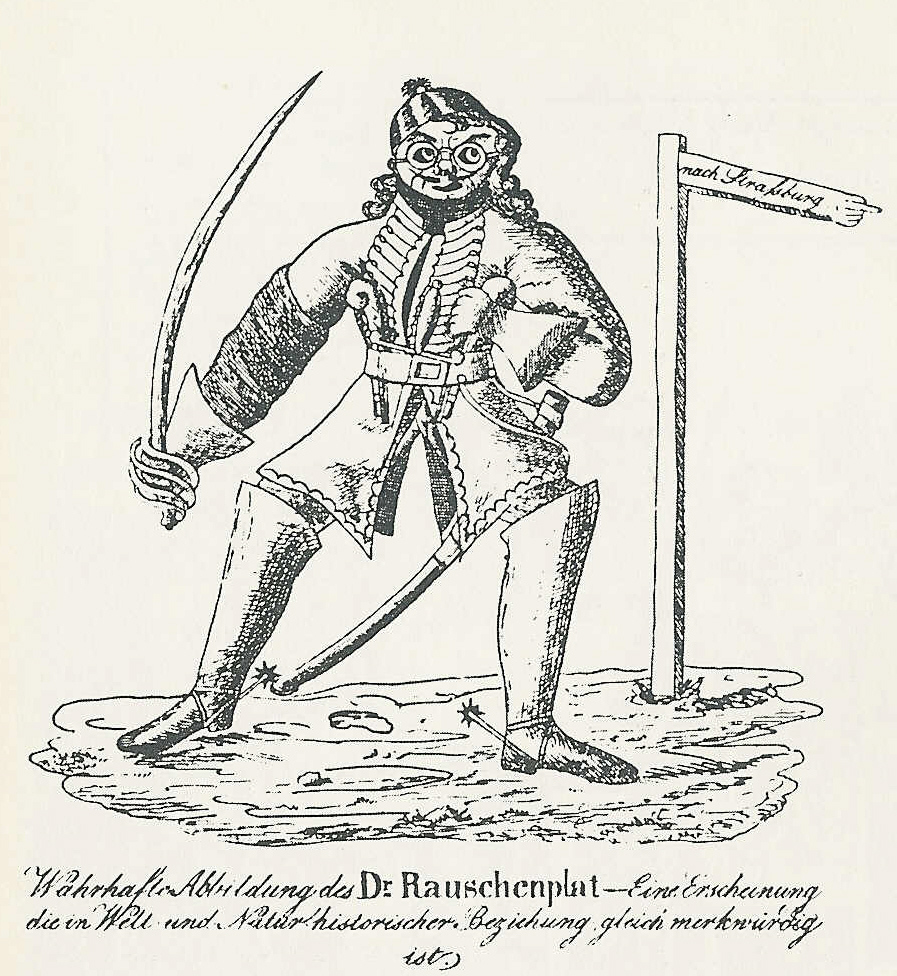
ゲッティンゲン革命を描いた作者不詳の戯画

ドイツで興った国家主義運動は政治上、自由主義化や民主主義化の要求とともに流布した。1830年のパリの7月革命がドイツにも波及し、1831年にゲッティンゲンでいわゆる「ゲッティンゲン革命」が起こった。ハノーファー王国は平穏なままであったが、ゲッティンゲンでは様々な原因で暴力沙汰が勃発した。これに続いて大学の臨時講師ヨハン・エルンスト・アルミニウス・フォン・ラウシェンプラットを首班とする革命議会が発足し、1831年1月8日にゲッティンゲン市の市参事会は廃止された。革命議会は王に対して、ハノーファー王国からの自由と統治機構の解体を要求した。政府は譲歩せず、大規模な軍隊を市に派遣した。1月16日に反乱者は降伏せざるを得なくなった。軍隊が市内に侵攻し、これを占領したためである。反乱の暴徒らは、国外に逃亡することができず、厳しい処罰が申し渡された。3月初め頃にはゲッティンゲンに再び平穏が訪れた。1月18日に政府によって閉鎖されていた大学は、4月半ばに再開された。この反乱の結果、政府は市の行政機構の徹底的な改革を行い、1690年から続いた旧来の行政機構が刷新された。何世紀にもわたったギルドの政治的役割は終結し、市民の尊敬を集める代議士がその地位を占めた。

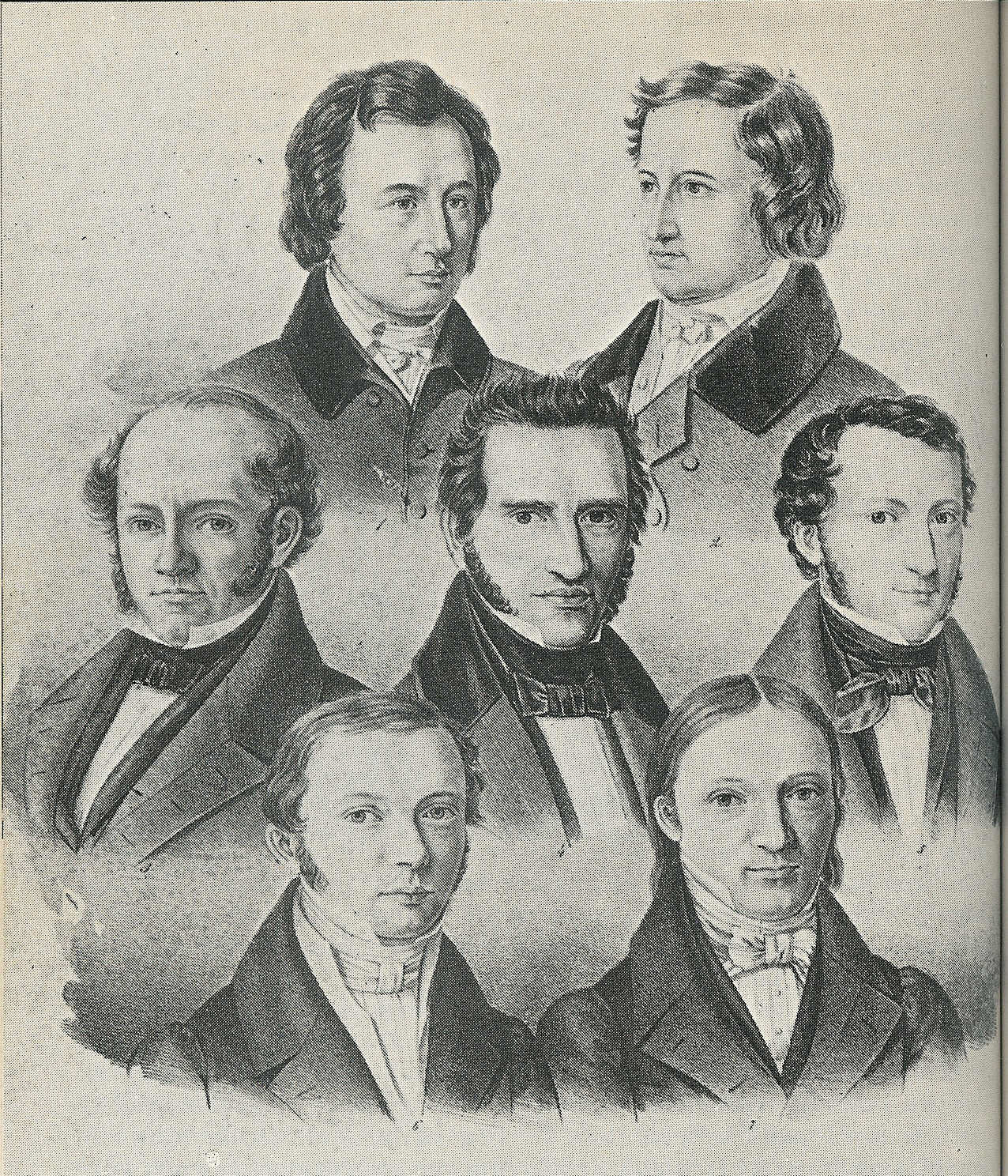
ゲッティンガー・ジーベン。最上段の2人がグリム兄弟である。

大学開設から100年後の1837年に、大学の催事場兼管理棟として講堂が完成した。その前にある広場（現在のヴィルヘルム広場）には、当時の領主で講堂の施主であるヴィルヘルム4世の記念碑が建てられた。その後継者で、123年続いたブリテン王国とハノーファー王国の同君連合が解消されることとなったハノーファー王エルンスト・アウグスト1世の下で、同じ1837年に対立が起きた。彼の登位に伴い、前王が1833年に発布した比較的自由な制度が撤廃された事に対して7人のゲッティンゲン大学教授が抗議を唱えたのである。エルンスト・アウグスト1世は同年12月12日にこれらの教授を罷免し、さらにそのうち3人を国外に追放した（ゲッティンゲン七教授事件）。この事件はハノーファー王国内のみならずドイツ全土で大きな反響を呼んだ。「ゲッティンガー・ジーベン」（ゲッティンゲンの7人）と名付けられた彼らは、政治に敏感になった市民達にとって殉教者のような存在となったのである。抵抗運動は反王制思想を揺り動かした。市民の抵抗運動は部分的には成功した。1840年8月6日の国家基本法でハノーファー王国は立憲体制に戻されたが、それは身分権利が君主に不利にならないように調整されたものであった。ゲッティンゲンにはすぐに平穏が戻ったが、すでに1820年代から減少していた大学の学生数はさらに減り、その威信を喪失した。
体制闘争後、政治的自由による緊張緩和はほとんど見られなかった。集会は届け出る必要があり、貸本屋は監視され、追放された教授達は1848年までゲッティンゲンに戻ることはなかった。大学に所属する者はゲッティンゲンを支配していた厳しい政治状況を大学にとって不都合なものだという立場を取った。
ドイツ各地で暴動が起きた1848年の3月革命において、ゲッティンゲンでは大規模な流血事件は起こらなかった。3月11日から12日にかけての夜中に警察と数人の組合学生との間で小競り合いがあっただけであった。その後、抵抗運動に参加した学生達はこの街から去って行った。そうでなくても学期の終わり近くであったため、この退去は不自然なものであった。ゲッティンゲンでは革命機関として市民集会や市民防衛隊が組織された。しかし年末までにはこれらも解体され、政治問題化は回避された。
3月騒乱後の時期はゲッティンゲンにとって、どちらかといえば平穏な時期であった。政治運動はそれ以前に比べて沈静化しており、1850年代はゆったりとした快適な時代として記述される。この時代の街の発展について特筆すべき日付が1854年7月31日である。この日、アルフェルトからゲッティンゲンへの鉄道が開通し、ゲッティンゲン駅が壮麗な式典とともに落成した。ゲッティンゲンも近代化に大きく歩を進め、人口は増加し、企業がゲッティンゲンに拠点を構え、中世の土塁の外側にも新しい住宅地が成立した。
市と君主（1851年以降はゲオルク5世）とは、依然、緊張関係にあった。王がこの街を訪問することは滅多になく、来た場合にも尊大な態度を崩さなかった。ゲオルク王はゲッティンゲン市民に対して不信感を抱いており、対立者として危険視していた。ゲッティンゲンには意思疎通のできない君主に対する反乱の計画などはなかったのだが、1866年6月22日にプロイセン軍がゲッティンゲンに入り、ランゲンザルツァの戦いの直後ハノーファーがプロイセンに併合された際にもプロイセン化に対する本格的な反対運動はなかった。

### 1866年から1933年

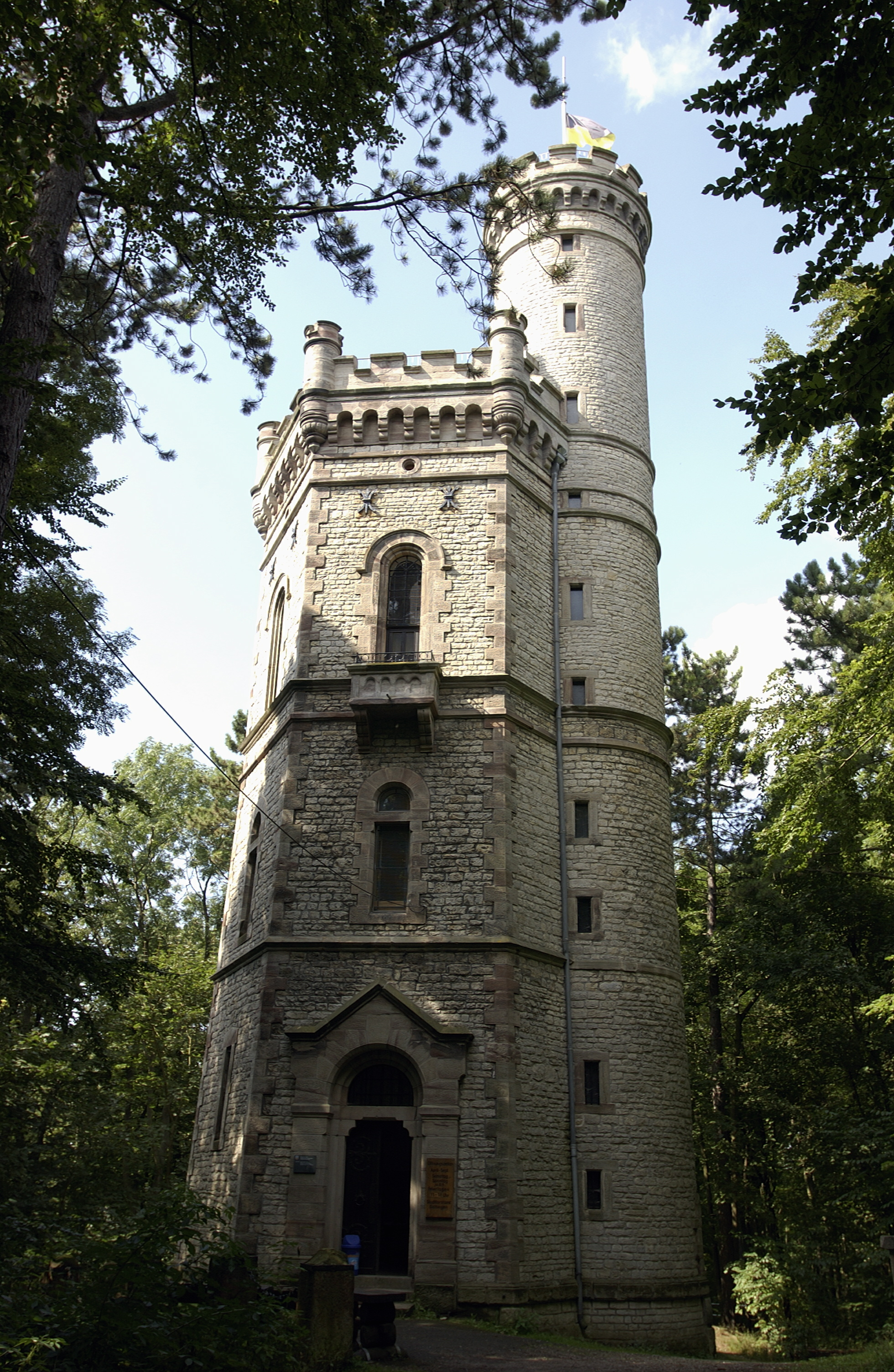
クレーパーベルクのビスマルク塔

プロイセン支配下でゲッティンゲンは比較的速やかに新しい関係に適応していった。ゲッティンゲンでは、1832年から1833年までゲッティンゲン大学に籍を置いたオットー・フォン・ビスマルクへの人気が高まっていた。ゲッティンゲン市内には、他の多くの街にあるようなクレーバーベルクのビスマルク塔の他に、クラウスベルクにはビスマルク記念碑も建立された。さらに市内にはビスマルクの家を示す2つの案内板がある。親プロイセン派の国民自由党は狙い通りに支持を集めていったが、一方でヴェルフ派はかつてのゲッティンゲン郡で成功を収めた。
ゲッティンゲンの工業化は比較的遅かった。世紀の変わり目頃にやっとゲッティンゲンの工業生産の広がりについて語ることができるようになる。世界的に尊敬を集める自然科学の中心地とまで評価を高めた大学の近くにあることから、ゲッティンゲンでは精密機械産業、光学産業、電気工学産業が発展し、ゲッティンゲンで最も重要な経済因子であった繊維産業はその座を失った。
ゲッティンゲンの人口は、1870年以降急速に増加した。1875年の人口は17,000人であったが、1900年にはすでに30,000人に達した。当時はまだ住民の多くが旧市街に住んでおり、大学教授をはじめ主に中流から上流階級に属す住民達は市の東部にあるハインベルクの麓に住んでいた。1895年頃には旧市街の外側の住民が急速に増加していった。帝国時代、ゲオルク・メルケルやゲオルク・フリードリヒ・カルゾといった市長の下で、開発が遅れていた公共施設の拡充も始まり、街は近代化されていった。
30年近くにもわたる議論の末、1914年4月に市は路面電車の建設を決定し、6月29日に工事が始まった。レールはすでに納入されたのだが、敷設されることはなかった。8月1日に戦争が勃発したため工事は中止され、それ以後再開されることはなかった。
第一次世界大戦はゲッティンゲンでも熱狂的に歓迎された。多くの教授が愛国的ヒステリー状態に浮かれた。しかし、冷めた言動もすぐに現れ始めた。産業活動は戦時経済に移行し、日用品の供給に問題が生じるようになった。戦争は、ゲッティンゲンに近くにあった。1914年8月にはすでにローベルクの麓のエーバータールに戦争捕虜収容所が設けられ、一時期は1万人近い戦争捕虜が収容されていた。第一次世界大戦が敗戦で終わった1918年に11月革命が起き、ゲッティンゲンでも兵士・人民議会選挙が行われ、決議文が採択された。11月10日、労働者ヴィリ・クレッチュマーによって市庁舎前に赤旗が掲げられた。党派は変動したが、騒乱はそれほど多くなかった。市長ゲオルク・カルゾの下で市政は妨げられることなく継続されていたのである。

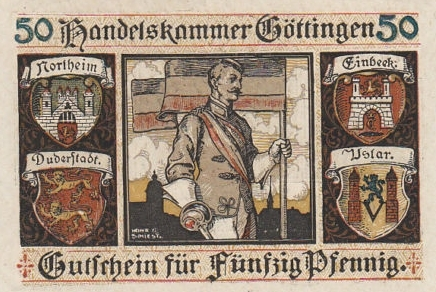
1920年代のゲッティンゲン商業会議所発行のノートゲルト

ヴァイマル共和政内部の不安定さはゲッティンゲンでも沈静化していった。1920年春のカップ一揆の間、ゲッティンゲンでもゼネラル・ストライキが決議された。軍隊はそれに対して自らの力を誇示するために3月15日に軍事行進を行い、通りを封鎖した。その後のヴァイマル共和政の騒然とした時代に、NSDAPはゲッティンゲンで急速に地歩を固めていた。1922年にはすでにNSDAPのゲッティンゲン支部が創設され、1920年代前半には国家社会主義の中心地となり、ゲッティンゲンではドイツ平均よりも高い得票率を得るのに成功していた。NSDAP、特にSAは定期的に集団で通りに繰り出し、政治的敵対者との衝突を乞いに誘発した。1930年3月にはSAと共産党の赤色戦線戦士同盟との間で暴力沙汰が起きている。共産主義者と国家社会主義者との戦いは、この後、ゲッティンゲンでは日課のようになっていった。
1929年からの世界恐慌はゲッティンゲンにも影響を及ぼした。大企業は閉鎖に追い込まれ、失業率は上昇し、貧困者が増加した。NSDAPはこれによりさらに支持を拡大した。1932年7月21日、ヒトラーの登場がゲッティンゲンにおける帝国議会議員選挙運動のクライマックスとなった。激しい雨にもかかわらず、2万人から3万人の聴衆がカイザー・ヴィルヘルム公園の会場に集まった。その後の7月31日に行われた選挙では、ゲッティンゲン市民の51%が国家社会主義者に投票し、絶対多数を得た。
ゲッティンゲン市とは対照的に、戦後ゲッティンゲンに合併した市区にあたる周辺の町では、国家社会主義者は足場を固めるのが事実上困難であった。特に、当時は独立した町であったグローネは突出して頑強であった。1933年3月5日の選挙では社会民主党が最大勢力となった。グローネは、当時のブラウンシュヴァイク＝南ハノーファー選挙区で、この選挙でNSDAPを第一党としなかった、わずか4つの市町村のうちの1つであった。
20世紀の初めから国家社会主義の時代まで、数学と物理学の分野でゲッティンゲン大学は大きな成功を収めた。フェリックス・クライン、ダフィット・ヒルベルト、ヘルマン・ミンコフスキー、エミー・ネーター、ヘルマン・ワイル、リヒャルト・クーラントといった数学者や、マックス・ボルン、ジェイムス・フランクといった物理学者らが、世界的な名声を享受し、この街の栄光を拡げていった。

### ナチスと戦後
ゲッティンゲンにおけるNSDAPの選挙の成功は、ナチスによる権力掌握の直前に遡る。1933年1月30日のヒトラーのドイツ国首相指名は、ゲッティンゲンではその翌日に大規模なたいまつ行列で祝われた。これには2,000人以上の制服姿のSA、SS、ヒトラーユーゲントが参加した。ゲッティンゲンでは権力掌握も騒乱なく進行した。2月28日の「国民と国家を防衛するための緊急令」の後、ゲッティンゲン警察は共産主義者に狙いを定め、早くも3月5日には SA が妨げられることなく市庁舎にハーケンクロイツの旗を掲げられるようになっていた。SA は、1933年3月28日にユダヤ人商店のショーウィンドウをたたき壊し、ユダヤ人市民を暴力的に攻撃した。ゲッティンゲンから遠くないモーリンゲン（ノルトハイム郡）に1933年に強制収容所が設けられ、1940年からは青少年強制収容所として用いられた。
行政、経済、学問からのユダヤ系住民の系統的排除は、大学の特に数学と物理学部門に手痛い損失をもたらした。ゲッティンゲンやドイツ全体の自然科学は第二次世界大戦終結後、ゆっくりと回復するしかなかった。
これと同時に、この街の精神生活は目に見えて貧困になっていった。「非ドイツ的」と烙印を押された著者の多くの大学所蔵の書籍がドイツの学生により焼却されたナチス・ドイツの焚書からもそれが分かる。1933年5月10日の焚書はゲオルク・アウグスト大学総長フリードリヒ・ノイマンによって執行された。ゲルマン学者ゲルハルト・フィッケの講演の後、ナチス学生連盟の学生達がヴェーンデ門からアドルフ・ヒトラー広場（現在のアルバーニ広場）までたいまつ行列を行った。そこでは、レーニンの盾を頂点に置いた薪の山の前で学生会会長ハインツ・ヴォルフが「非ドイツ精神」に関する短い演説を行った。歌曲「Flamme empor」（炎よ上へ）と「ホルスト・ヴェッセルの歌」を歌った後、群衆は解散した。

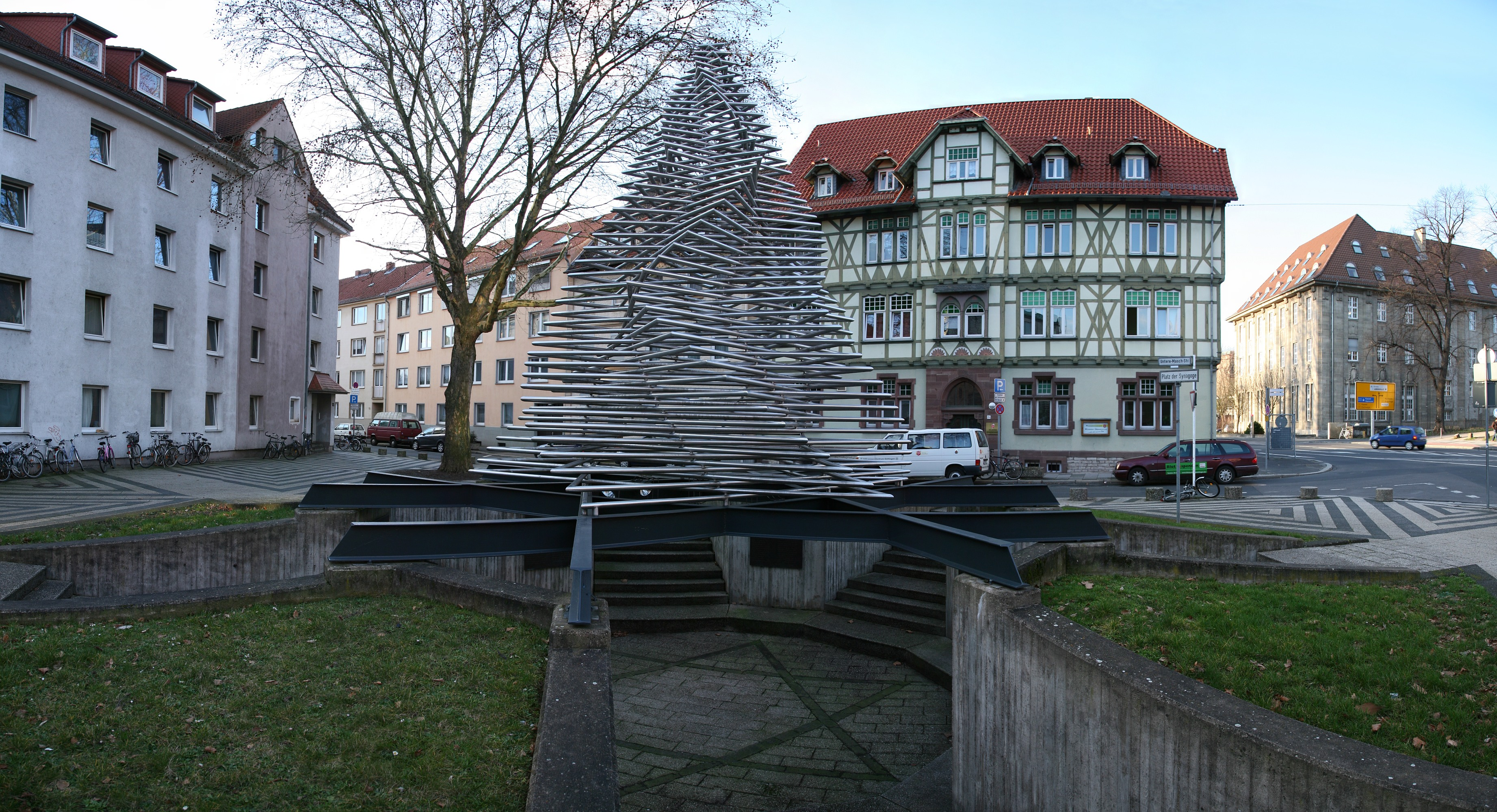
1938年までシナゴーグがあった跡地。1973年に記念碑が設けられている。

マッシュ通りのシナゴーグは1933年3月の襲撃で1度目の破壊を受けていたのだが、1938年11月9日から10日の排斥運動でナチスの暴徒によって放火された。1933年以前にはユダヤ系住民が約500人住んでいたが、1938年でも220人がこの街に残っていた。彼らはほぼ例外なく SA や SS による攻撃の犠牲となった。1941年12月のNSDAPゲッティンゲン郡の管理部は、ユダヤ人の国外追放が間近に行われることをすでに全住民が知っており、その住居の斡旋を希望する申請が多く寄せられていることに、頭を悩ませていた。この活動に対する抵抗はなかった。ゲッティンゲンに住んでいた140人のユダヤ系住民は1942年に絶滅収容所に送られた。
ゲッティンゲンは第二次世界大戦の空爆を比較的軽度の損害で切り抜けた。1944年7月7日以降、この街は8回の空爆を受けたが、これは主に鉄道施設に対するものであった。破壊されたのは、動物学研究所、解剖学研究所、ビール醸造所、ライネ川に架かる鉄道橋、貨物駅、ガス工場、駅舎などであった。歴史的旧市街はほとんど無傷であった。ただし爆裂弾がマッシュ通りの下半分を破壊し、ルターシューレ（学校）、ユンケルンシェンケ（酒場）、「ライニシェ・ホーフ」（邸宅）、ユーデン通りやアンガー通りの多くの住宅が破壊された。大きな被害を受けたのは、当時はプリンツェン通りにあった大学図書館、ヴェーンデ門前のオーディトリウム、パウリーナー教会、市庁舎、ヨハニス教会であった。旧市街の外では、グローネ地区とトロイエンハーゲン地区、それにカッセルへの幹線道路、アルント通り、エミリーン通り、ヴェーンデ国道沿いの住宅が爆破された。合計約120人の死者に加え、235棟の住居が跡形もなく破壊され、数多くの家屋や公共建築が損傷した。
一方、近隣の都市、カッセル、ハノーファー、ブラウンシュヴァイクは連合国側の徹底的な総爆撃を被っていた。ゲッティンゲンは空爆を逃れた難民でいっぱいになった。特に設備の整った病院があったため、戦争の進行とともに病院都市として見なされるようになり、終戦時には3千人から4千人の負傷兵がいた。幸運なことには、この街にアメリカ軍が進軍してくる前にすべての戦闘行為が終結しており、大きな戦闘がないまま1945年4月8日に解放された。この日の砲撃では、ガイスマー通りの家屋とヴィルヘルム＝ヴェーバー通り、聖パウルス教会が被害を受けた。第二次世界大戦で破壊されたゲッティンゲンの建物は全体の 2.1 % であった。
戦後、この街はイギリス管理地区に属した。イギリス軍の到着に伴ってアメリカ軍は撤退した。ゲッティンゲンは3つの管理地区の境界に位置することとなった。隣のテューリンゲンはソヴィエト管理地区、南のカッセルはアメリカの管理地区であった。その立地と、戦争をほとんど無傷で切り抜けたことから、ゲッティンゲンは越境者や難民が目指す街になった。また、ゲッティンゲン大学はドイツで最初に1945年から1946年の冬学期から（ハイデルベルク大学よりわずかに先であった）講義を再開した。

### 連邦共和国成立以後
戦中・戦後の混乱によりこの街の人口は急激に増加した。1939年のゲッティンゲンの人口は約5万人であったが、1949年には8万人となっており、この当時ドイツ最大の人口密集都市の一つとなっていた。このため、他の都市のように合併により面積を拡げるような19世紀の工業化プロセスを採ることができなかった。戦争直後にはまずヴェストシュタット（西側の街）の建設が最優先された。
1957年4月12日に「ゲッティンゲン宣言」が発表された。これは、当時の連邦共和国首相コンラート・アデナウアーが提唱した戦術核兵器による武装に対し、カール・フリードリヒ・フォン・ヴァイツゼッカー主導の下でマックス・ボルン、オットー・ハーン、ヴェルナー・ハイゼンベルク、マックス・フォン・ラウエといったノーベル賞受賞者を含む18人の原子物理学者や核物理学者が、反対の警告を発したものである。この「ゲッティンゲンの18人」（既述のゲッティンゲン大学七教授事件の「ゲッティンゲンの7人」にちなんでこう呼ばれる）の発言は功を奏し、アデナウアーの構想はこの時点では撤回された。
遅れていた市町村合併と工業化は1964年6月26日のゲッティンゲン法によって動き始めた。ガイスマー、グローネ、ニコラウスベルク、ヴェーンデといった町が市に合併された一方、ゲッティンゲン市はゲッティンゲン郡に編入された。それでもゲッティンゲンは郡内で特別な地位を保ち、州法やその他の法律に抵触しない範囲においては郡独立市の規則が引き続き適用されるとされた。この合併によりゲッティンゲンの市域は2倍以上の 7371 ha となり、人口は83,000人から約31%増加して109,000人となった。これに伴って新しい住宅地が整備され、新しい市区が設けられた。
こうして近代的な大都市へ発展するためのポイントは用意された。1970年代の大規模計画は、古い大学都市の特色を残しながら、南ニーダーザクセン地方全域の上級中心都市としての都市開発を行うという計画であった。最も重要なステップは1968年に行われたヴェーンデ通りの大学乗馬場（1735年建造）の解体であった。これに対して学生や市民は激しい反対を示した。1966年から1975年の間に市内中心部の通りの多くが歩行者専用区域に改造され、1978年に新しい市庁舎が建設された。もともと乗馬場の解体はこの新市庁舎のためであったのだが、その後全然違う場所である旧市街の南東部に建設されることとなった。乗馬場跡地には市庁舎の代わりにショッピングセンターと短命に終わった市営プール（長らく放置された後、2004年頃に解体された）が建設された。

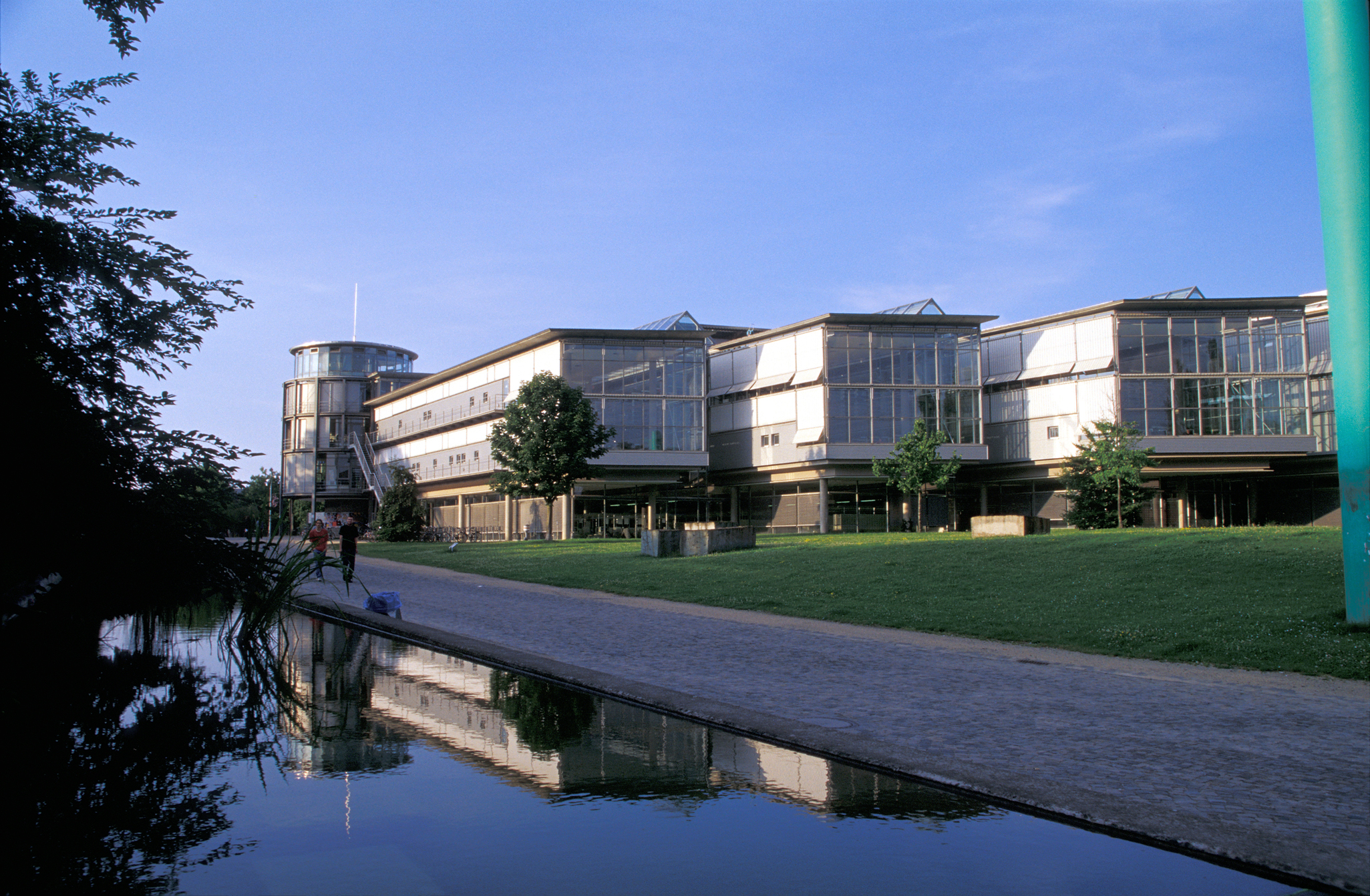
1993年に開館した州立・大学図書館新棟

都市と同様に拡大した大学も近代化がなされた。学生数は、1945年/1946年の冬学期の 4,680人から1990年代初めには 3万人にまで増加したが、その後減少傾向にある。1964年に現在のキャンパスと、旧市街北側の大学スポーツセンター跡に人文科学センターが建設された。ヴェーンデとニコラウスベルクとの間にノルト＝ウニが建設され、現在ここに自然科学系施設の大部分がある。さらに1973年から新しい大学病院の建設が始まった。最後に、1993年に建築上の要求が難しい州立・大学図書館の新棟が開館した。
1989年の東西国境開放と1990年の東ドイツの連邦加盟により、ゲッティンゲンは国境地域の街ではなくなり、ドイツ中部の交通の便がよい立地となった。しかし一方では、1993年の連邦軍移転につながった。これは軍事都市としての伝統豊かな歴史が終結したというばかりではなく、重要な経済因子が失われたことをも意味した。
1968年にゲッティンゲンでも学生運動が起こった。ここでは、他所ほど急速に終結しなかった。1990年代の初めにも反ファシスト運動のいわゆる「シェルベンデモ」や、左翼過激派団体ブラック・ブロックが主導する反極右思想の連帯デモンストレーションのために、新聞の大見出しになっている。1990年以降現在までほぼコンスタントに左翼過激派が多くの活動を行っており、全国的に報道の注目を集める。
2010年6月1日、ゲッティンゲンの祝祭広場で第二次世界大戦から65年を経過した古い不発弾の信管を抜く作業で3人が死亡、2人が重傷、4人が軽傷を負った。死傷者はすべて爆弾処理の準備作業中であった。

### 市町村合併
- 1963年: ヘルバーハウゼン
- 1964年: ガイスマー、グローネ、ニコラウスベルク、ヴェーンデ
- 1973年: デポルツハウゼン、エリーハウゼン、エーゼベック、グロース・エラースハウゼン、ヘッチャースハウゼン、ホルテンゼン、クヌートビューレン、ローリンゲン

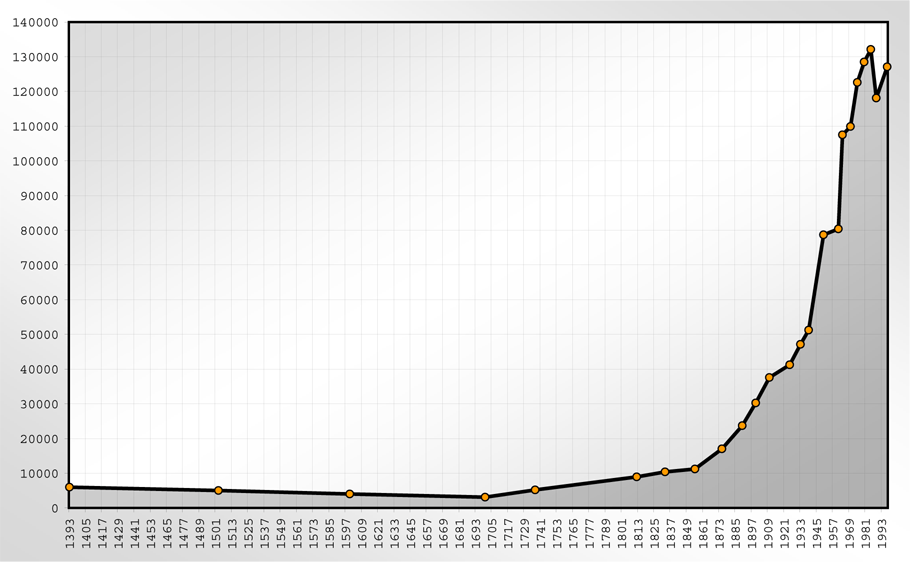
ゲッティンゲンの人口推移

### 人口推移
人口推移は、中世以来増加を示しており、近世の初め以降急速に増加した。1985年には 132,100人の一時的に最高人口に達した。ニーダーザクセン州統計局の調査によれば、2006年12月31日のゲッティンゲンの人口は 121,581人であった。
ゲッティンゲン大学の学生数は、2004年夏学期が 23,446人、2004年/2005年冬学期が 24,398人、2005年夏学期が 23,649人、2005年/2006年冬学期が 24,400人であった。この他にHAWK大学ヒルデスハイム・ホルツミンデン・ゲッティンゲンや私立ゲッティンゲン専門大学の学生もおり、全人口に占める学生の割合は約 20 % に達する。

## 宗教

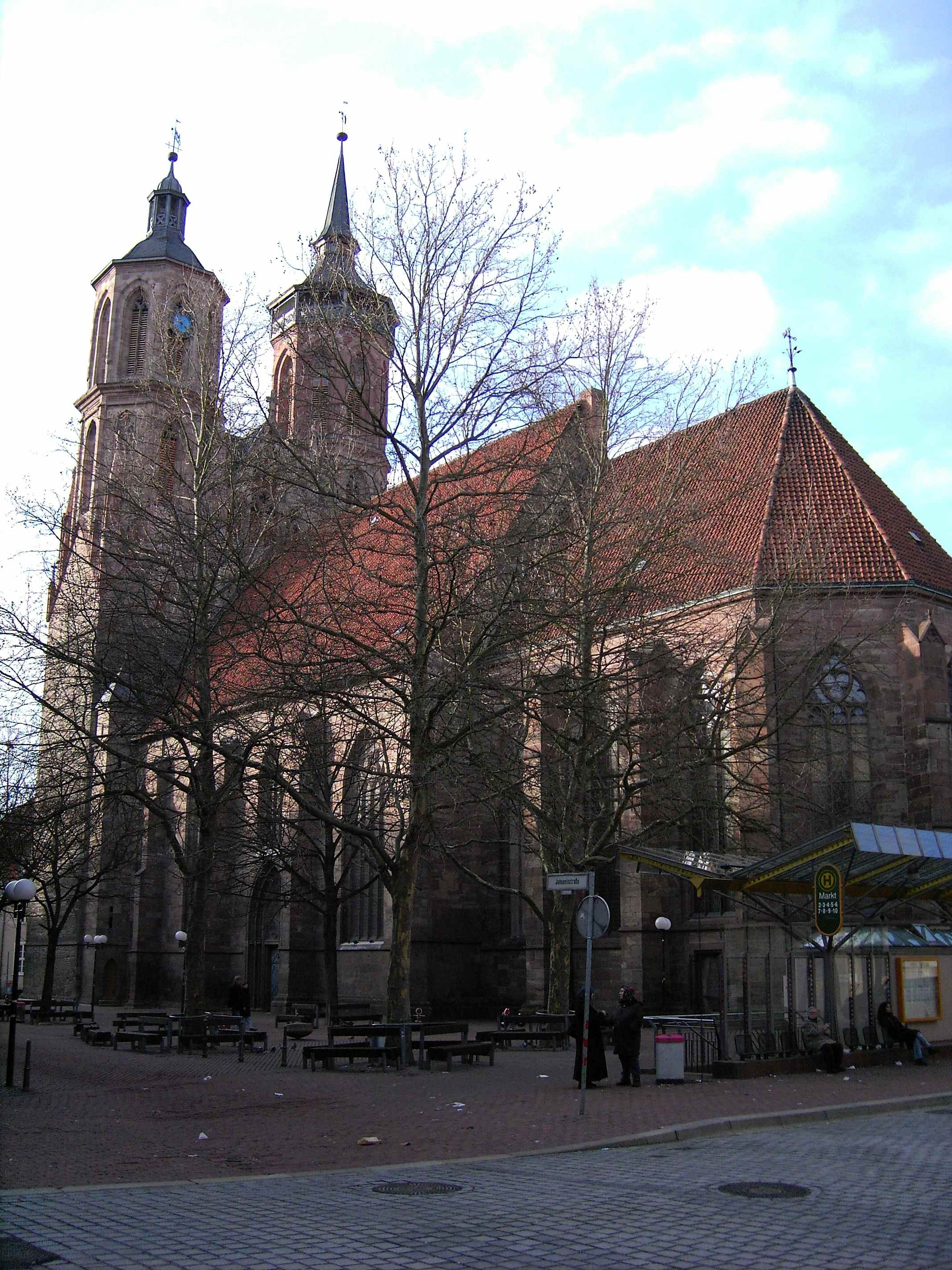
ルター派の聖ヨハニス教会

ゲッティンゲン市の市域は、初めはマインツ大司教区またはネルテン助祭長区に属した。宗教改革以後は何世紀もの間、ほぼ完全にルター派の街であった。1530年にグルーベンハーゲン教区監督官区の下位に位置する教区監督を有する新しい教会法が設けられた。市内のすべての教会組織は一つの統一連合を形成していた。後にハノーファー王国はゲッティンゲンを教会管区の本部所在地とした。この管区には多くの教会クライスが属しており、ゲッティンゲン教会クライスもこれに属した。ゲッティンゲン市のすべての 福音主義教会組織は現在でも、改革派教会、自由教会の扱いになっていない限りは、ハノーファー福音ルター派教会のゲッティンゲン教会クライスに属している。
1713年に改革派教会の礼拝堂が、1736年にはフランス改革派の礼拝堂が設けられた。両者は1748年に改革派教会組織を形成し、1752年にニーダーザクセン改革派教会連合に加盟した。1928年ゲッティンゲンの改革派教会はドイツ福音主義改革派教会連盟の設立メンバーとなり、現在もこれに所属している。福音主義改革派教会とハノーファー福音ルター派教会に属するゲッティンゲンの福音主義教会は共にドイツ福音主義教会(EKD)に属している。
1746年からゲッティンゲンの学生達がカトリックの礼拝組織を再結成した。その1年後には市民にこれが広がり、1787年に宗教改革以後初めてのカトリック教会、聖ミヒャエル教会が建設された。1825年には独自の司祭区が設けられ、ヒルデスハイム司教区に属した。1929年には2つ目のカトリック教会パウルス教会が造られた。後にゲッティンゲンはヒルデスハイム司教区の首席司祭区となり、市内の司祭区はすべてこの首席司祭区に属している。
こうした二大教会の他に自由教会に属す教会もある。福音派自由教会（バプテスト、1894年創設）、メノー派教会（1946年創設）、福音派自由教会エクレシア、セブンスデー・アドベンチスト教会、独立福音ルター派教会 (SELK) 、自由福音派教会 (FeG) である。
ゲッティンゲンには16世紀からユダヤ教組織の存在が証明されている。そのシナゴーグは、1938年の「水晶の夜」に放火された。市立墓地の近くにあるユダヤ人墓地は、国家社会主義の時代にも破壊を免れた。2004年の年始にアンガー通りに新しい組織センターが完成した。2004年2月6日、新しい礼拝所で初めての安息日の祈りが捧げられた。
ムスリム組織もいくつかある。2005年、ケーニヒスシュティークで Salimya モスクの建設が始まり、2006年に完成した。この他にヴェーンダー州道に Al-Taqwa モスクがある。
さらに、エホバの証人、末日聖徒イエス・キリスト教会、新使徒教会、正教会もある。

## 行政

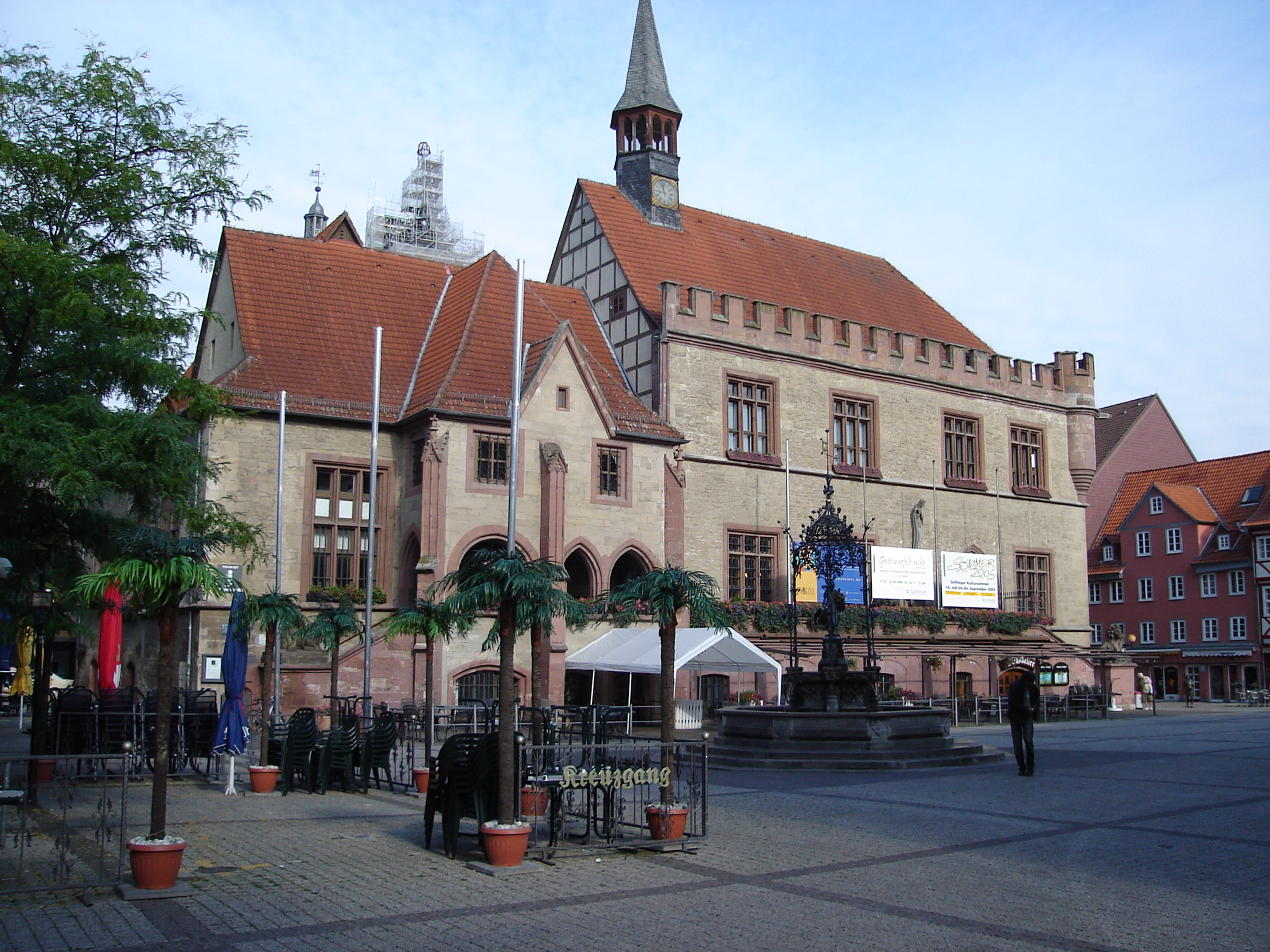
ゲッティンゲン旧市庁舎

### 市政史
12世紀にはすでに24人の参事 (Ratsherr) からなる市参事会 (Rat) がこの街のトップを担っていた。1319年に新しい市庁舎が建設された。市参事の選挙はミヒャエルの祝日の次の月曜日と定められていた。1611年から24人の参事は、全市民の中から選出されることとなった。参事はその中から市長 (Bürgermeister) を選出した。1669年から市参事は16人に削減され、後にはさらに12人にまで削減された。1690年から市政制度は完全に刷新された。それ以後、市議会は、裁判長、2人の市長、法律顧問、市の行政部局長と、支配者層が選出する8人の議員によって構成されるようになった。ヴェストファーレン王国時代には Maire（市長）が市政にあたり、市町村議会がこれを補佐した。1831年に組織・行政規則が施行された。これ以後、1人の市長または1844年以降は上級市長 (Oberbürgermeister) をおくことが定められた。1852年の新しい市条例は再び市長を置くとしたが、1885年に上級市長という肩書きに戻された。第三帝国時代には党の市上級責任者 (Stadtoberhaupt) がこれに替わった。
1946年、イギリス管理地区の軍事政府はイギリスをモデルにした地方自治制度を導入した。その後、住民により選出された議会が組織された。この議員の中から議長と市の代表者を兼ねる上級市長が選ばれた。この職はかつては名誉職であった。この他に、1946年から、やはり議員の中から市行政を統括する専任の上級事務長 (Oberstadtdirektor) が選出された。ゲッティンゲンは2000年にこの2頭制を放棄した。それ以来、専任の上級市長だけが存在している。この地位は、市行政の統括者であると同時に市の代表者でもある。1999年の最初の選挙ではユルゲン・ダニエロフスキ (CDU) が選出された。彼は2000年1月1日に就任し、2006年11月1日に後任のヴォルフガング・マイヤー (SPD) にその職を引き継いだ。しかし彼は、自治体選挙後に選出された市議会議員によって選ばれる市議会議長の職には引き続き留まった。議長職は現在カタリーナ・ランカイト (SPD) が務めている。

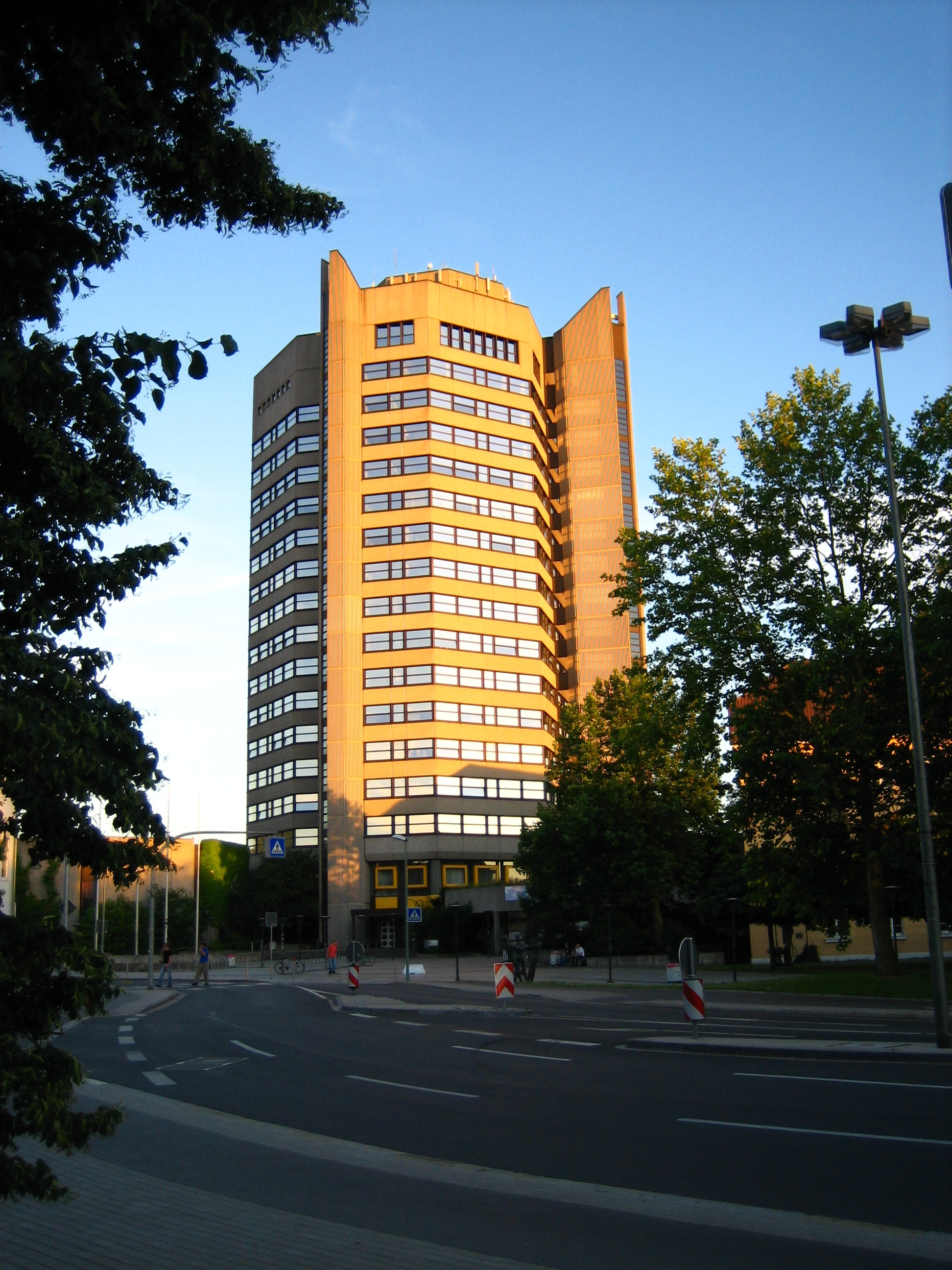
新市庁舎

### 市議会
ゲッティンゲンの市議会は47議席（46人の市議会議員と、直接選挙で選ばれる上級市長）で構成される。市議会議員の構成は以下の通り。
| 政党   | SPD | CDU | GRÜNE | FDP | GöLinke | その他 | 合計    |
| ------ | --- | --- | ----- | --- | ------- | ------ | ------- |
| 1996年 | 17  | 17  | 10    | 3   | 1       | 1      | 49 議席 |
| 2001年 | 17  | 15  | 8     | 4   | 2       | 0      | 46 議席 |
| 2006年 | 16  | 13  | 10    | 4   | 3       | 0      | 46 議席 |
| 2011年 | 15  | 12  | 13    | 1   | 3       | 2      | 46 議席 |
| 2016年 | 15  | 11  | 9     | 3   | 3       | 5      | 46 議席 |
| 2021年 | 11  | 11  | 14    | 3   | 4       | 3      | 46 議席 |

### 上級市長
2021年9月26日の上級市長選挙決選投票でペトラ・ブロイシュテット (SPD) は 52.96 % の票を獲得して無所属のドレーン・フラーゲルに勝利した。彼女は2021年11月1日に上級市長に就任した。

### 紋章
ゲッティンゲン市の紋章は、1278年の現存する最古の市の印章にまで遡る。下部は赤地で、左に（向かって右に）歩く金色または黄色の紋章デザイン化された獅子が描かれている。この獅子はヴェルフ家の紋章に由来する。獅子はゲッティンゲンがヴェルフ家の所領であるブラウンシュヴァイク＝リューネブルク公領に属していることを示しているのである。上部は青地で市壁を象徴するデザインである。銀色のアーチと赤い尖塔型屋根を戴く銀色の3本の塔が描かれている。中央の塔は金色の球体、両側の塔は金色の十字を屋根の上に戴いている。塔と壁はゲッティンゲンが都市権を有していることを示している。塔の間の空間には4つの珠がちりばめられている。市の旗は黒 - 金である。
この市の紋章は、1961年の市の基本条例で現在の形に定められた。一時は、黒地に金の冠を着けた金の大文字「G」を記しただけのシンプルな紋章を用いていたこともある。
ゲッティンゲンのモットーは、市議会食堂の入り口にも掲げられている「Extra Gottingam non est vita, si est vita non est ita」（ゲッティンゲンの外では生きられない。こんな風には生きられない。）である。

### 姉妹都市
ゲッティンゲンは以下の都市と姉妹都市協定を結んでいる。
- チェルトナム（イギリス、グロスタシャー）1951年
- トルン（ポーランド、クヤヴィ＝ポモージェ県）1978年
- ポー（フランス、ピレネー＝アトランティック県）1982年
- ルターシュタット・ヴィッテンベルク（ドイツ、ザクセン＝アンハルト州）1988年
- ラ・パス・セントロ（ニカラグア、レオン県）1989年「連帯協定」

## 文化と見所

### 劇場

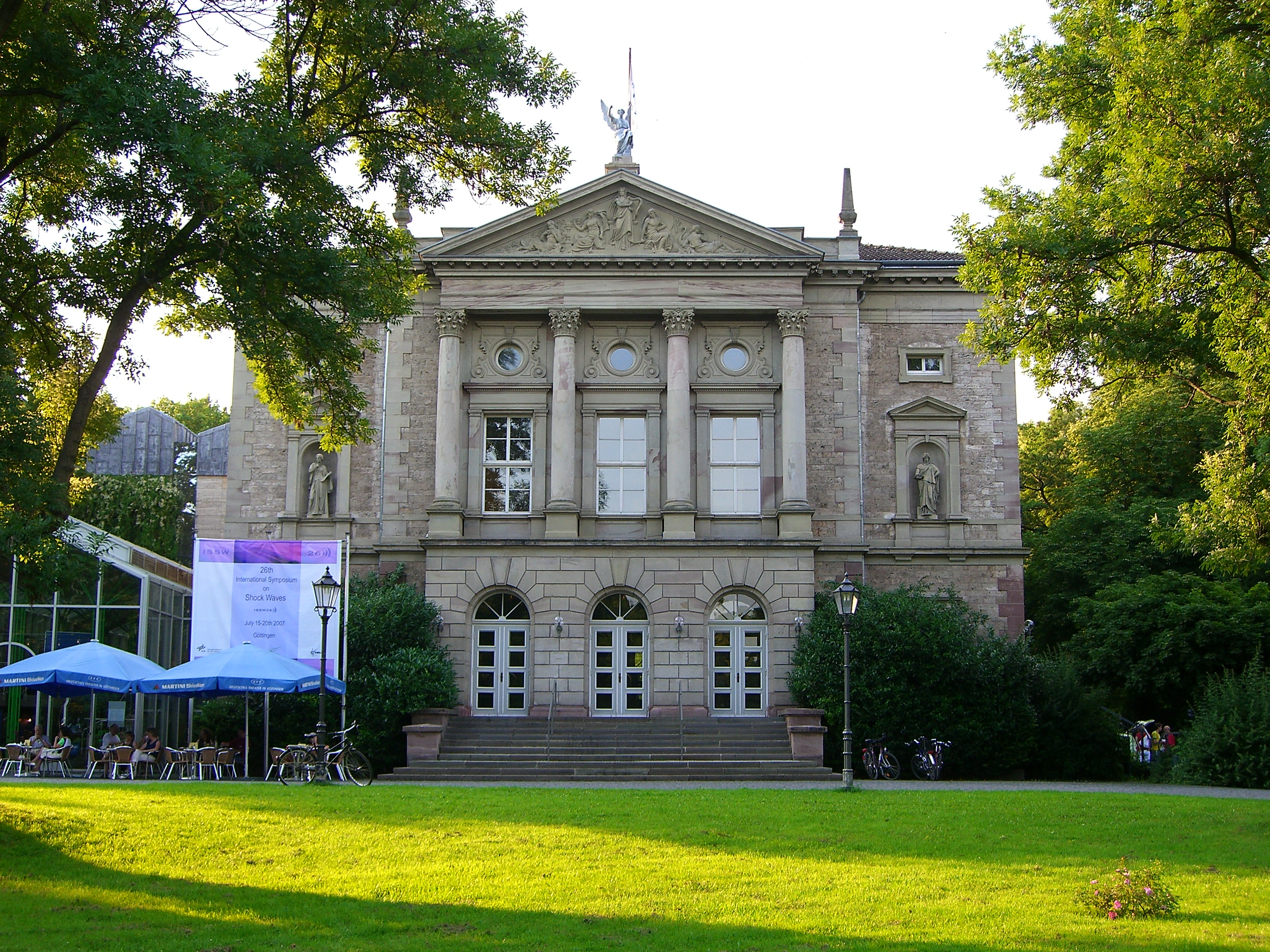
ドイツ劇場

ゲッティンゲンの劇場には、評判の良いドイチェス・テアター・ゲッティンゲン（ドイツ劇場）、ユンゲス・テアター・ゲッティンゲン（新劇場）およびテアター・イム・OPがある。最後のものは、かつてゲッティンゲン大学外科学講座の手術室だった建物で、現在は劇場として利用されている。
- ユンゲス・テアター
- テアター・イム・OP

### 音楽

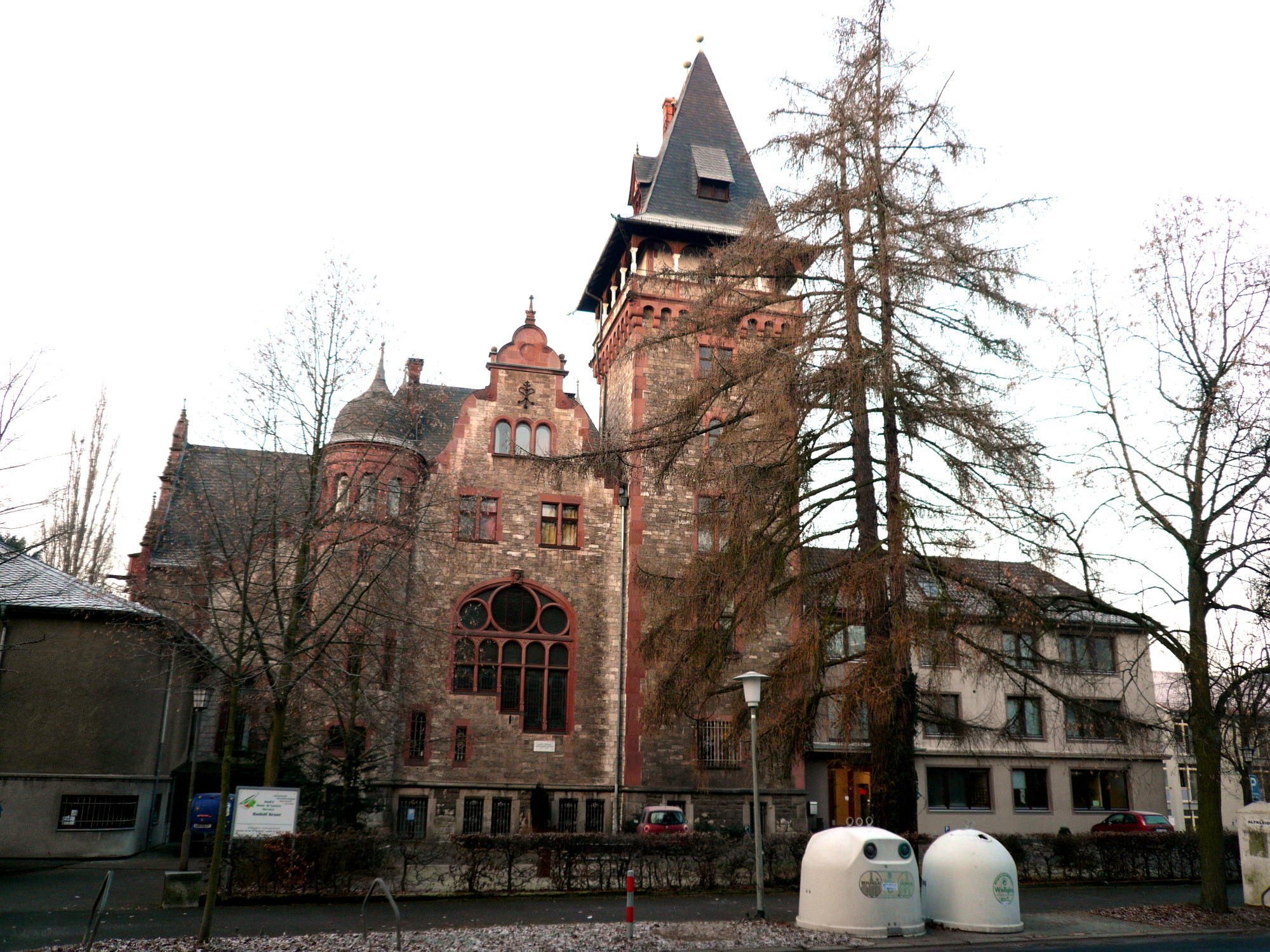
ゲッティンゲンのゲーテ・インスティテュート

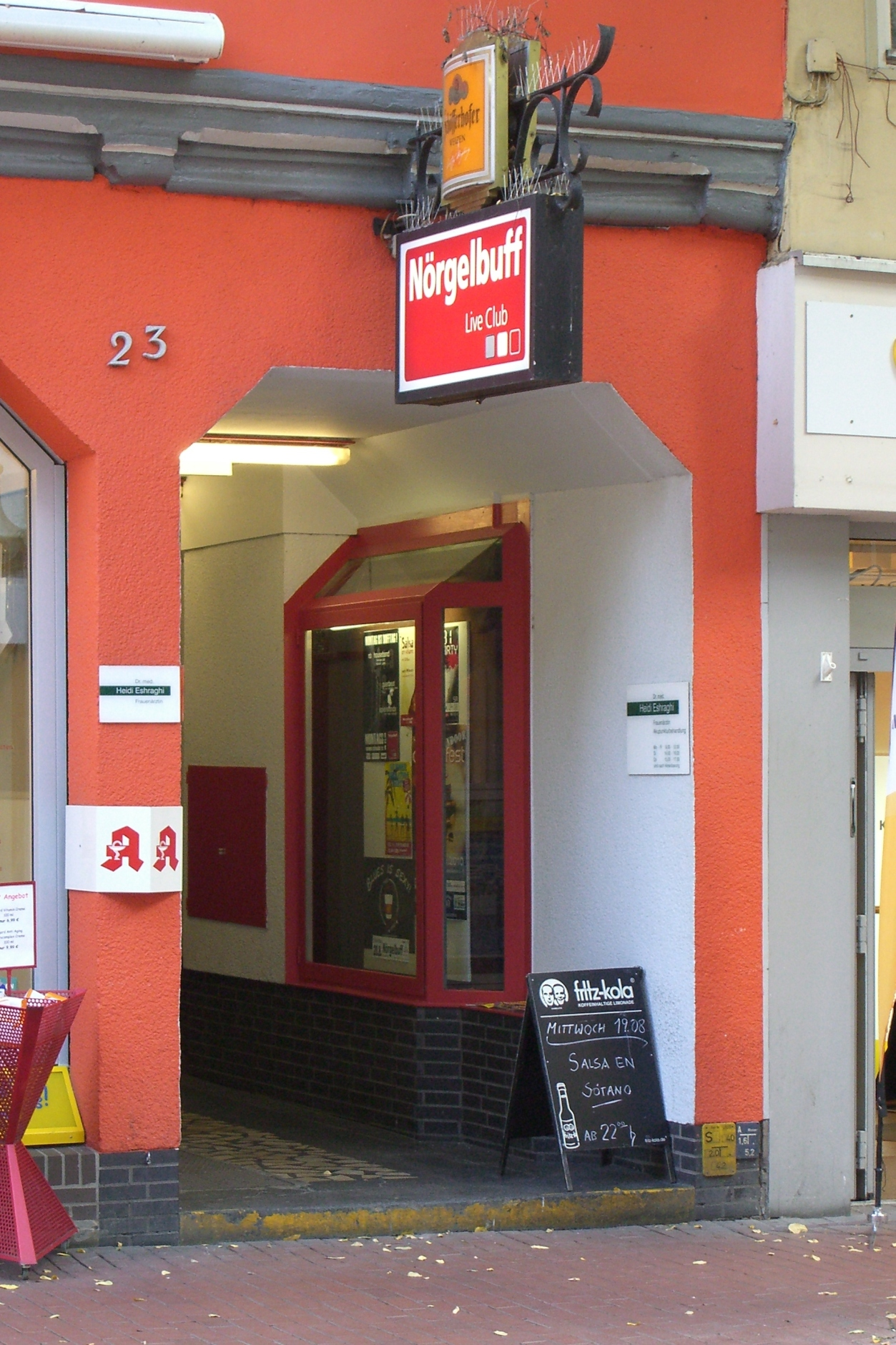
ライブ・クラブ Nörgelbuff

毎年初夏にヘンデル協会主催で開催される国際ヘンデル・フェスティバルは、1920年代のゲッティンゲンにおける音楽学の成果を示すために、後期バロック時代のヘンデルのオペラを蘇演したことに遡る。20世紀後半にこのフェスティバルは、ジョン・エリオット・ガーディナーと、後にはニコラス・マッギガンの監督下で、ゲオルク・フリードリヒ・ヘンデル作品の音楽史・演劇史に則った実践上演の中心地となった。このフェスティバルには、世界中から、特にヘンデルの第2の故郷であるイギリスから、観客が訪れる。上演はドイツ劇場で行われる。
2007年の夏にユーディト・カーラはゲッティンゲン大学と共同で「アルテ・フェヒトハレ」（旧フェンシング場）を改造し文化センターを造った。このホールは、様々な形態の音楽公演が行う上で音響がよい。このホールでは毎年秋に「舞踊文化週間」が開催される。
数年前からゲーテ・インスティテュートで室内楽のコンサートが開催されている。この建物は19世紀末ゲッティンゲンの企業家によって建てられたものである。両大戦間にこの建物は、ゲッティンゲン市によって研究者達の宿舎として利用されていた。2003年からゲッティンゲンのピアニスト、ゲリット・ツィッターバルトが対話コンサートシリーズを開催している。
1964年にフランスの歌手バルバラが歌ったシャンソン『Göttingen』（邦題は「パリとゲッティンゲン」）でこの街は有名になった。この曲は、ゲッティンゲン交響楽団、ゲッティンゲン青少年交響合唱団、ゲティンゲン・フラワーマーケット、グアノ・エイプスや Ganz Schön Feist らによって様々にアレンジされ、全国的に知られている。この他にゲッティンゲンにはクラシックのアマチュア・オーケストラが5つあり、それぞれ特色ある活動を行っている。
- Orchester Göttinger Musikfreunde (OGM)
- concierto Göttingen（近代音楽、古典音楽を歴史的に忠実に演奏する室内管弦楽団）
- ゲッティンゲン大学管弦楽団（ゲオルク・アウグスト大学ゲッティンゲンの公式オーケストラ）
- Akademische Orchester-Vereinigung (AOV)（ロマン派中期から後期の音楽に重点を置いている）
- Orchester der Studentischen Musikvereinigung Blaue Sänger（18世紀後期から19世紀前期に重点を置く室内管弦楽団）

この街のゲッティンゲン児童合唱団は、1970年代には全国的に有名な合唱団であった。Chorakademie Göttingen のソリストはこの地域の音楽劇場と定期的な契約を結んでいた。この他に、ゲッティンゲンには数多くのアマチュア・ビッグバンドやジャズ・グループがある。1978年から毎年11月の第1週末に、国際的なスターやゲッティンゲンのジャズミュージシャンが参加するゲッティンゲン・ジャズフェスティバルが開催されている。stallarte は毎年、造形芸術、文学、新しい音楽のフェスティバルを開催している。
法律上の問題からゲッティンゲン旧市街祭は開催されなくなった。そのため、2006年からは毎年ディスコを中心に「インドア・旧市街祭」が開催されている。この他、催しには市立ホールや Lokhalle が使われる。伝統あるライブ・クラブとしては Nörgelbuff がある。
- 国際ヘンデルフェスティバル
- ゲッティンゲン市立ホール
- Lokhalle

### 文学
1992年から毎年秋に10日間にわたって「ゲッティンゲン文学の秋」が開催され、旧市庁舎やドイツ劇場で国際的に有名な作家の朗読会や講演会が行われる。2002年には文学の秋の一環として、ギュンター・グラスの生誕75年記念式典が開催され、ドイツ首相のゲアハルト・シュレーダーや連邦大統領のヨハネス・ラウが出席した。
ゲッティンゲン文学センターは、一年を通して定期的なプログラムを組んでおり、たとえば「begehbarem Feuilleton」（直訳すると「歩いて通れる文芸欄」）作家や文筆者だけでなく、境界領域の文化創造者を招いている。文学センターは2000年から確固たる研究施設として存続している。
第165回（2021年上期）の芥川賞受賞作品「貝に続く場所にて」（著者：石沢麻衣）は、ゲッティンゲンも舞台にしている小説である。

### 博物館、美術館、文書館
- 市立博物館
- 大学芸術コレクション

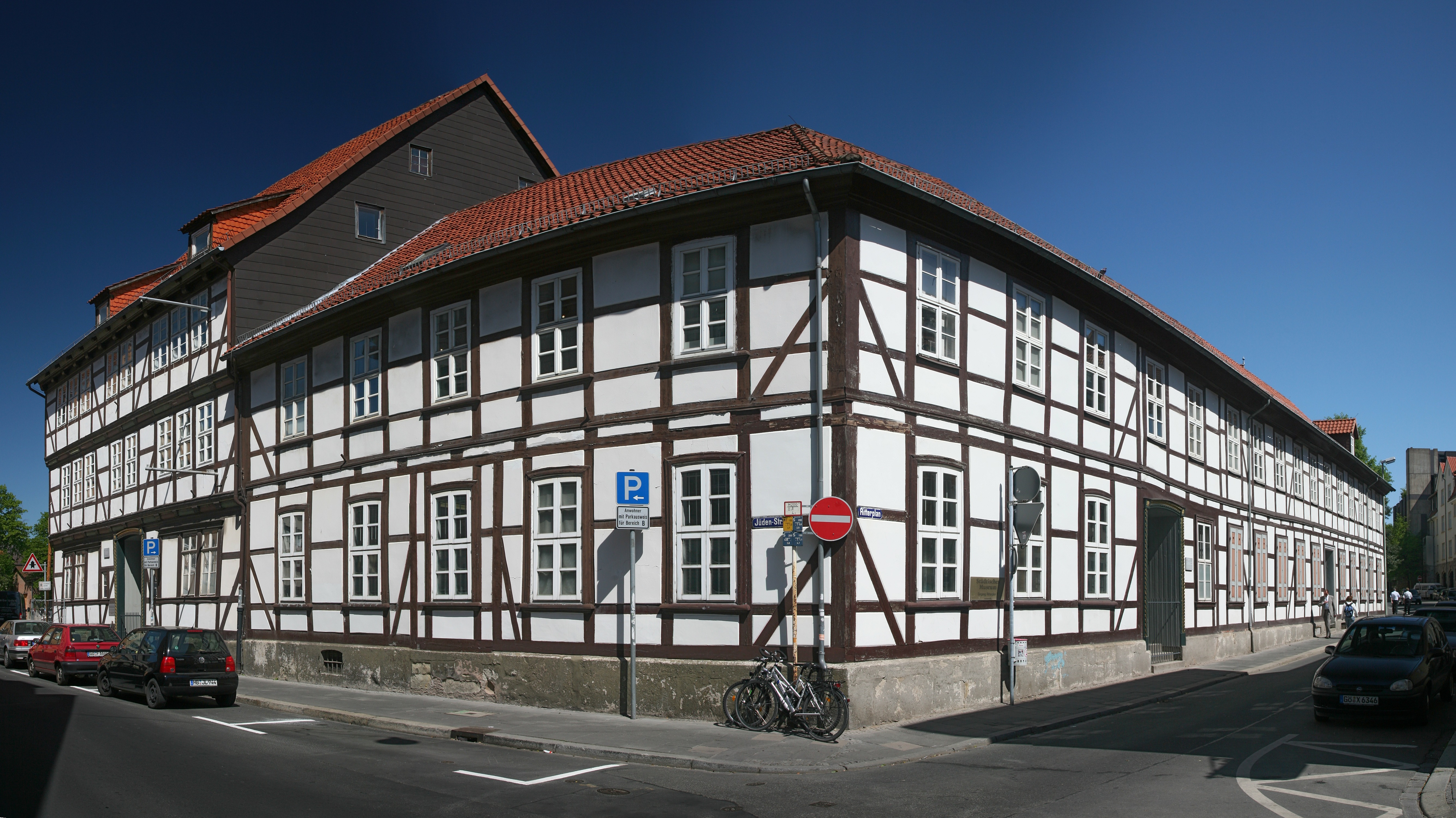
市立博物館

- 大学考古学コレクション（古代の石膏像コレクションを含む）
- 大学の監禁室（古い落書きが残っている）
- 大学の民俗文化コレクション（アッシュ男爵コレクションとクック/フォルスター・コレクション）
- 大学の動物学コレクション
- ビスマルクの家（学生時代にオットー・フォン・ビスマルクが住んでいた家）
- ゲッティンゲン化学博物館
- ルイーゼンハル製塩所
- 市立文書館

- 大学芸術コレクション所蔵のハンス・フォン・アーヘンの作品
- 大学考古学コレクションの石膏像コレクション
- 大学監禁室の落書き
- 大学民俗文化コレクション展示室
- ビスマルクの家
- ルイーゼンハル製塩所

### 大学植物園
ゲッティンゲンには以下のゲオルク・アウグスト大学植物園がある。
- 旧植物園: ニーダーザクセン州で最も古く、1万種以上のドイツで最も植物種の多い植物園である。
- 新植物園: 生態学の実験植物園
- 森林植物園: 豊かな樹木コレクション

### 記念碑

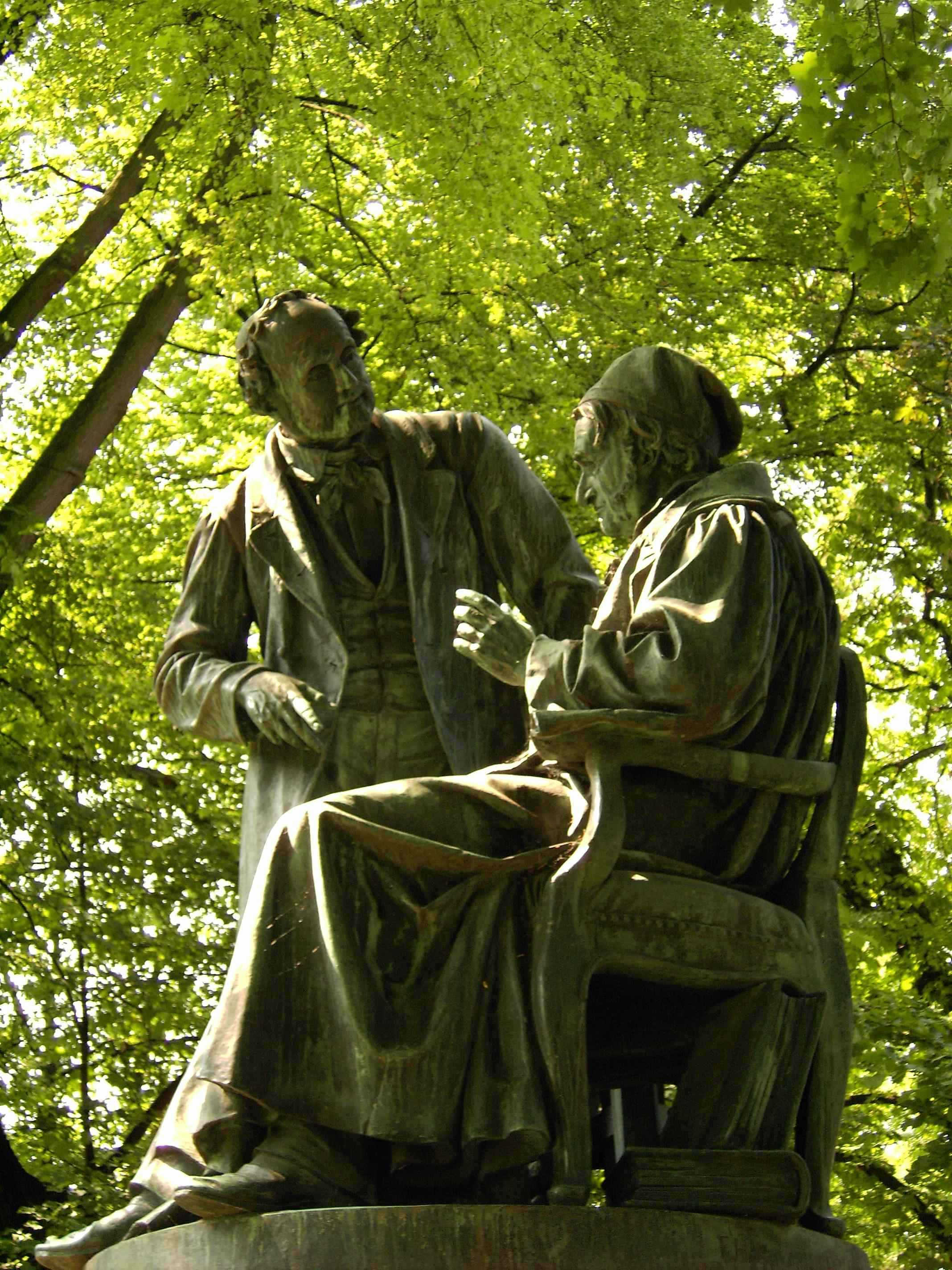
ガウス＝ヴェーバー記念碑

ゲッティンゲンには数多くの記念碑がある。芸術・文化的に特に重要なものに以下のものがある。
- ガウス＝ヴェーバー記念碑（フェルディナント・ハルツァー作、石の台座、ブロンズ彫刻、1899年）
- ヴェーラー記念碑（フェルディナント・ハルツァー作、スウェーデンの花崗岩の台座、ブロンズ製立像、1890年）
- ゴットフリート・アウグスト・ビュルガー記念碑（グスタフ・エーバーライン作、花崗岩の台座、等身大のブロンズ製胸像、1895年）
- ガチョウ番の娘リーゼルの泉（パウル・ニッセン作像、ハインリヒ・シュテックハルト建築、ブロンズ像のある泉、1901年）
- ローンス記念石（ローンスの公衆浴場の近くにある、1895年）
- メルケルシュタイン（フェルディナント・ハッツァー作、ブロンズ製レリーフ像がある石材ブロック、1897年）
- グローナ城記念石（1884年）
- ハノーファー王ヴィルヘルム4世記念碑（エルンスト・フォン・バンデル作、ブロンズ製立像、1837年）
- ランゲンザルツァの戦い記念碑（高さ 7.32 m の鋳鉄製ピラミッド、1872年）
- 森の詩社記念碑（1872年）
- アイヒェンドルフ記念碑（1960年）
- ヒルテンブルンネン（ディートリヒ・ヴィルヘルム・ラートカンプ作、1914年）
- 小さな泉 Nixe（フリードリヒ・キュストハルト作、ブロンズで造形されたグロッテ、1896年）
- クレーパーベルクのビスマルク塔（ハインリヒ・ゲルバーとコンラート・ラートカンプ、1896年）
- ビスマルクシュタイン（花崗岩製、高さ 7 m の展望台、フリードリヒ・イェンナーのデザインに基づき、ルドルフ・ハンニヒが製作、1903年）

- ヴェーラー記念碑
- ゴットフリート・アウグスト・ビュルガー記念碑
- メルケルシュタイン
- ハノーファー王ヴィルヘルム4世記念碑
- ビスマルクシュタイン

### 建築

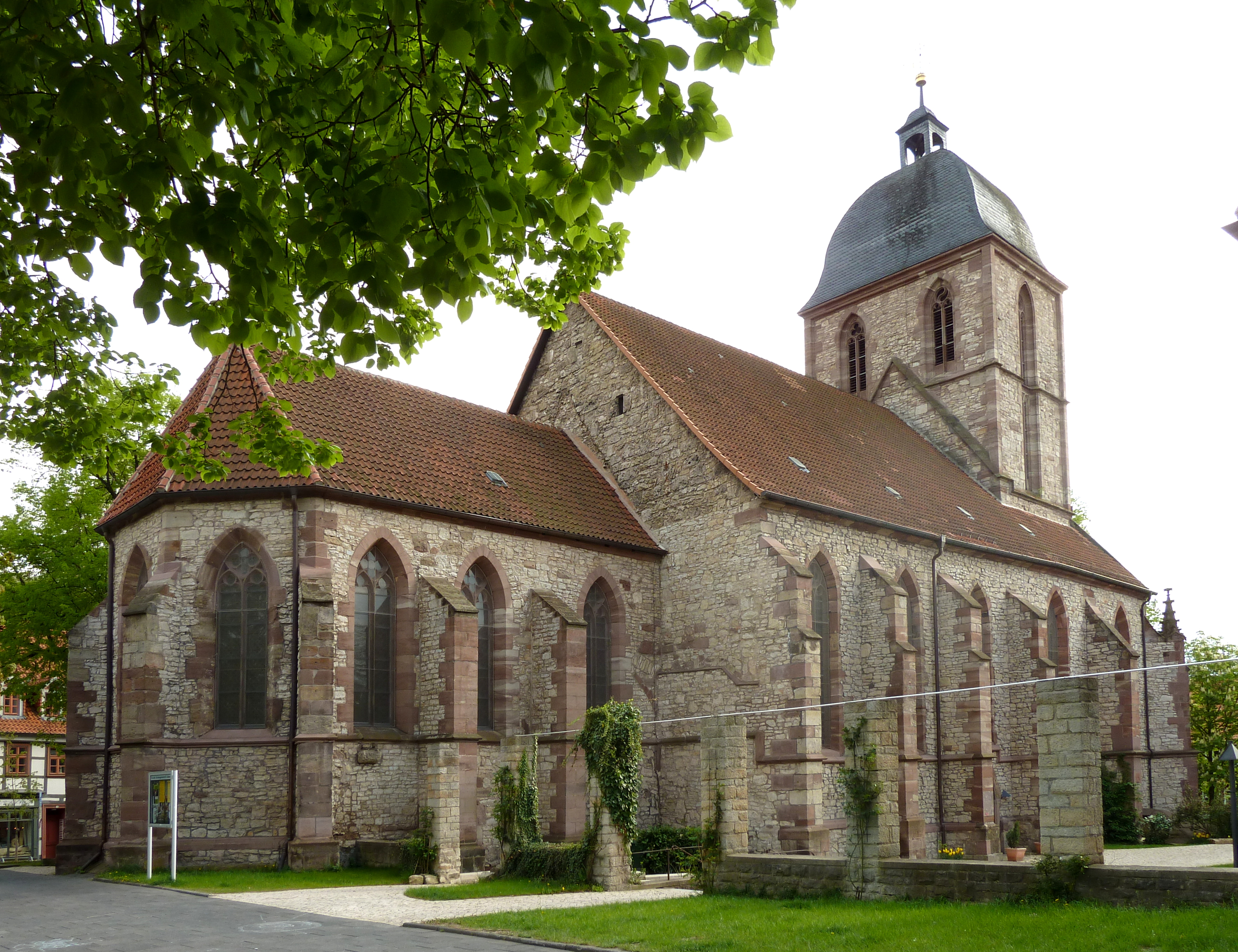
聖アルバーニ教会

旧防塁内の市中心部（インネンシュタット）には以下の8つの教会がある。
- 聖アルバーニ教会。インネンシュタット東部、現在の街の出発点である。
- 聖ヤコービ教会。この街の象徴的建造物で、この町で最も高い教会である。
- 聖ヨハニス教会。マルクト広場に建つ2つの塔を持つ教会。1944年11月24日の空爆でひどく損傷を受け、第二次世界大戦後に復元修復された。2005年1月23日に北塔が放火された。
- 聖マリエン教会。かつてのドイツ騎士団所有の教会
- 聖ミヒャエリス教会。インネンシュタット唯一のカトリック教会。民家と同じように通りに面して建てられている。教会ファサードは1900年頃に造られた。
- 聖ニコライ教会。1820年に学生組合の請願により大学教会となって以来、その姿を変えていない。1800年から1818年には倉庫として用いられていた。
- 聖パウリーナー教会。現在は大学図書館旧館として転用されている。かつてはドミニコ会教会であった。1944年11月24日の空爆でひどく損傷を受け、第二次世界大戦後に復元修復された。
- 改革派教会。大学創設後、スイス人教授アルブレヒト・フォン・ハラーの主導で1752年から1753年に建設された。

このうちの5つ、アルバーニ教会、ヤコービ教会、ヨハニス教会、ニコライ教会、パウリーナー教会は古い教区教会である。マリエン教会はおそらく市域拡大以後に創建された。
マルクト広場とコルンマルクトとの角の歩道に「Vierkirchenblick」（4つの教会が見える場所）というブロンズ板が埋め込まれている。ここからはそれぞれの方角に教会が見える（北: ヤコービ教会、東: アルバーニ教会、南: ミヒャエリス教会、西: ヨハニス教会）。このブロンズ板は衣料品店オーナーのハロ・トゥベージングにより設けられた。
- 聖ヤコービ教会
- 聖マリエン教会
- 聖ミヒャエリス教会
- 聖ニコライ教会
- パウリーナー教会
- 改革派教会

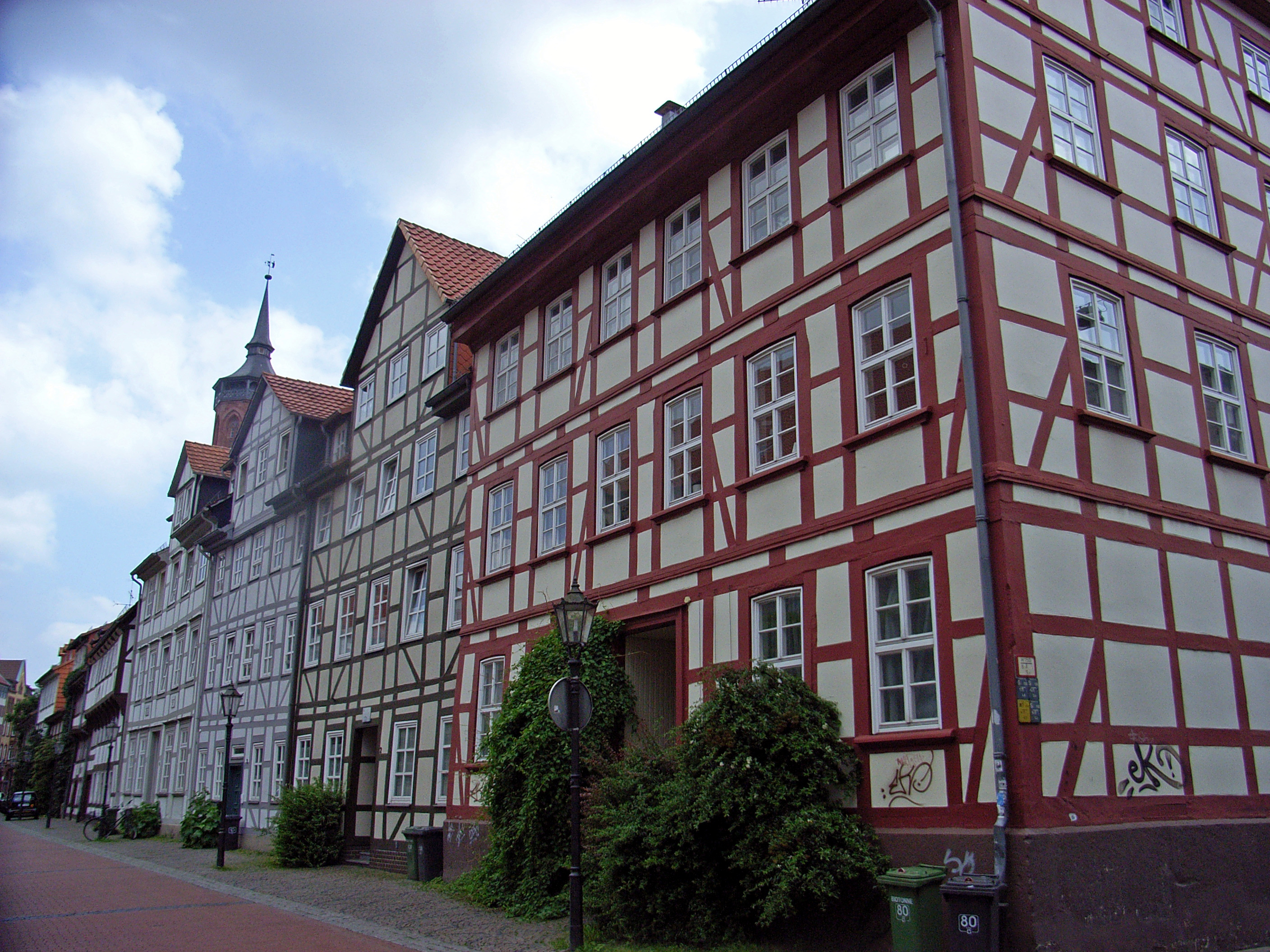
パウリーネ通り沿いの木組み建築群

1981年、ディークマン衣料店の改築工事で、1251年に建設されたこの町で最も古いギルドハウス "Schuhhofes" のゴシック様式のヴォールトを有する基礎壁が見つかった。現在ヴォールトの地下室はレストランとして利用されている。マルクト広場の南側、マルクト7番地および8番地の建物はニーダーザクセン州の文化財リストに掲載されている。
旧市庁舎も中核部はゴシック様式である。階段脇には紋章にも描かれている獅子の石像が2頭ある。この建物が面しているマルクト広場には、この街の象徴であるガチョウ番の娘リーゼルの泉がある。この他に数多くの修復された木組み建築（13世紀から19世紀に建造された）が点在している。たとえば、市庁舎薬局、1945年3月21日の爆撃で破壊され第二次世界大戦後に再建されたユンケルンシェンケ、ボルネマン邸、シュヴァルツァー・ベール、シュレーダー邸、リヒテンベルク邸などである。インネンシュタットは現在も、18世紀に散歩道に造り直された土塁にほぼ完全に囲まれている。
大学の見所としては、監禁室（学生牢）のある講堂（これはかつて10マルク札に描かれた建物である）、旧オーディトリウム、旧植物園が挙げられる。ガイスマー門近くの旧大学天文台は古典主義様式の建物（1800年頃）である。
ガイスマー門沿いに啓蒙時代後期の旧産院がある。この建物は現在大学の音楽学セミナーとして使われている。
学生時代のビスマルクを想起させるものには、学生牢の他に、市門のすぐ前の土塁に面したビスマルクの家がある。クレーバーベルクには人気のビスマルク塔がある。
中世には、ゲッティンゲンには11の見張り塔があった。現存しているのは、リースヴァルテ（ニコラウスベルク）、ディーマールデーナー・ヴァルテ、ローリンガー・ヴァルテである。
市域内には現代アートも数多くある。例えば、ベルント・アルテンシュタイン作のブロンズ像「Der Tanz」（ダンス）は地元では「Nabel」と呼ばれている。
- 旧市庁舎階段脇の獅子の石像
- 市庁舎薬局
- ユンケルンシェンケ
- シュヴァルツァー・ベール
- ゲッティンゲン大学講堂正面
- ゲッティンゲン大学旧オーディトリウム
- 旧大学天文台
- 旧産院
- リースヴァルテ
- ローリンガー・ヴァルテ
- Der Tanz

### グロッケンシュピール
ランゲ＝ガイスマー通り 44 番の建物では、一日に何度もグロッケンシュピール（ここではカリヨンのこと）が鳴らされる。 ゲッティンゲンのグロッケンシュピール

### 年中行事
- 4月: イースター・マーケット

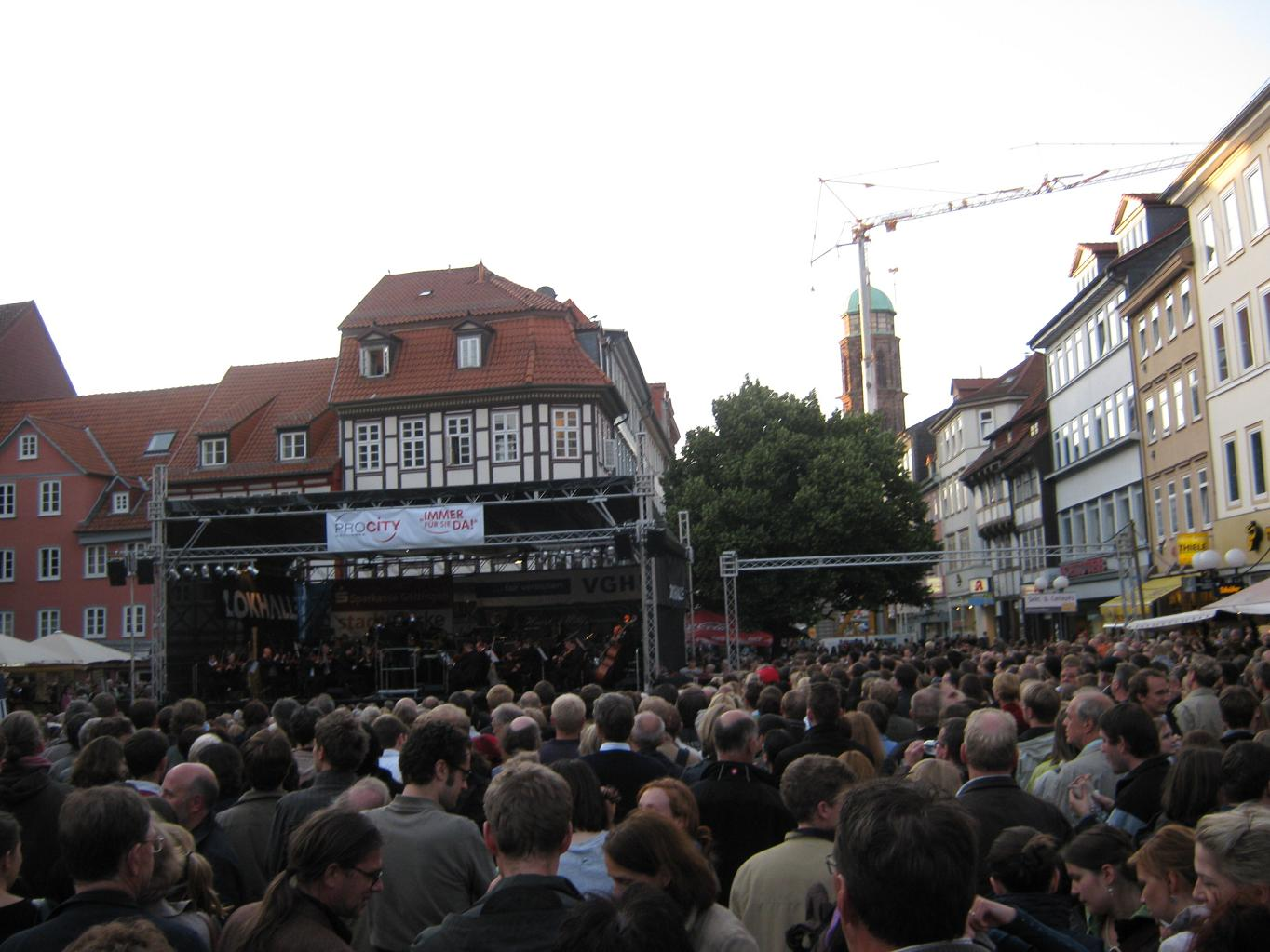
ゲッティンゲン・カルチャー・ナイトの様子

- 5月または6月: 国際ヘンデル・フェスティバル
- 6月: Spieleautorentreffen
- 7月: ゲッティンゲン・カルチャー・ナイト、旧市街レース、射撃祭
- 9月: ガチョウ番の娘リーゼル祭、健康マーケット、旧フェンシング場での舞踊文化週間
- 10月: ゲッティンゲン文学の秋
- 11月: Keiner soll einsam sein、ゲッティンゲン・ジャズフェスティバル
- 12月: ゲッティンゲン・クリスマスマーケット

歩行者専用区域全体でパロディや音楽ライブなどの数多くのパフォーマンスが繰り広げられる大変に有名な催しが8月の最終週末に開催されていた「旧市街祭」であった。しかし、最後の催しが支払い不能となり、経済的なリスクからこれを引き継ぐものが現れなかった。さらに近隣住民から騒音に対する苦情があり、裁判でも住民が勝訴した。この2つの理由から2004年が最後の旧市街祭となった。ゲッティンゲンの様々な調整の結果、2007年から「インドア旧市街祭」が、飲食店などで開催される。

### 映画都市ゲッティンゲン

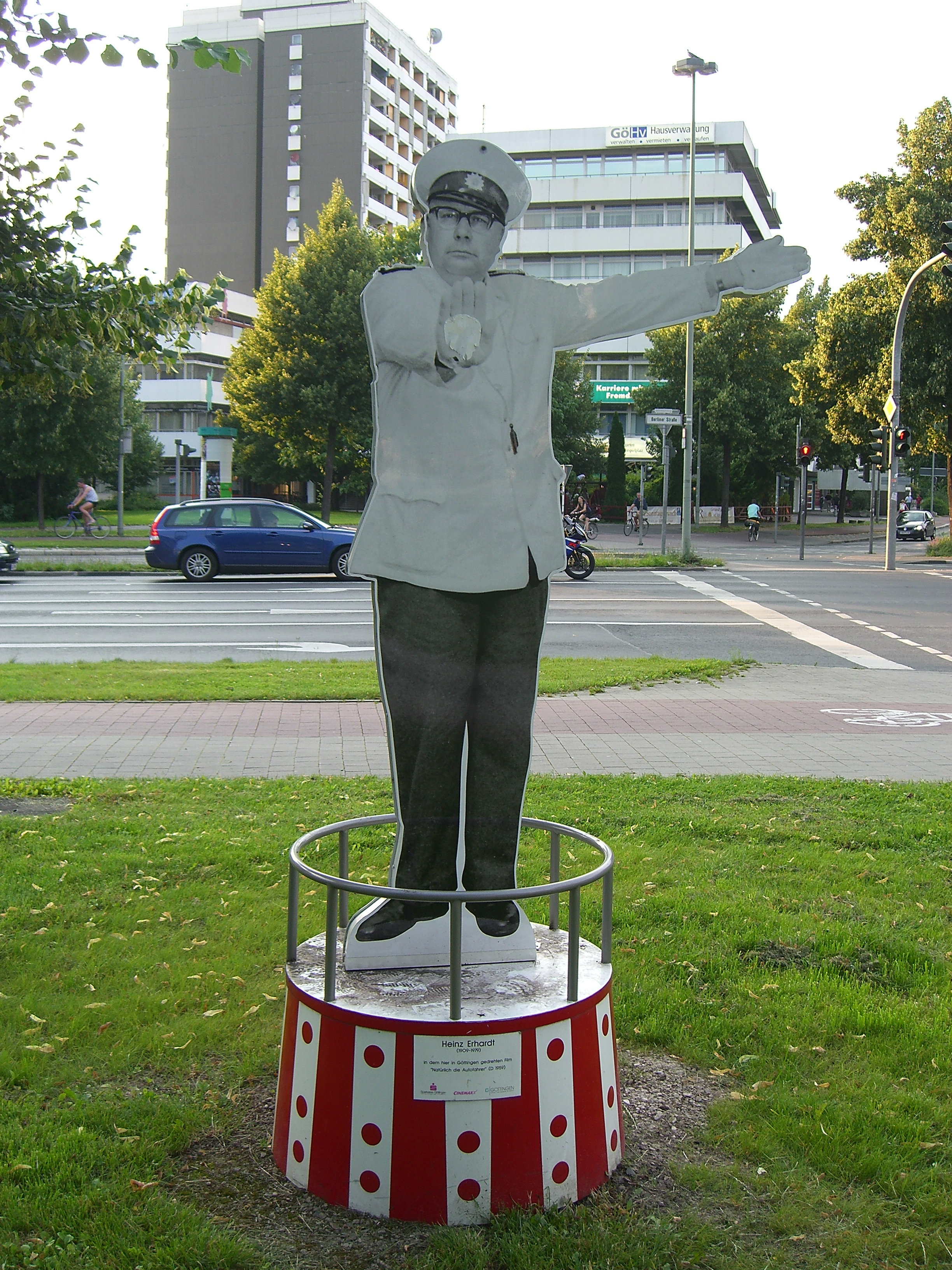
ゲッティンゲンのハインツ・エルハルト記念碑

ゲッティンゲンは、1945年から1960年までに90本以上の映画のロケ地になっている。主な作品に以下のものがある。
- 1949年: Liebe 47（監督: ヴォルフガング・リーベナイナー、主演: ヒルデ・クラール）ヴォルフガング・ボルヒャート作「Draußen vor der Tür」に基づく作品
- 1950年: Frauenarzt Dr. Prätorius（監督: クルト・ゲッツとカール・ペーター・ギルマン、出演者: クルト・ゲッツ、ヴァレリー・フォン・マルテンス、アルベルト・フロラート、ルドルフ・ライフ、エーリヒ・ポント）
- 1951年: Das Haus in Montevideo（監督: クルト・ゲッツとヴァレリー・フォン・マルテンス、出演者: クルト・ゲッツ、ヴァレリー・フォン・マルテンス、アルベルト・フロラート）
- 1953年: Hokuspokus（監督: クルト・ホフマン、出演者: クルト・ゲッツ、ヴァレリー・フォン・マルテンス、ハンス・ニールセン、エーリヒ・ポント）
- 1958年: Hunde, wollt ihr ewig leben（邦題:「壮烈第六軍！最後の戦線」、監督: フランク・ヴィスバー、）
- 1958年: Wir Wunderkinder（監督: クルト・ホフマン）
- 1959年: Rosen für den Staatsanwalt（監督: ヴォルフガング・シュタウテ）
- 1959年: Buddenbrooks（邦題:「ブッデンブローク家の人々」、監督: アルフレート・ヴァイデンマン、出演者: リーゼロッテ・プルファー、ナージャ・ティラー、ハンスイエルク・フェルミー、リル・ダゴーファー、ヴェルナー・ヒンツ、ハンス・ローター、ルドルフ・プラッテ、ギュンター・リューダース）
- 1959年: Natürlich die Autofahrer（主演: ハインツ・エルハルト）および数多くのハインツ・エルハルト映画

制作会社は、ハンス・アービヒとロルフ・ティーレによって1946年に設立された「Göttinger Filmaufbau-Gesellschaft」（ゲッティンゲン映画制作会社）であった。この会社は、1950年代の時事問題に関する映画やハインツ・エルハルトによる数多くのコメディー映画を制作した。この会社は1960年にミュンヘンに移転した。
クルト・ゲッツ映画はドムニック映画制作 GmbHによって制作された。
- 2004年: ゲッティンゲンとハン・ミュンデンでテレビシリーズ Tatort が撮影された。

### スポーツ

#### サッカー
全国的にも有名なゲッティンゲンのサッカークラブは、1. SC ゲッティンゲン 05 であったが、長い間の成績不振の後、破産申請をしなければならなかった。その後破産前に設立されていたジュニア部門（FC ゲッティンゲン 05）とRSV ガイスマーとが合併して RSV ゲッティンゲン 05 となった。このクラブはブラウンシュヴァイク地方リーグでプレイしている。ホームグラウンドは、かつてはマッシュパルクとヤーンシュターディオンであったが、現在はベンツ通りの競技場を使っている。このクラブは、サポーターでも全国的に知られており、ゲッティンゲン最大のサッカークラブである。
このクラブの長年のライバルが「隣のクラブ」SVG ゲッティンゲン 07 である。このクラブは、ヤーンシュターディオンとはライネ川の対岸にある SVG シュターディオン・アム・ザントヴェクをホームグラウンドとしている。
この他、SCWゲッティンゲンは、毎年主催しているA-ユーゲント室内トーナメントによって知られている。クリスマス直前に Lokhalle で開催されるこのトーナメントは、その開催時期から、1月中旬に開催される DFB-ジュニア・リーグカップの準々決勝に位置づけられている。4つの国際的に有名なクラブ（たとえば、かつてはFCバルセロナ、チェルシーFC、PSVアイントホーフェン、ブレンビー・コペンハーゲンが参加した）、8つのブンデスリーガのクラブ（たとえば、VfLヴォルフスブルク、ハノーファー96、ボルシア・ドルトムントなど）と12の地方クラブが、4日間にわたって競技を行う。このトーナメントは毎回多くの観客を集めるヨーロッパ最大の A-ユーゲント室内トーナメントである。
ゲッティンゲンの大きなクラブの役員は、この大学都市に（たとえば FCインゴルシュタット04がなしたように）より高いクラスのサッカークラブをもたらすために、他の大きなクラブと合併することを繰り返し計画してきた。しかしこの計画はこれまでのところ、実現していない。直近では2008年11月に、SVGゲッティンゲン、RSVゲッティンゲン05、SCWゲッティンゲン、TSVホルテンゼンとスパルタ・ゲッティンゲンの首脳陣達はFCゲッティンゲンを発足させた。目標はゲッティンゲンにより高いクラスのサッカークラブを創ることであった。このクラブは一部では歓迎されたが、他方では激しい拒絶にあった。その後SVGゲッティンゲンは役員会議を開き、このプロジェクトから即刻撤退した。こうしてこのクラブはわずか21日間で消滅した。SVGの広報担当者は「物的・人的リソースが大きく損なわれる可能性がある」と発言した。
2006年サッカーワールドカップではメキシコ代表チームがゲッティンゲンに宿舎を置いた。チームはホテル・フライツァイトインに宿泊し、ゲッティンゲン選抜チームとテストマッチを行った。
さらにゲッティンゲンはフットサルの2006年非公式ドイツチャンピオン大会の開催地であった。

#### バスケットボール
ゲッティンゲンでは伝統的にバスケットボールの街である。BGゲッティンゲンの男子チームは現在、BG 74 ゲッティンゲンとしてバスケットボール・ブンデスリーガ1部でプレイしている。このクラブチームは2010年のユーロチャレンジで優勝している。この街で2番目に大きなクラブであるASC 1846 ゲッティンゲンのバスケットボールチームは1980年、1983年、1984年にドイツ選手権で優勝し、1984年と1985年にはドイツカップを獲得した。BG 74 ゲッティンゲンの女子チームは、2003年から2009年まで、やはり女子バスケットボール・ブンデスリーガ1部でプレイした。2008年/2009年シーズンにはトリノス・ゲッティンゲンのチーム名を名乗った。しかしこのシーズンの後、新たな財政上の問題が生じ、一部リーガのライセンスを停止させられた。さらにチーム・ゲッティンゲン（ASC 1846、BG 74、スポーツ・ギムナジウム・バート・ゾーデン＝アレンドルフからなる）は、Nachwuchs バスケットボール・ブンデスリーガ (NBBL) でプレイしている。ドイツ最高のリーグでプレイするこの3チームはドイツのバスケットボールの歴史に新たな1ページを刻んだ。女子チームの競技場はフェリックス・クライン・ギムナジウムの体育館で、約15,000人の観客を収容できる。2007年/2008年シーズンの男子チームは Lokhalle を利用した。ASC 1846 の男子チームはハインベルク・ギムナジウムの体育館でプレイしている。
ゲッティンゲン 05 の女子バスケットボールチームも1968年、1970年、1971年、1972年、1974年に女子バスケットボール選手権で優勝し、この街のバスケットボールの伝統に寄与している。
ゲッティンゲン大学の競技部は何度もドイツ大学チャンピオンになっている。最近では2006年にこれを達成している。

#### カヌーポロ
カヌーポロはゲッティンゲンで盛んなもう1つのスポーツである。ドイツ代表ゴールキーパーのティム・フロールとドイツ代表選手ニルス・ヒルデブラントが所属するゲッティンゲン・パドル・クラブ (GPC) 男子チームはドイツ選手権で2回（2006年 エッセン、2007年 ベルリン）優勝している。大部分がドイツ代表選手からなる女子チームはゲッティンゲン出身のコーチ、ヤン・バウアーの下、2006年にアムステルダムでの世界選手権で世界チャンピオンになり、2007年にフランスで開催されたヨーロッパ選手権でヨーロッパ・チャンピオンになった。さらにドイツ選手権では、2004年、2005年に次いで2007年にもチャンピオンのタイトルを獲得した。その間の2006年は5位であった。この他、毎年ブラウヴェク屋外プールで国際的な選手や有名選手が参加するトーナメントが開催される。GPCのジュニア・チームも成功を収めている。たとえばニーダーザクセン選手権 1位、有力選手が参加するカルナート杯 1位、ベルリンのドイツ選手権 2007 では過去最高の 3位を獲得している。

#### ホッケー
1982年からゲッティンゲンのスポーツシーンに新しいクラブが加わった。それまでESV ロート＝ヴァイス・ゲッティンゲンの傘下に集められていたホッケー選手がこれに参加した。1982年7月1日から彼らは、ホッケー・クラブ・ゲッティンゲン e.V. (HCG) という新しい名前で活動した。トレーニング場は、屋外シーズンには、天然芝の上でプレイできるグライトヴェクのベツィルクスポーツ施設が使われる。屋内シーズンにはゲシュヴィスター・ショル総合学校 (KGS) の大ホールが使われる。クラブハウスもはやり学校内にある。2010年/2011年の屋内シーズンから、HCGの女子チームも男子第1チームと同様に、ニーダーザクセン連盟リーグ1部でプレイしている。このクラブの男子第2チームは、連盟リーグ3部に所属している。この3チームの他に、主に地域の大会に出場する青少年チームや余暇チームがある。

## 経済と社会資本
2010年現在、この街の失業率は 8.3 % である。（2009年 9.4 %、2008年 10.1 %）

### 交通

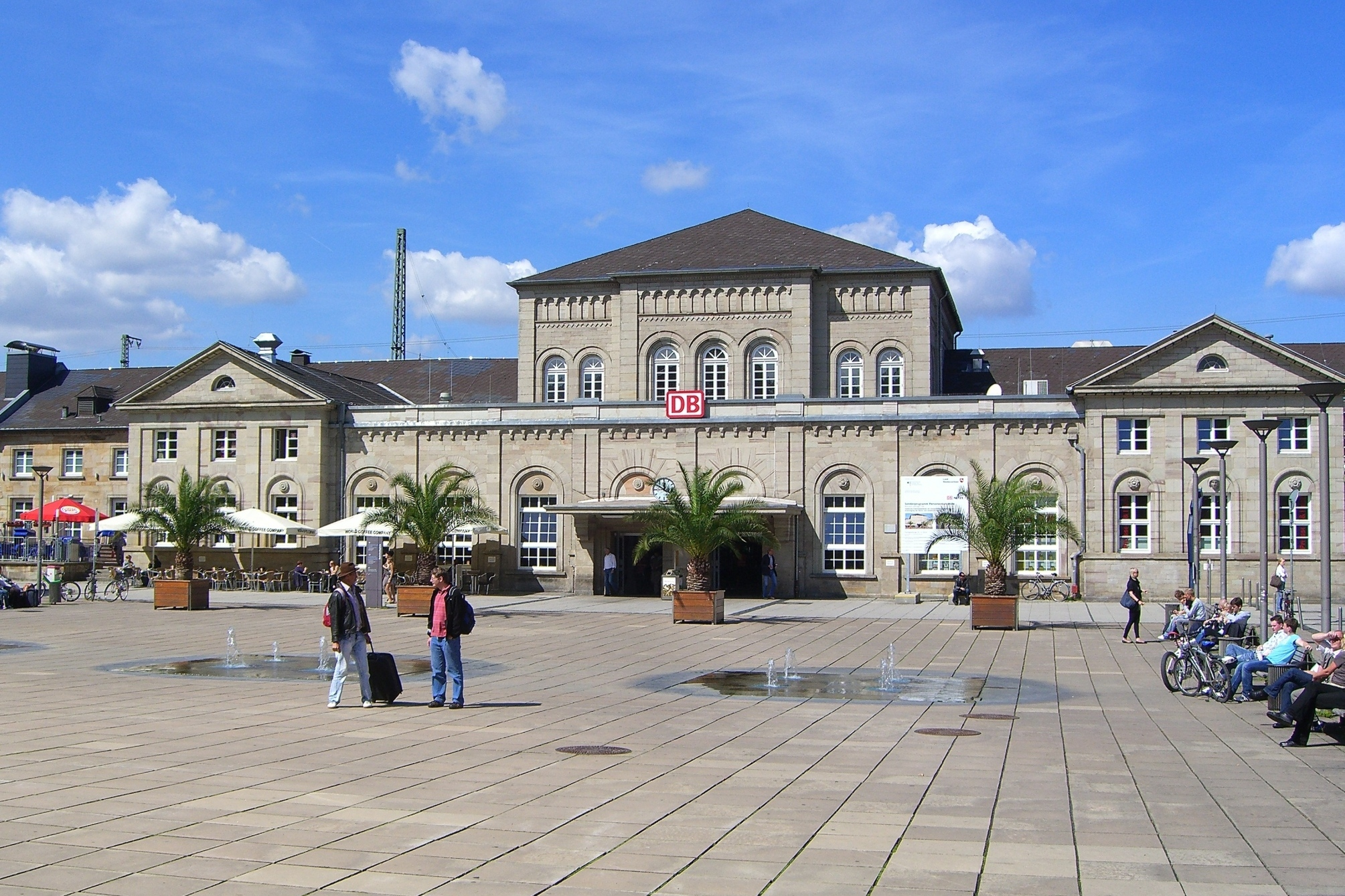
ゲッティンゲン駅

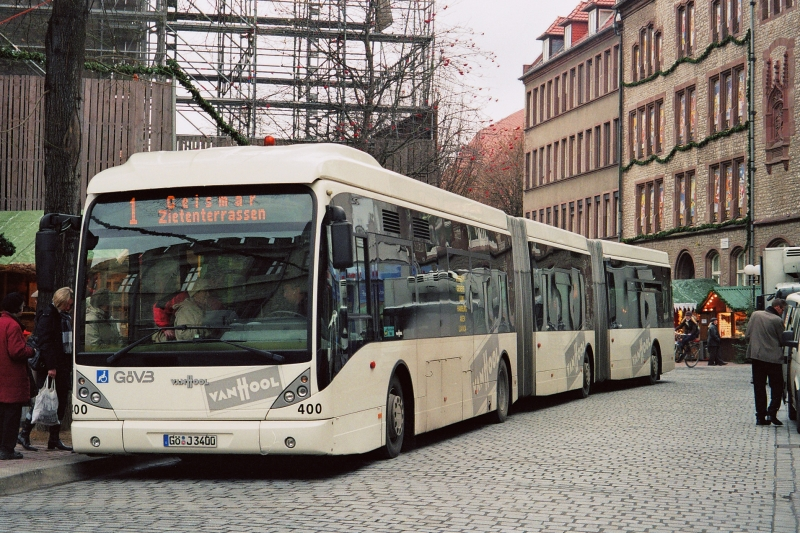
ゲッティンゲン市内を走る2連バス

ゲッティンゲンの市域の西部を北から南に連邦アウトバーン A7号 ハノーファー - カッセル線が走っている。この道路は、ゲッティンゲンの南にあるドランメタール・ジャンクションでハレ (ザーレ)からライプツィヒへ向かう連邦アウトバーン A38号線に接続する。さらに連邦道 B3号線、B27号線がゲッティンゲンを通っている。
ゲッティンゲン駅には、1991年に開通したハノーファー-ヴュルツブルク高速線が通っており、それ以来、ICEの停車駅となっている。ICEの路線は、カッセル経由でフランクフルト・アム・マイン、ミュンヘン、シュトゥットガルト、さらに一部はスイスやオーストリアへ、反対方向ではハノーファー、ハンブルク、ブレーメン行き、あるいはブラウンシュヴァイクやヴォルフスブルクを経由してベルリンへ向かう列車がある。在来路線網では、ゲッティンゲンは北のハンブルクからハノーファーを経由して南のカッセル、フランクフルト・アム・マイン、ヴュルツブルクへ向かう路線（ベーブラ - ゲッティンゲン線）に面している。ゲッティンゲン - ボーデンフェルデ線は、ヴェーザー河畔やゾリング山中（パーダーボルン方面に接続）を走っている。ゲッティンゲンには毎日100本以上の高速鉄道（ICE, IC, およびかつてのシティナイトラインの合計。2012年5月10日の実績は128本）と多くの近郊列車が発着する。シティナイトライン廃止後はハンブルク-インスブルック/ウィーン/チューリッヒ間を結ぶ夜行列車ナイトジェットが当駅に停車している。
ゲッティンゲンで分岐している支線ドランスフェルダー鉄道は、ハノーファーとカッセルを結ぶハノーファー南線の一部として造られたのだが、1980年から廃線となっている。ドゥーダーシュタットへ向かう軽便鉄道ガルテタール鉄道は1957年に旅客運行を停止した。
最寄りの空港はハノーファー（直線距離で約 105 km）とパーダーボルン（約 90 km）にある。もっと小さな飛行場はカッセル（約 40 km）、ヘクスター/ホルツミンデン（47 km）、ノルトハイム（約 20 km）にある。ゲッティンゲンのクラブと関係のあるグライダー飛行場はバート・ガンダースハイム（37km、アカフリーク・ゲッティンゲン）とハイリゲンシュタット（約 20 km、ゲッティンゲン航空スポーツ協会）がある。
ゲッティンゲン交通会社 (GöVB) の15本の市バス路線（第1から第10系統、第12から第14系統、夜行バス路線の第28、第29系統）と数多くのタクシーがゲッティンゲンの公共旅客交通機関として利用される。
この学生都市で人気の交通機関は自転車である。主に起伏の少ない地形のため、ゲッティンゲン中核地区は自転車交通に好適であった。数多くの充実した自転車道や駐輪場が設けられており、その中には有料の駅前駐輪場が含まれる。ゲッティンゲン市は2006年にニーダーザクセン州の「自転車に優しい街」コンテストで優勝した。この街の依頼で制作された、交通規則と市内中心部の駐輪場地図を掲載した「ファールラート・フライヤー」（自転車リーフレット）が2008年から入手可能である。市内をライネ＝ハイデ自転車道が通っている。

### 地元企業

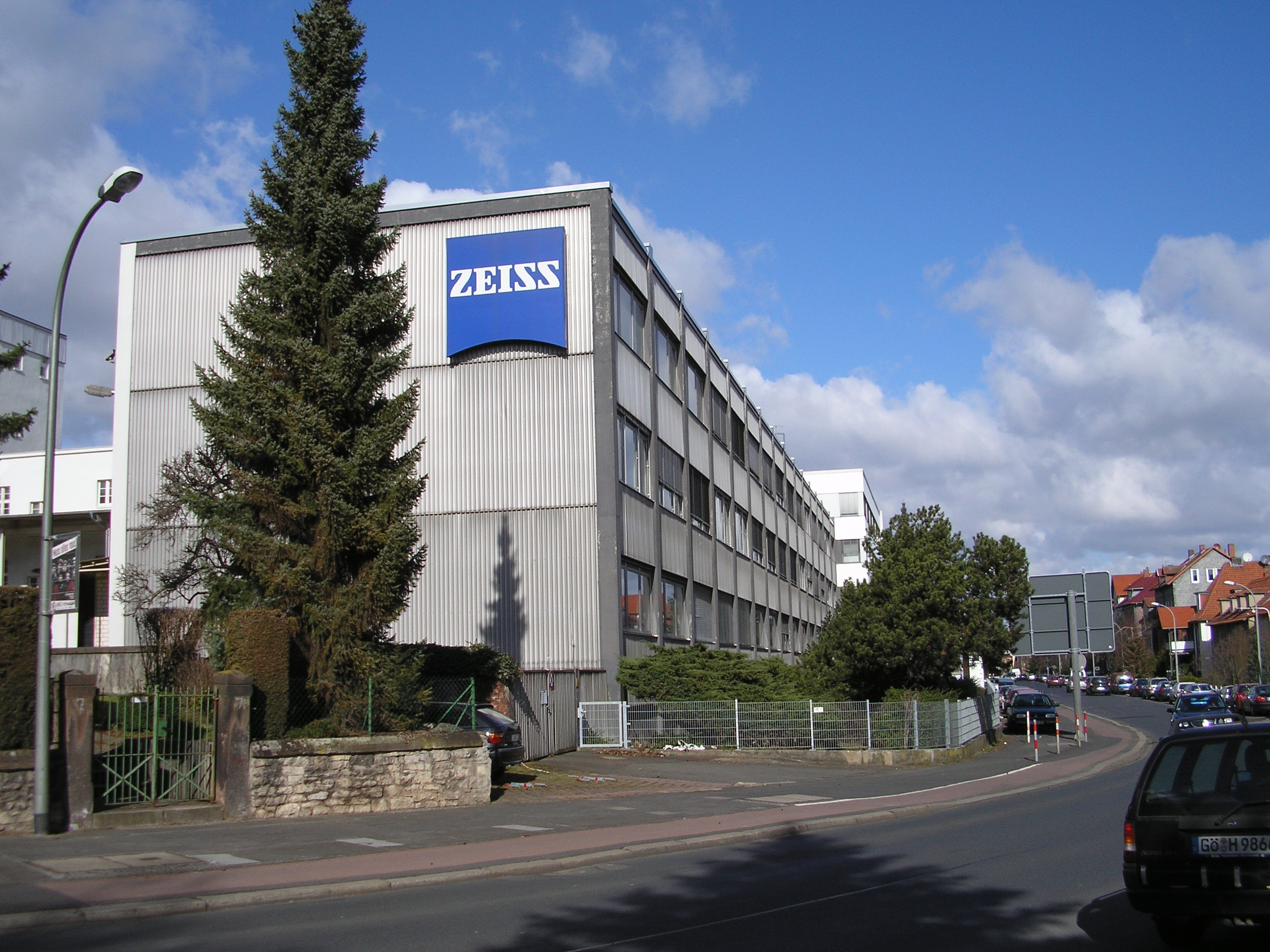
ツァイス社のゲッティンゲン工場

ゲッティンゲンには多くの計測技術企業がある。1998年に地域経済連盟「メジャーメント・バレー」が創設された。これに加盟する34社には、職業訓練学校、ゲオルク・アウグスト大学ゲッティンゲン、ヒルデスハイム/ホルツミンデン/ゲッティンゲン専門単科大学やハノーファー商工会議所の施設が含まれる。会員には、ザルトリウスAGやMahr グループも含まれる。ザルトリウスAGはゲッティンゲンに本社を置く国際的に活動するコンツェルンで、実験・プロセス技術の分野での国際的企業である。この会社は、2006年現在、世界の従業員数約 3,800 人、売上高 5億2110万ユーロの規模である。Mahr グループもゲッティンゲンに本社を置き、自らを「計測技術分野で世界第3位の規模」と称している。2006年現在の総従業員数 1,550 人、総売上高 1億6800万ユーロである。
その他の重要な産業分野は以下の通りである。
- 光学産業（ツァイス、リノス）
- レーザー技術（Coherent）
- アルミニウム加工（ノベリス（英語版））
- 流通業（ツーファル）
- 自動車部品（ペグフォルム GmbH）
- バキュームシステム（トリノス）
- 印刷物販売業者トノロ

### 公共施設

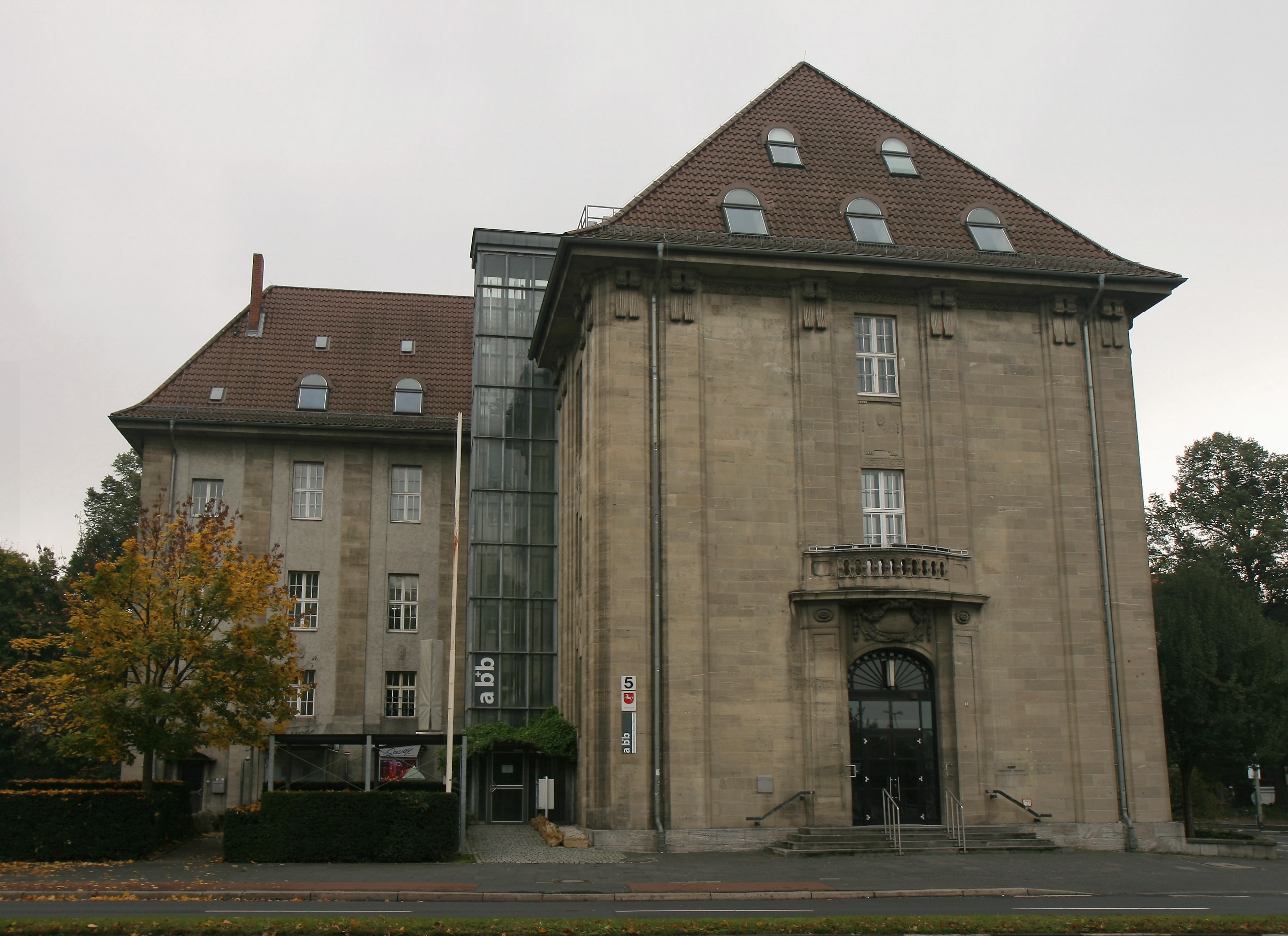
ゲッティンゲン行政裁判所

- ハノーファー兵員補充局ゲッティンゲン徴兵検査センター
- 南ニーダーザクセン地域連盟
- ゲッティンゲン区裁判所
- ゲッティンゲン地方裁判所
- ゲッティンゲン行政裁判所
- ゲッティンゲン労働裁判所
- ゲッティンゲン金融裁判所
- ゲッティンゲン職業安定所
- ゲッティンゲン郡郡庁舎
- ドイツ連邦銀行ゲッティンゲン支局
- ゲッティンゲン税関
- ドイツ・ネットワーク・エイジェンシー分局
- ゲッティンゲン度量衡検定局
- ゲッティンゲン登記所
- ゲッティンゲン農業組織局
- ゲッティンゲン警察本部
- ゲッティンゲン警察監査局
- 技術救急隊ゲッティンゲン事務所
- 連邦警察局ゲッティンゲン警察署

### 教育と研究

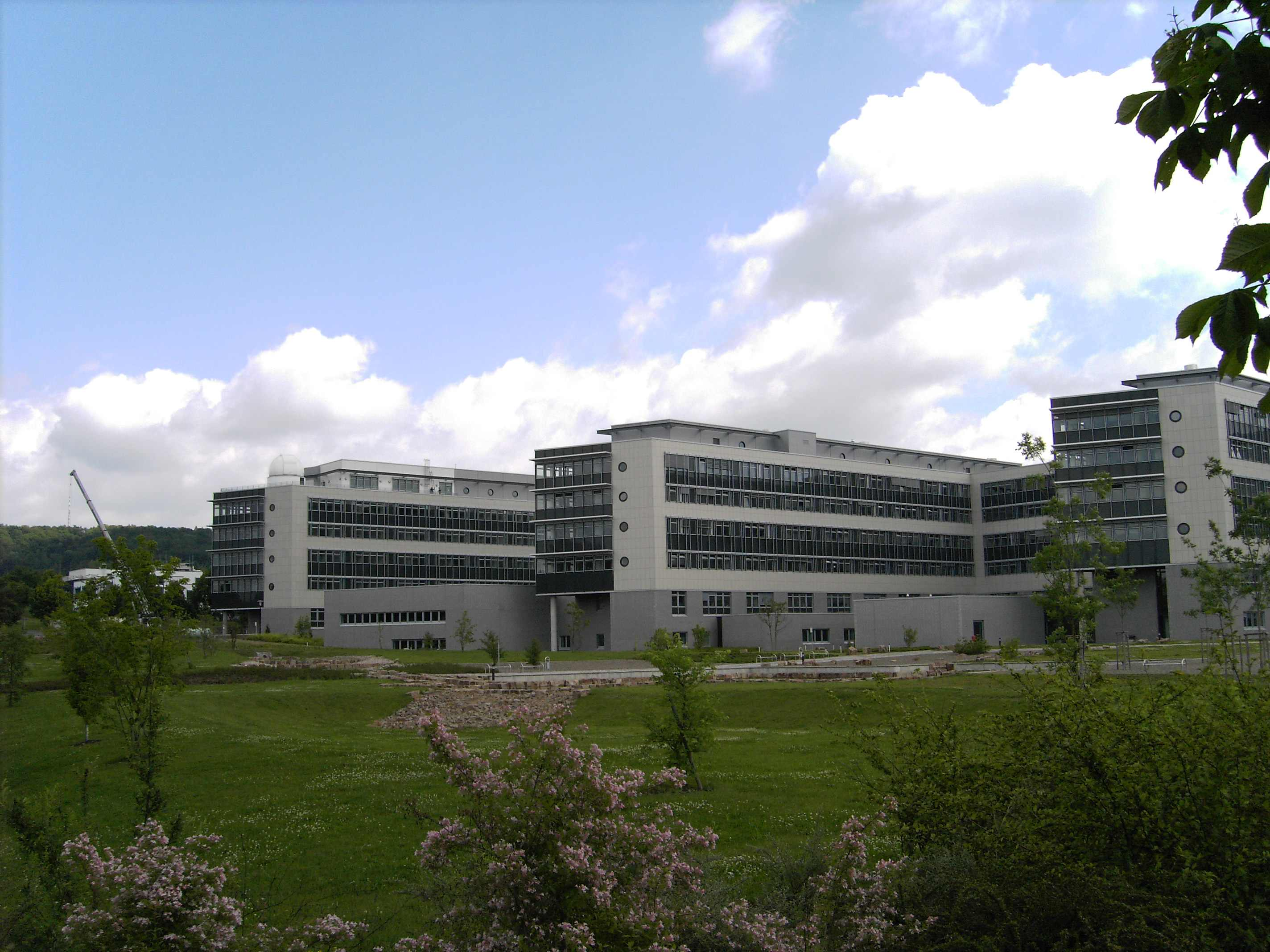
ゲッティンゲン大学北部キャパス

ゲッティンゲンは基本的に教育と研究の街であり、「大学都市」とも呼ばれる。44人のノーベル賞受賞者がこの街で生まれ、または働いた。
街の風景を決定づけ、雰囲気を支配しているのがゲオルク・アウグスト大学ゲッティンゲンである。この大学は、イギリス王でもあったハノーファー選帝侯ゲオルク2世アウグストによって1737年に設立され、数多くの著名人が教師・学生としてこの大学に関わりを持った。2007年にはエクセレンツイニシアティブの第2ラウンドでこれに選ばれた（いわゆるエリート大学となった）。ゲッティンゲンの有名な教師・学生約320人の旧居には1874年から標示板が取り付けられている。標示板は主に、白い大理石に、そこに住んだ人物の名前が記されたものである。
ゲッティンゲンは、1974年から応用研究と芸術のための専門単科大学の所在地となった。1983年にゲッティンゲン職業アカデミーが設立され、1994年に私立ゲッティンゲン専門大学、2002年にドイツ赤十字専門単科大学が創設された。この他に、ゲッティンゲン行政・経済アカデミー e.V. やゲッティンゲン市民大学 e.V. がある。
大学以外にもゲッティンゲンには、4つのマックス・プランク研究所がある。マックス・プランク実験医学研究所、マックス・プランク生物物理化学研究所、マックス・プランク多宗教・他民族社会調査研究所、マックス・プランク動力学と自己組織化研究所である。
ゲッティンゲンは2009年学年度、「Perspektive Sprache」（未来の提言）のテーマの下、ドイツの10の学究中心地の1つとなった。

#### 図書館と学術サービス施設
- ニーダーザクセン州立・大学図書館

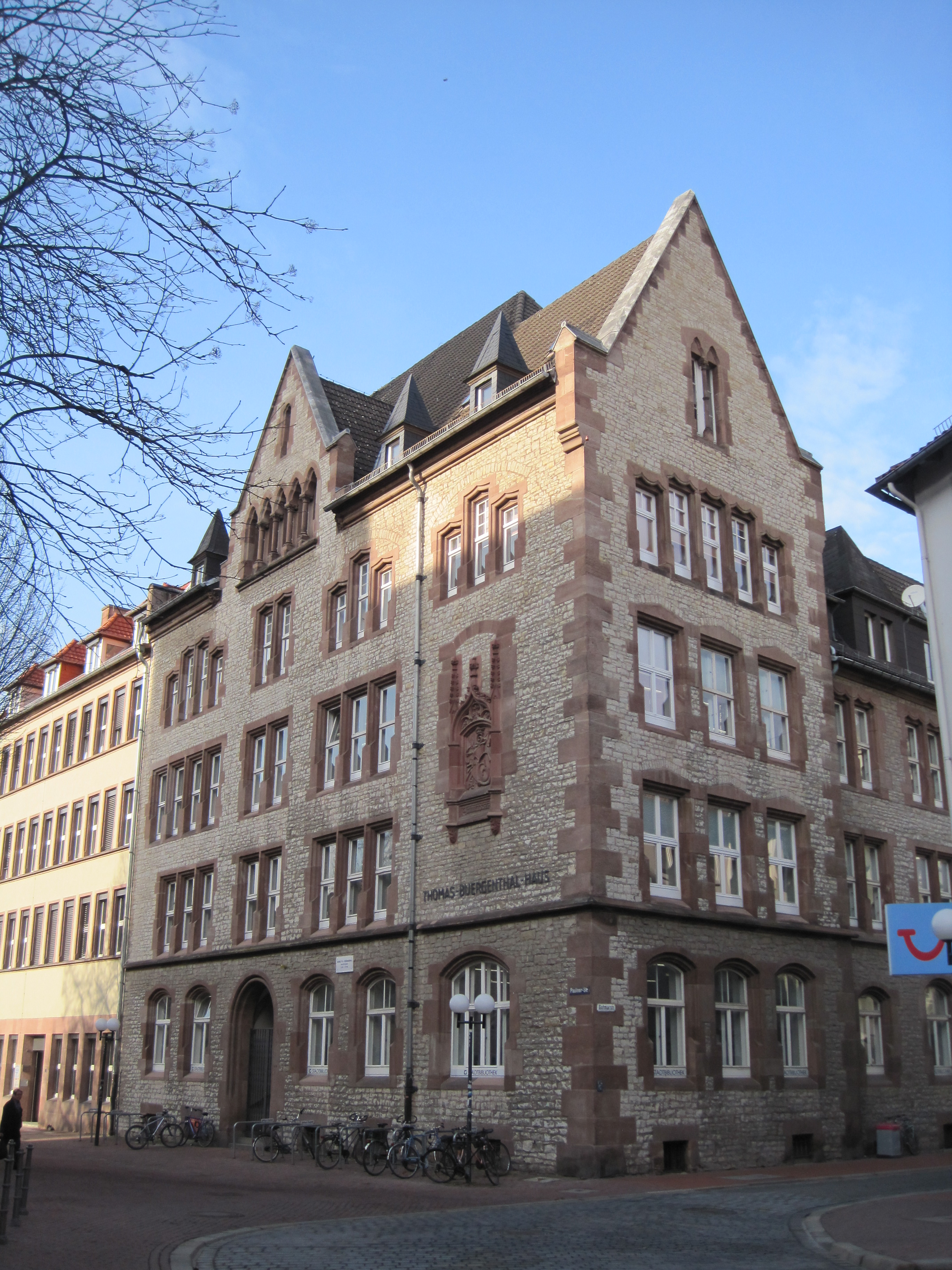
ゲッティンゲン市立図書館

- ゲッティンゲン学術的データ利用協会 GmbH (GWDG): 大学とマックス・プランク研究所の計算機センター
- ゲッティンゲン市立図書館: 1897年設立

#### その他の学術施設

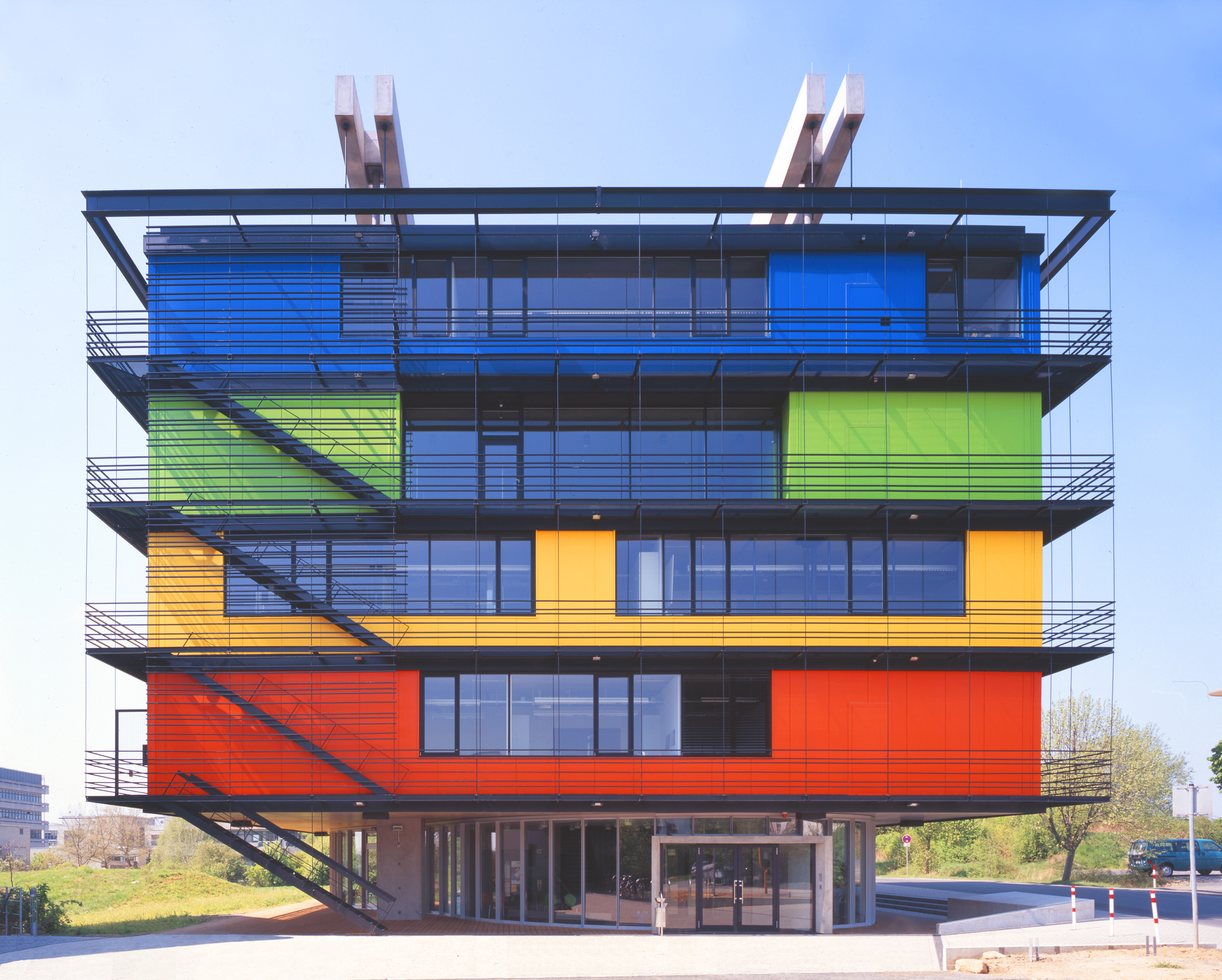
XLAB

- ドイツ航空宇宙センター e.V. (DLR)
- ゲッティンゲン・レーザー実験施設 e.V.
- ドイツ霊長類センター
- 社会学調査研究所 (SOFI) e.V.
- IWF知識とメディア gGmbH（2011年1月1日に閉鎖）
- 70人訳聖書研究所: 1907年設立
- 北西ドイツ林業実験施設
- XLAB: 学生と大学の間を結ぶ学生ラボ
- ドイツ・プロテスタント教会の教会法研究所

#### その他の学校

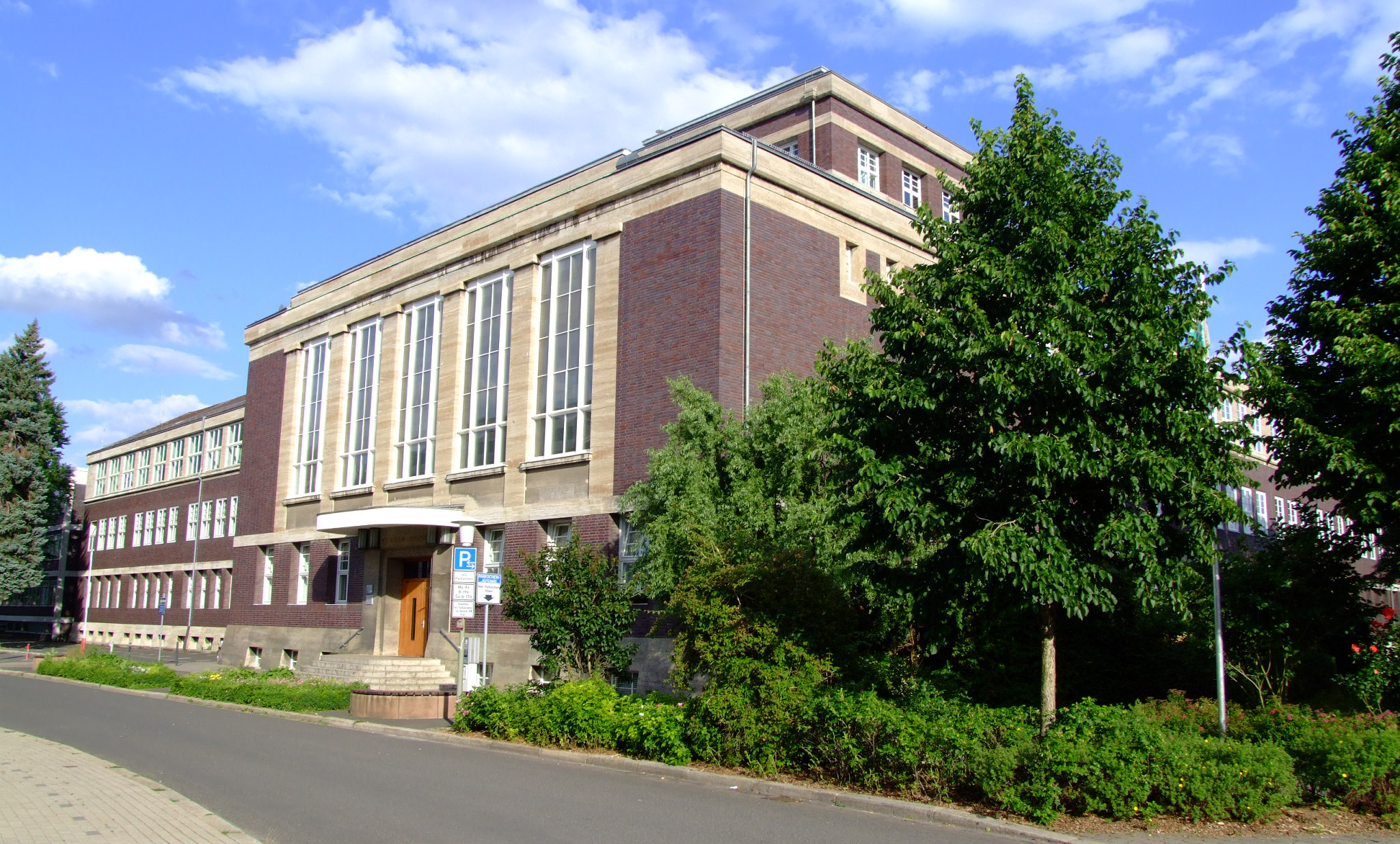
フェリックス・クライン・ギムナジウム

ゲッティンゲンには5校のギムナジウム（フェリックス・クライン・ギムナジウム、ハインベルク・ギムナジウム、マックス・プランク・ギムナジウム、オットー・ハーン・ギムナジウム、テオドール・ホイス・ギムナジウム）の他、ゲオルク・クリストフ・リヒテンベルク総合学校とゲシュヴィスター・ショル総合学校があり、ここでもアビトゥーアを取得できる。さらに、経済専門ギムナジウムの職業訓練学校 I（アルノルディシューレ）、工学専門ギムナジウムの職業訓練学校 II、健康・社会学専門ギムナジウムの職業訓練学校 III でもその機会がある。より自由な教育を行っているのが自由ヴァルドルフ学園とモンテッソーリ学校である。この他ゲッティンゲンには、一般教育、職業教育のための様々な教育機関が用意されている。

### メディア

#### 印刷メディア
- ゲッティンゲンでは唯一の日刊紙として「ゲッティンガー・ターゲブラット」が刊行されている。この新聞はマトザック出版社によって出版されている。この新聞は「ハノーフェリシェ・アルゲマイネ・ツァイトゥング」の地方版である。
- 無料の情報紙「ブリック」（やはりマトザック出版社）と「エクストラ・ティップ」が毎週刊行されている。
- 1 - 2 週ごとに極左系広報紙ゲッティンガー・ドルックザヒェが刊行されている。
- 2008年から、1年に4回、地方のサッカー情報に特化された雑誌「GÖKick」が刊行されている。
- 情報紙の「ターゲスザッツ」と「K3-ダス・マガツィーン」が毎月、「diggla」が1年に11回、「37°」、「ポニー」、「トレンズ＆ファン」が1年に10回、ゲッティンゲン地方の地方紙「ファクター」や南ザクセン地方の地方紙「RegJo」が1年に4回、刊行されている。
- 「ヘッシシェ/ニーダーザクジシェ・アルゲマイネ」(HNA) はゲッティンゲンで編集されている。HNAのニーダーザクセン地方版（ハン・ミュンデン版、ノルトハイム版、ウスラー版）の地方政治面と「ブリック・ナハ・ゲッティンゲン」（ゲッティンゲンへの視線）面は、ここで制作されている。この他、この編集部は週毎に掲載されるイベント欄「Das ist los in der Region」（この地方で行われること）も担当している。
- 独立した組合方式で組織された「ゲッティンガー・ヴォーヒェンツァイトゥング」設立の試みは2006年7月に失敗に終わった。

1933年の言論統制まで、ゲッティンゲンとその周辺地域では「ゲッティンガー・ツァイトゥング」と「ゲッティンガー・フォルクスブラット」が刊行されていた。

#### ラジオ
ゲッティンゲンでは、シュタットラジオ・ゲッティンゲンがローカル放送局として非商用ラジオ・プログラムを放送している。地方の情報はニーダーザクセンの民放ラジオ、ヒット・ラジオ・アンテナと ffn が放送している。NDR 1 ニーダーザクセンは、平日にはブラウンシュヴァイクのスタジオからニーダーザクセン南部および東部向けの地域情報を放送している。この街のスタジオでニーダーザクセン南部向け番組を制作している制作会社は、他のNDR放送やダス・エルステ、NDRテレビの番組も制作している。
市内では、以下のラジオ・プログラムが受信できる。
1. NDR 1 ニーダーザクセン、超短波放送 88.5 MHz（ニコラウスベルク送信所）
2. NDR 2、超短波放送 94.1 MHz（ニコラウスベルク送信所）
3. NDR Kultur、超短波放送 96.8 MHz（ニコラウスベルク送信所）
4. NDR info、超短波放送 99.9 MHz（ニコラウスベルク送信所）
5. N-Joy ラジオ、超短波放送 95.9 MHz（ニコラウスベルク送信所）
6. シュタットラジオ・ゲッティンゲン、超短波放送 107.1 MHz（オスターベルク送信所）
7. ラジオ 21、超短波放送 93.4 MHz（オスターベルク送信所）
8. ラジオ ffn、超短波放送 102.8 MHz（オスターベルク送信所）
9. ヒット＝ラジオ・アンテナ、超短波放送 106.0 MHz（オスターベルク送信所）
10. ドイツ放送、超短波放送 103.5 MHz（トーアハウス送信所）
11. hr1、超短波放送 99.0 MHz（ホーアー・マイスナー送信所）
12. hr2、超短波放送 95.5 MHz（ホーアー・マイスナー送信所）
13. hr3、超短波放送 89.5 MHz（ホーアー・マイスナー送信所）
14. hr4、超短波放送 101.7 MHz（ホーアー・マイスナー送信所）
15. ヒット・ラジオ FFH、超短波放送 105.1 MHz（ホーアー・マイスナー送信所）
16. MDR 1 ラジオ・ザクセン＝アンハルト、超短波放送 94.6 MHz（ブロッケン送信所）
17. MDR フィガロ、超短波放送 107.8 MHz（ブロッケン送信所）
18. MDR ジャンプ、超短波放送 91.5 MHz（ブロッケン送信所）
19. 89.0 RTL、超短波放送 89.0 MHz（ブロッケン送信所）
20. hr-info、中波放送 594 kHz 0:00から19:00および22:00から24:00まで放送

市内の一部高台地区では、ザクセン＝アンハルト州、テューリンゲン州、バイエルン州、ノルトライン＝ヴェストファーレン州の放送局の超短波放送を聴くことができる。ドイチュラントラジオ・クルテュールは、97.2 MHz、97.4 MHz で、市内のいくつかの場所で聴くことができる。超短波放送受信には不利な谷状の地形であるため、ゲッティンゲン近郊のニコラウスベルクやオスターベルクおよびヘッセン州ヴェラ＝マイスナー郡の送信所からの放送が市内全域のどこでも聴けるというわけではない。上記のリストに記した周波数は放送されているものである。

#### テレビ
ゲッティンゲンにはローカルテレビ局がない。2006年5月29日に、それまで市域に向けてアナログテレビ放送を行っていた地上波アナログ放送を行っていたゲッティンゲン送信所（ニコラスベルク）とホーアー・マイスナー送信所を停止し、DVB-Tに移行した。これで民間放送のRLTとSat.1は地上波で受信できなくなった。しかし、その代わりアナログ放送よりも数多くの公共プログラムが受信できる。エスポール送信所は、ダス・エルステ、ZDF、ARTE/EinsFestival、3sat、KI.KA、ZDFneo および NDRテレビ、WDRテレビ、hr-テレビやMDRテレビが視聴できる。ホーアー・マイセン送信所やヘッチャースハウゼン送信所からもほぼ同じ内容の放送があり、市内全域でこれらを受信することが可能である。ケーブルテレビや衛星放送の他、一部の地域ではテレコムの IP放送も利用されている。

#### オンライン・メディア
2001年から非商用オンラインマガジン「ゲッティンガー・シュタットインフォ」がインターネットで配信されている。2005年中頃からは「インターネット新聞 www.buergerstimmen.de」がある。

## 人物

### 出身者
ゲッティンゲン出身者を列記する。その人物がゲッティンゲンで活躍したかどうかに関係なく出身者をリストした。生年順である。
- ヨハン・トビーアス・ローヴィッツ（1757年 - 1804年）化学者、薬剤師。
- ドロテア・フォン・シュレーツァー（1770年 - 1825年）ドイツで初めて博士号を取得した女性。
- フリードリヒ・シュトロマイヤー（1776年 - 1835年）化学者。カドミウムの発見者。
- レオポルト・グメリン（1788年 - 1853年）化学者。
- アウグスト・ネアンダー（1789年 - 1850年）神学者。
- フリードリヒ・アウグスト・フォン・アモン（1799年 - 1861年）医師。
- カール・ハインリヒ・エトムント・フォン・ベルク（1800年 - 1874年）森林学者、森林政策立案者。
- ハインリヒ・ゲオルク・アウグスト・エーヴァルト（1803年 - 1875年）神学者、オリエント学者。
- ヴォルフガング・ザルトリウス・フォン・ヴァルタースハウゼン（1809年 - 1876年）地質学者。
- ルドルフ・コールラウシュ（1809年 - 1858年）物理学者。
- ロベルト・ブンゼン（1811年 - 1899年）化学者。
- アルトゥル・アウヴェルス（1838年 - 1915年）天文学者。
- ヴィルヘルム・ハインリヒ・ロッシャー（1845年 - 1923年）古文献学者。
- ルドルフ・ヴィッセル（1869年 - 1962年）政治家。ヴァイマル共和国経済大臣、労働大臣。
- ヨハネス・ハインリヒ・シュルツ（1884年 - 1970年）精神科医。
- アルフレート・マイヤー（1891年 - 1945年）リッペの国家地方長官。
- ウータ・ハーゲン（1919年 - 2004年）女優、演劇教育者。
- ハンス＝ヨッヘン・フォーゲル（1926年 - ）政治家。連邦建設大臣、連邦法務大臣、西ベルリン市長、SPD党首。
- ゲラルト・ノイゲバイウアー（1932年 - ）天文学者。
- ベルンハルト・フォーゲル（1932年 - ）政治家。ラインラント＝プファルツ州首相、テューリンゲン州首相。
- グンター・ハンペル（1937年 - ）ジャズミュージシャン。
- ペーター・シュトルック（1943年 - ）政治家。連邦国防大臣。
- グートルン・ラントグレーベ（1950年 - ）女優
- ゲリット・ツィッターバルト（1952年 - ）ピアノ奏者
- アンドレアス・シュタイアー（1955年 - ）チェンバロ、フォルテピアノ奏者
- ヘルベルト・グレーネマイヤー（1956年 - ）歌手、俳優。
- ユリアーネ・ケーラー（1965年 - ）女優。
- ローラント・シンメルプフェニヒ（1967年 - ）劇作家。
- サンドラ・ナジック（1976年 - ）歌手。
- ティモ・オクス（1981年 - ）サッカー選手（ゴールキーパー）。

### ゆかりの人物
ゲッティンゲンで暮らし、活躍し、あるいは亡くなった人物を列記する。ただし、ゲッティンゲン大学で学び、あるいは教職にあった人物は、ゲオルク・アウグスト大学ゲッティンゲンを参照のこと。
- ハインリヒ2世（978年 - 1024年）神聖ローマ皇帝。グローネ城で亡くなった。
- ヨハン・ゴットフリート・ツィン（1727年 - 1757年）医師、植物学者。
- ゴットフリート・アウグスト・ビュルガー（1747年 - 1794年）詩人。
- クリスティアン・フリードリヒ・アンドレアス・ローンス（1787年 - 1853年）建築家。
- ハインリヒ・ハイネ（1797年 - 1856年）19世紀のドイツで最も重要な詩人でジャーナリストの一人。
- ルドルフ・ヘルマン・ロッツェ（1817年 - 1881年）哲学者、心理学者。
- ハインツ・エルハルト（1909年 - 1979年）コメディアン、音楽家、エンターテナー、俳優、詩人。ゲッティンゲンで何本もの映画を撮影した。
- ギュンター・グラス（1927年 - 2015年）作家。1999年ノーベル文学賞受賞者。
- ヴァルター・ケンポフスキ（1929年 - ）作家。
- バルバラ（1930年 - 1997年）シャンソン歌手。「パリとゲッティンゲン」をヒットさせた。
- ローベルト・ゲルンハルト（1937年 - 2006年）詩人。ゲッティンゲンで育ち、学生時代を過ごした。
- ゲッツ・ゲオルゲ（1938年 - ）俳優。
- ブルーノ・ガンツ（1941年 - ）俳優。ゲッティンゲンのユンゲン・テアターでそのキャリアを開始した。
- ベルト・ザクマン（1942年 - ）細胞生理学者。1991年ノーベル生理学・医学賞受賞者。
- エーヴェリーン・ハーマン（1942年 - 2007年）女優。
- ザビーネ・ロイトホイサー・シュナレンベルガー（1951年 - ）連邦法務大臣。
- マティアス・ライム（1957年 - ）ポップミュージシャン。

## 引用
1. ↑  Landesamt für Statistik Niedersachsen, LSN-Online Regionaldatenbank, Tabelle A100001G: Fortschreibung des Bevölkerungsstandes, Stand 31. Dezember 2023
2. ↑  Max Mangold, ed (2005). Duden, Aussprachewörterbuch (6 ed.). Dudenverl. p. 371. ISBN 978-3-411-04066-7
3. ↑  Göttingen-Grone - eine Siedlung der Bandkeramik im Leinetal www.archaeologieportal.niedersachsen.de（2011年4月17日 内容確認）
4. ↑  Reinhard Maier: Die ur- und frühgeschichtlichen Funde und Denkmäler des Kreises Göttingen. Verlag August Laux, Hildesheim 1971 (Materialhefte zur Ur- und Frühgeschichte Niedersachsens 5).
5. ↑  „Eine ziemlich alte Universitätsstadt“, in: Hannoversche Allgemeine Zeitung. v. 8. September 2006, S. 6.
6. ↑  August Deppe (u.a.): Das tausendjährige Göttingen. Ursprung und Entwicklung im Spiegel seiner Strassen und Bauten. Heinz Reise-Verlag, Göttingen 1953.
7. ↑  Sven Schreivogel: Die Göttinger Strassenbahn. Ein vergessenes Projekt. Sven Schreivogel, Neu-Eichenberg 1992.
8. ↑  Diesterweg, Heft 9, 1933, p. 494.
9. ↑  Göttingen: Drei Tote bei Bombenexplosion. ゲッティンガー・ターゲブラット 2010年6月1日付け
10. ↑  Studierendenstatistik der Universität Göttingen. Stabsstelle DV der Zentralverwaltung. 21. Oktober 2005.
11. ↑  “[https://votemanager.kdo.de/20210912/03159016/praesentation/ergebnis.html?wahl_id=222&stimmentyp=0&id=ebene_3_id_285 Stadtratswahl
Stadt Göttingen 12.09.2021]”. 2022年7月27日閲覧。
12. ↑  “Stichwahl der Oberbürgermeisterin Stadt Göttingen 26.09.2021”. 2022年7月27日閲覧。
13. ↑  “Göttingens erste Oberbürgermeisterin Petra Broistedt ist seit 7 Uhr im Dienst”. Göttinger Tageblatt. (2021年11月2日) 2022年7月27日閲覧。
14. ↑  Jazzfestival Göttingen.
15. ↑  Stadtarchiv Göttingen.
16. ↑  Info- und Freizeitbörse Galerie Göttinger Land.
17. ↑  Artikel der TAZ.
18. ↑  Zugmonitor（2012年5月11日 閲覧）
19. ↑  Homepage Measurement Valley e. V.
20. ↑  Walter Nissen, Christina Prauss, Siegfried Schütz: Göttinger Gedenktafeln – Ein biografischer Wegweiser. Vandenhoeck & Ruprecht, Göttingen 2002. ISBN 3-525-39161-7.
21. ↑  Georg-August-Universität Göttingen – Treffpunkt der Wissenschaft 2009 – Perspektive Sprache